# Salonwagen

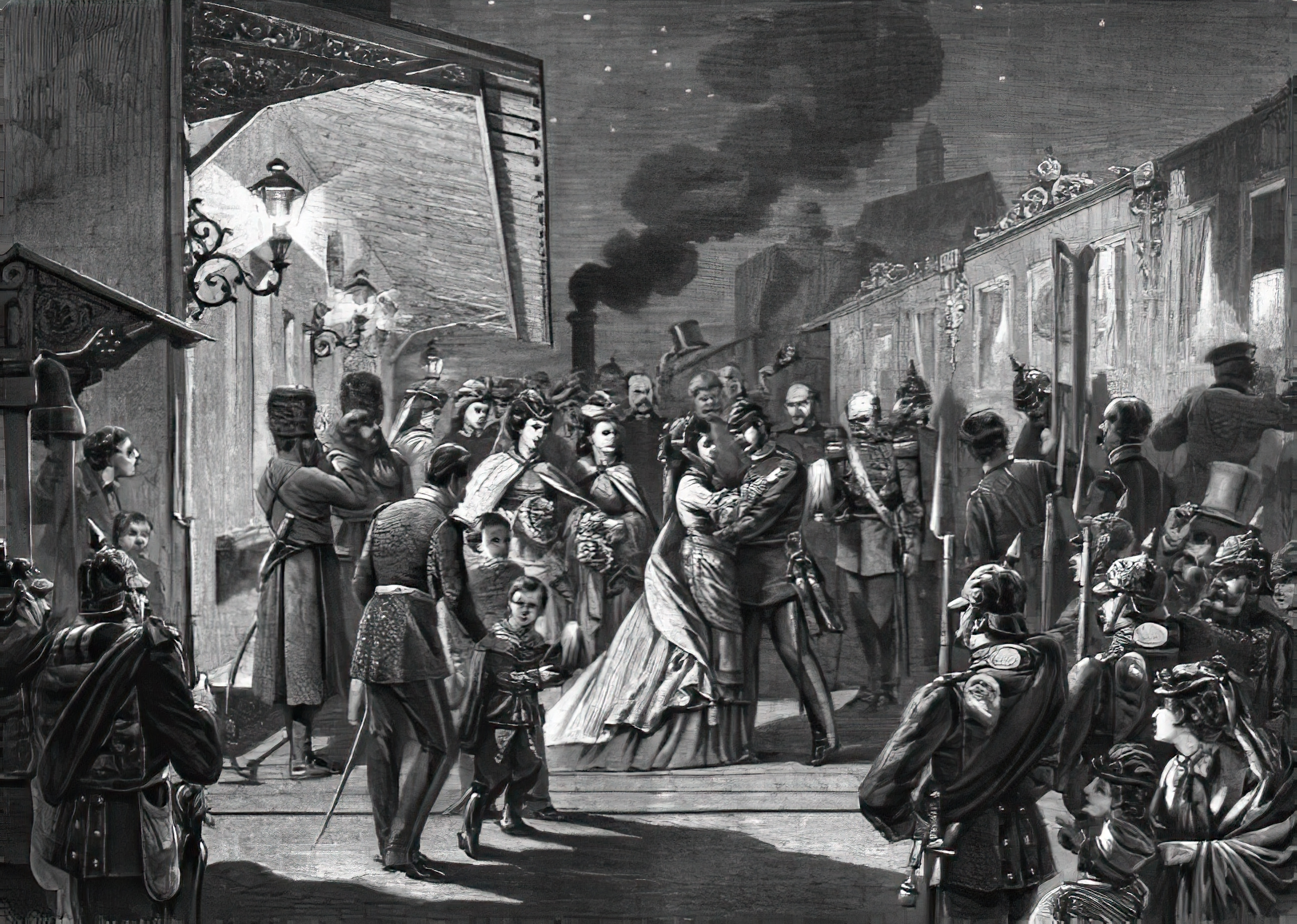
Ankunft von Zar Alexander II. von Russland auf dem Bahnhof Bad Ems, 1871 – rechts sein Salonwagen

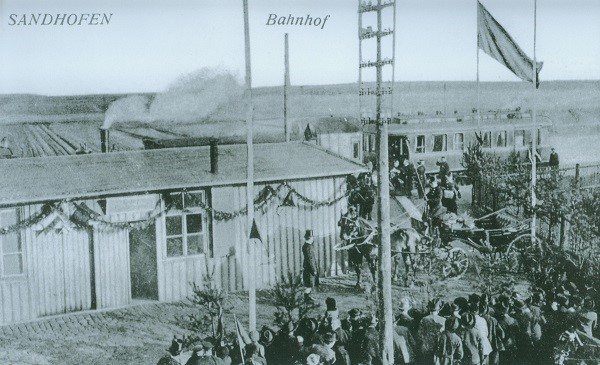
Ankunft von Großherzogin Luise von Baden am 17. Juli 1900 am Bahnhof Sandhofen mit einem Hofzug, der aus Lokomotive, einem Schutzwagen und ihrem Salonwagen besteht

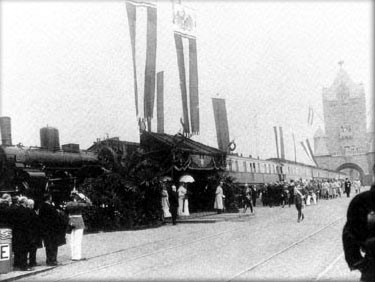
Hofzug Kaiser Wilhelms II. bei der Einweihung der Kaiserbrücke in Mainz, 1904

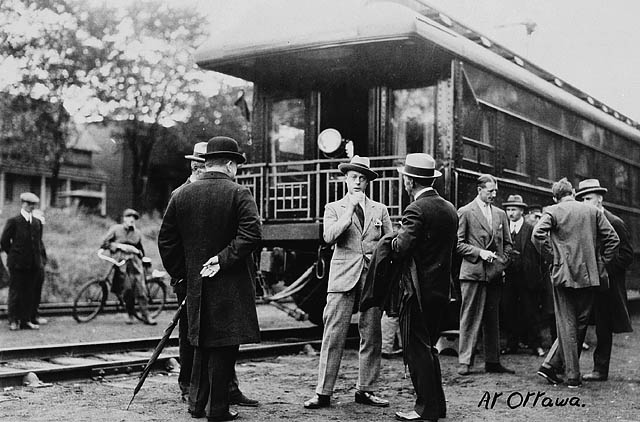
Eduard (VIII.) an seinem Salonwagen in Ottawa bei einer Rundreise durch Kanada 1924

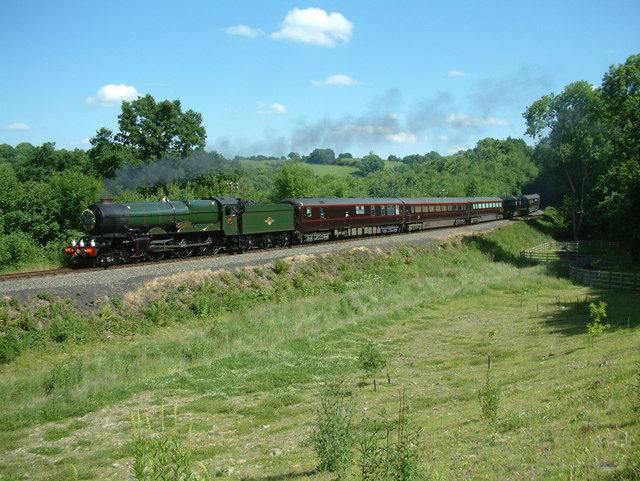
The Royal Train bei Highley auf der Severn Valley Railway

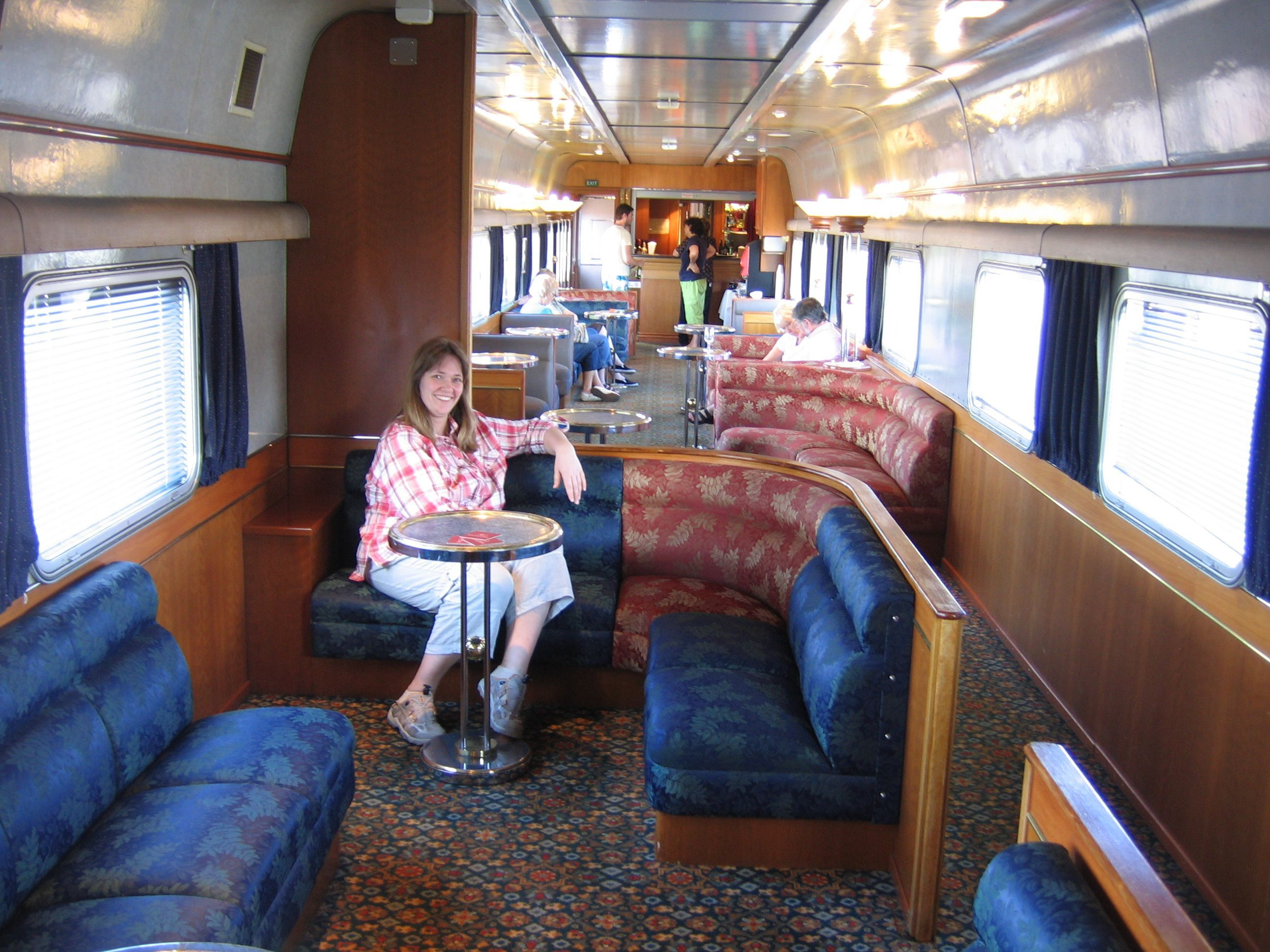
Salonwagen 1. Klasse im Zug The Ghan der Great Southern Railway, Australien

Ein Salonwagen, auch Hofsalonwagen, Hofwagen oder Galawagen ist ein Eisenbahnwagen des Personenverkehrs mit gehobener Ausstattung. Eine Sonderform ist der Konferenzwagen.

## Fahrzeugarten

### Fahrzeuge für den öffentlichen Verkehr

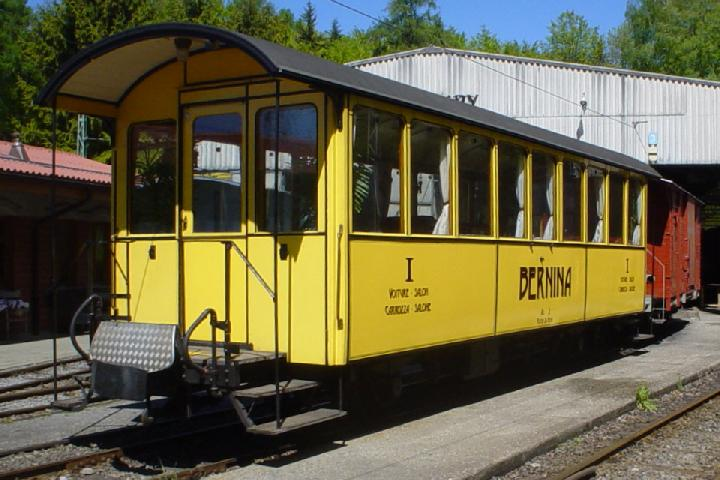
„Salonwagen“ der Rhätischen Bahn – eigentlich ein Großraumwagen 1. Klasse

Historisch wurde der Begriff „Salonwagen“ synonym für die heutige Bezeichnung „Großraumwagen“ verwendet. Als Salonwagen oder auch Pullmanwagen werden heute im öffentlichen Verkehr Großraumwagen mit gehobener Ausstattung bezeichnet, die früher in Luxuszügen (z. B. im Rheingold oder im Süd-Express) eingesetzt wurden. Heute gibt es diese Fahrzeuge im öffentlichen Verkehr nur noch in touristischen Sonderzügen und in wenigen langlaufenden außereuropäischen Regelzügen, etwa dem Indian Pacific in Australien. Eine seltene Erscheinungsform war der Salonschlafwagen, eine Kombination aus Schlafwagen und Salonwagen, der mit seinem Angebot die Funktionen eines Hotels auf Schienen übernahm. Ähnliches gilt für Leichensalonwagen, mit denen eine Leiche überführt und in dem gleichzeitig Angehörige mitreisen konnten.
Einige Bahnen halten Gesellschaftswagen mit Sonderausstattung vor, die für Sonderzüge oder als Sonderwagen für Gesellschaftsreisen zu mieten sind. Diese können auch mit Schlafabteilen, Bad, Küche, Salon, Begleiterabteil usw. ausgestattet sein und bieten damit in einem Wagen alles, was für längere Gruppenreisen benötigt wird.

### Fahrzeuge für den nichtöffentlichen Verkehr

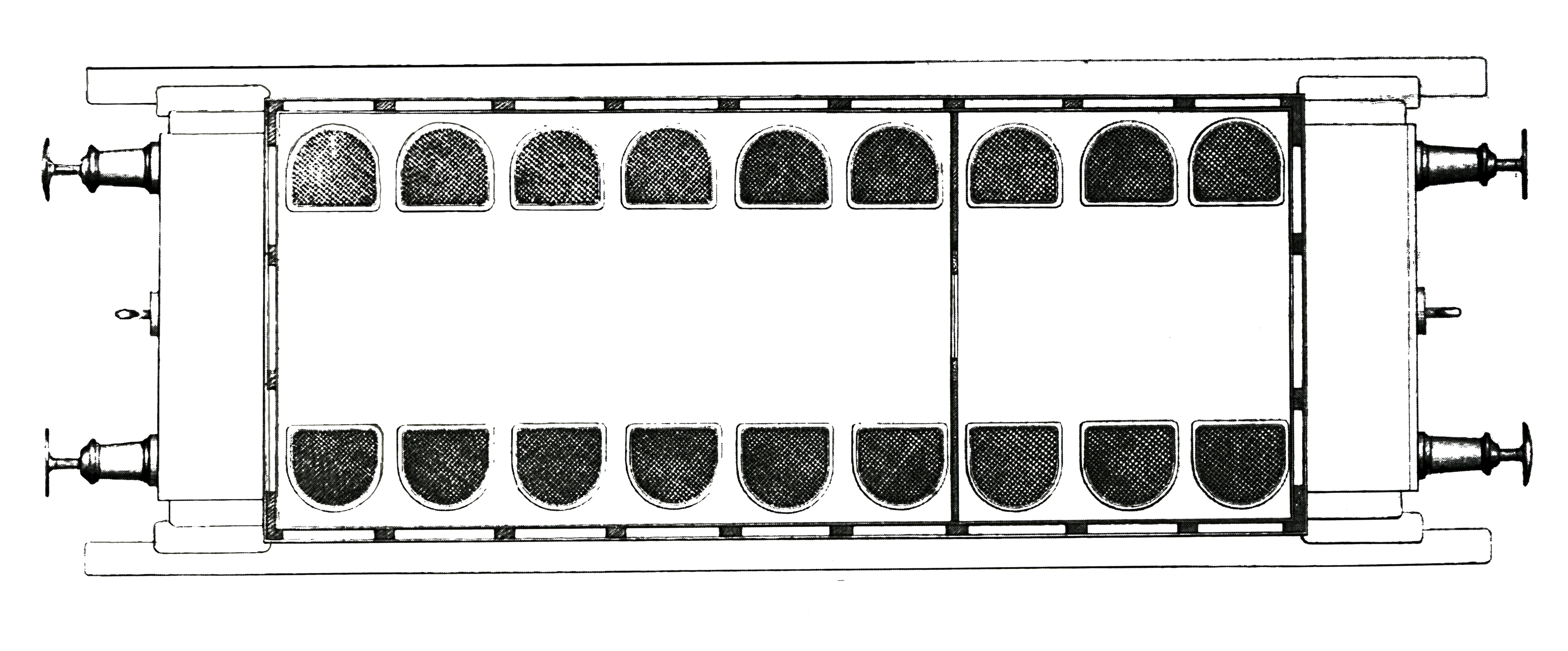
Salonwagen der Nassauischen Staatsbahn – aufgrund der eher schlichten Inneneinrichtung wohl für den öffentlichen Verkehr, vor 1866

Als Salonwagen werden auch die Sonderfahrzeuge bezeichnet, die von Privaten, von Regierungen oder Herrscherhäusern ausschließlich für den eigenen Bedarf vorgehalten werden, um sie entweder in Regelzüge einzustellen oder in eigenen Sonderzügen verkehren zu lassen. Die Gattungs-Kennzeichnung für solche Fahrzeuge lautet: „WS“. Seitdem die Eisenbahn gegenüber dem Flugverkehr stark an Sozialprestige eingebüßt hat, kommen derartige Fahrzeuge, ebenso wie entsprechende stationäre Einrichtungen, „Fürstenbahnhöfe“, in Kontinentaleuropa nur noch selten zum Einsatz.

## Geschichte

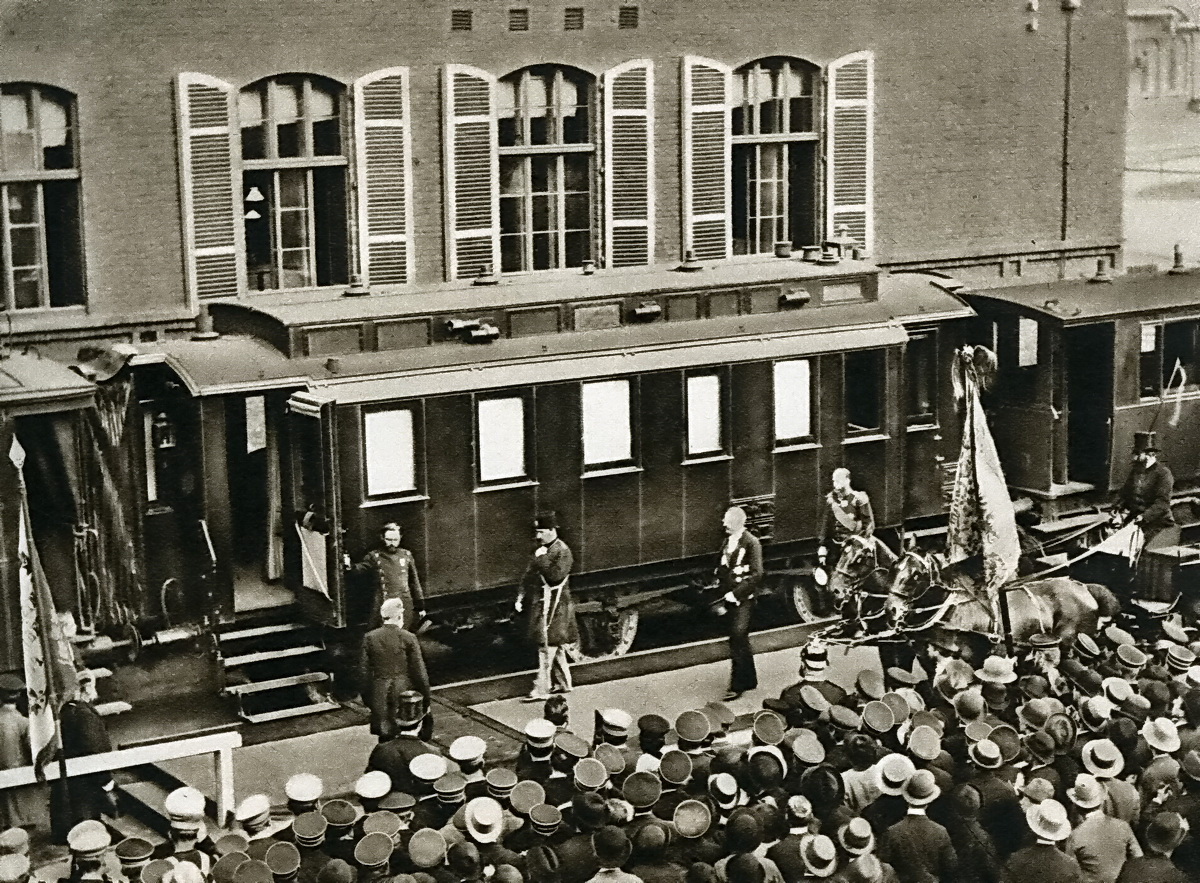
Salonwagen des ersten preußischen Hofzuges, hier genutzt von Nāser ad-Din Schah, bei einem Besuch der Krupp-Werke in Essen 1889

In der stark ständisch gegliederten Gesellschaft des 19. Jahrhunderts, in dem in Europa das Eisenbahnnetz zum größten Teil errichtet wurde, war auch die Beförderung der Reisenden mit der Bahn den damals alles dominierenden Standesgrenzen unterworfen: Die Eisenbahnwagen waren in drei oder vier Wagenklassen eingeteilt. Besonders Reiche oder Privilegierte, vor allem die Spitzen der regierenden Häuser, hatten darüber hinaus eigene Wagen (oder sogar Züge), die nur für deren Nutzung bereitstanden. In anderen Fällen hielten die Bahnverwaltungen entsprechende Fahrzeuge vor und vermieteten sie. So hielt etwa die Berlin–Potsdamer Eisenbahn von Anfang an, seit 1838, entsprechende Salonwagen vor.
Technisch entsprachen die Fahrzeuge immer dem Standard für die Wagen der oberen Klasse des öffentlichen Fernverkehrs und waren hin und wieder in Details, wie etwa bei der Heizung, der elektrischen Beleuchtung oder dem Übergang zwischen den Wagen eines Zuges auch den Wagen des öffentlichen Verkehrs einen Schritt voraus. Das Publikum, das solche Fahrzeuge nutzte, war international unterwegs. Dem standen anfangs die unterschiedlichen technischen Parameter und Vorschriften der einzelnen Länder und Bahngesellschaften entgegen. So konnte es vorkommen, dass die hohen Herrschaften vom Salonwagen der einen in den einer anderen Bahngesellschaft umsteigen mussten. Das passierte etwa dem russischen Außenminister, Graf Wladimir Nikolajewitsch Lamsdorf, noch im Oktober 1903 auf dem Weg von Paris nach Darmstadt: Der ihm seitens der Französischen Ostbahn zur Verfügung gestellte zweiachsige Salonwagen durfte auf der deutschen Seite in einen Schnellzug nicht mehr eingestellt werden, so dass er in einen Wagen der Reichseisenbahnen in Elsaß-Lothringen (EL) umsteigen musste. Berichte zur Nutzung der Salonwagen durch die darin Reisenden sind selten. Einer, der es doch tat, schrieb: Die Mahlzeiten wurden gemeinsam eingenommen, waren leidlich zwanglos und materiell ausgezeichnet. Man kann auf diese Weise lange in der Eisenbahn fahren, ohne die Beschwerlichkeiten einer Reise zu empfinden.
Eine relativ große Zahl dieser privaten Salonwagen ist museal erhalten, da die Bewahrung solch herausragender Fahrzeuge, deren Nutzung oft auch mit bekannten Personen des öffentlichen Lebens oder historischen Ereignissen in Verbindung steht, immer eher im Fokus stand, als das museale Bewahren ganz „normaler“ Eisenbahnwagen.

## Fahrzeuge

### Deutschland

#### Deutscher Bund und Kaiserreich

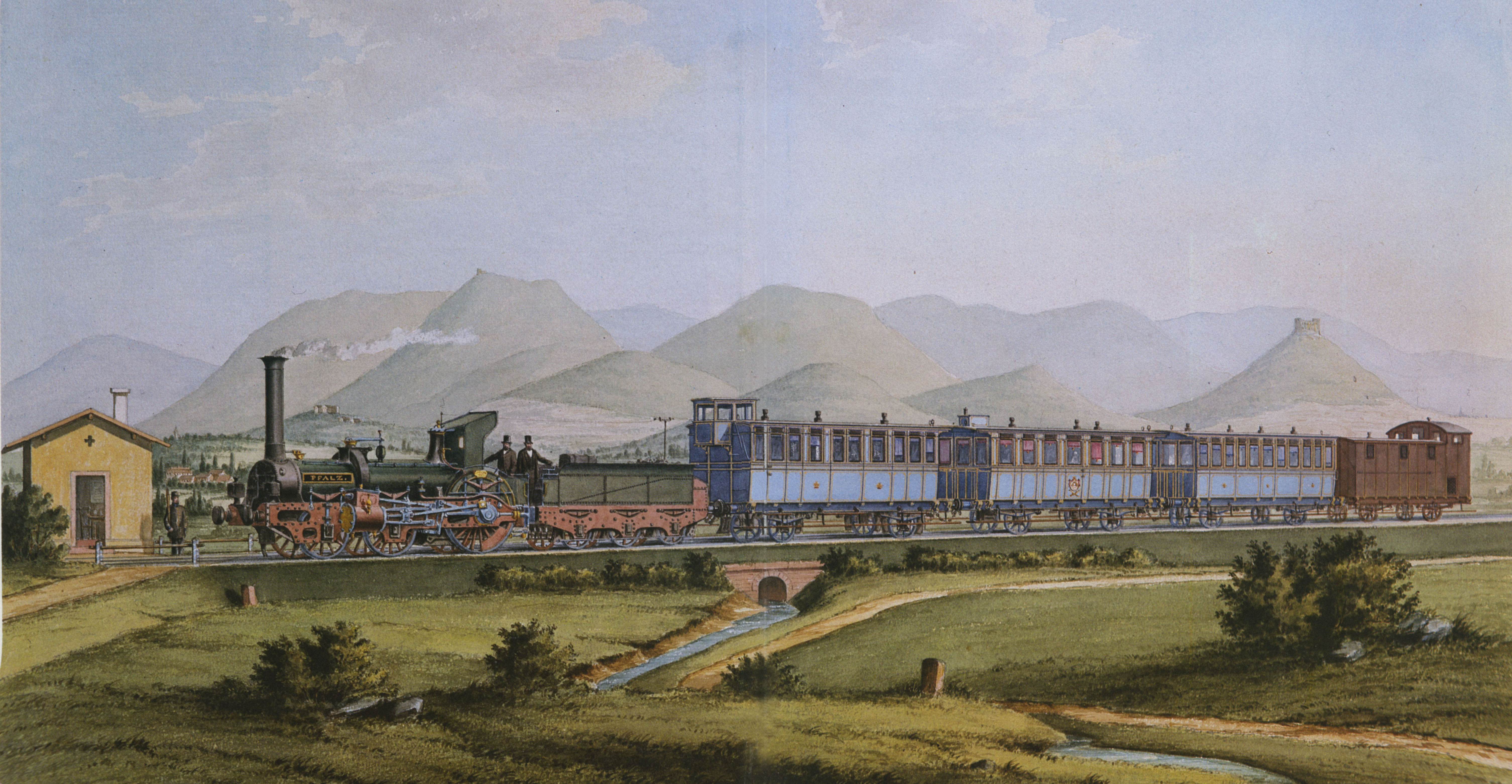
Hofzug der Pfälzischen Ludwigsbahn für König Maximilian II. von Bayern

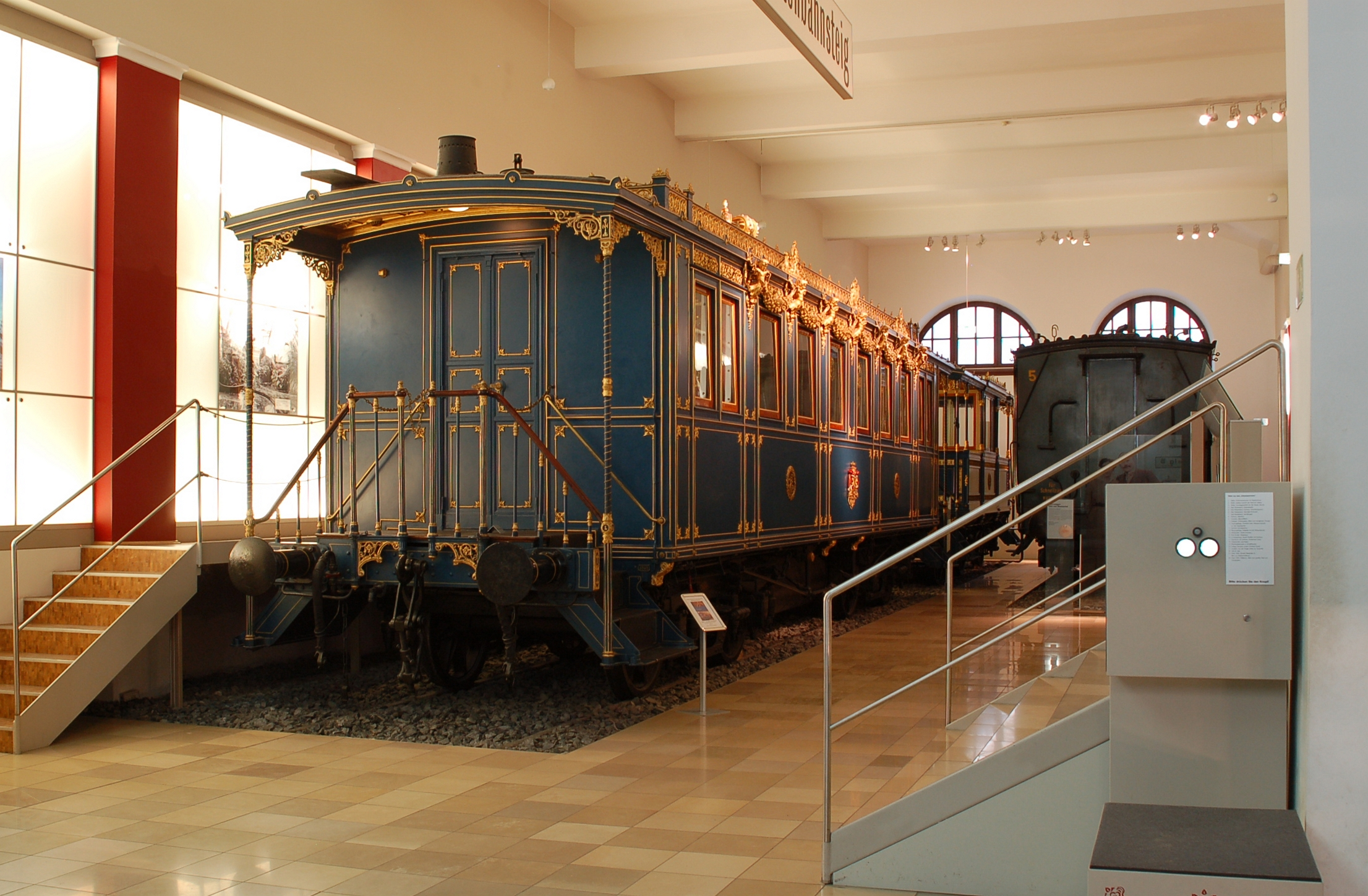
Salonwagen des Hofzugs von König Ludwig II. von Bayern

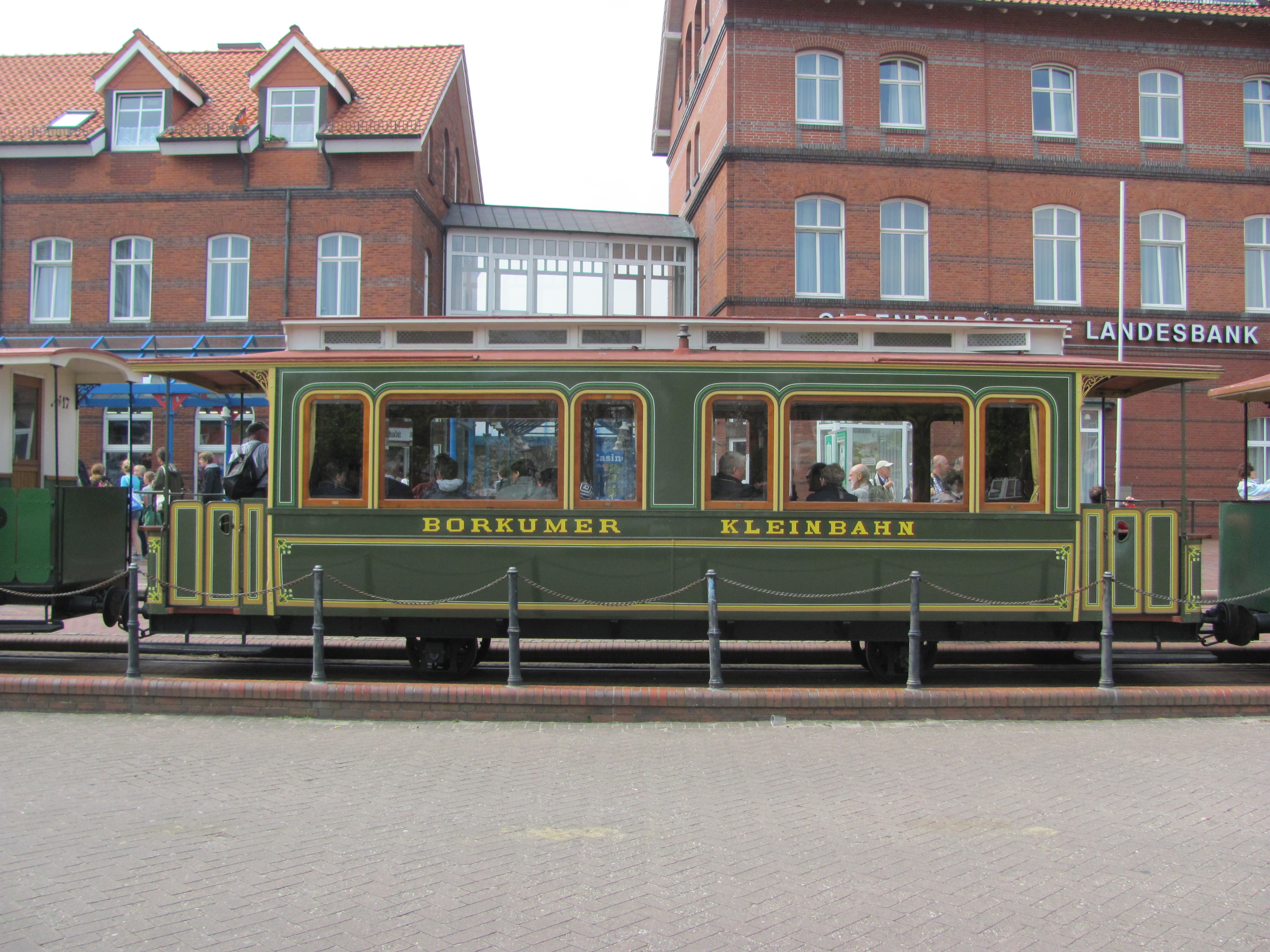
„Kaiserwagen“ der Borkumer Kleinbahn

Hans Gabriel Jentzsch: Hohe Ehre. Der Extrazug mit dem Salonwagen hatte die Station im schnellsten Tempo passiert. Obwohl alles begeistert die Hälse reckte und Hurra schrie, war von Serenissimus nichts zu sehen. Er saß gerade in stiller Klause. Der kleine Bahnhof aber behielt ein köstliches Andenken an den hohen Besuch. Zwischen den Schienen war es liegen geblieben.

Die Höfe der größeren Staaten beschafften eigene Hofzüge oder Salonwagen.
- In Baden hielten die Staatseisenbahnen Salonwagen für das regierende Haus vor, die im Laufe des Bestandes der Monarchie mehrfach gegen jeweils modernere Fahrzeuge ausgetauscht wurden (siehe: hier).
- Bayern, zwei Salonwagen König Ludwigs II., besonders prunkvoll gestaltet und heute mit die bekanntesten Exponate des Verkehrsmuseums Nürnberg, sind erhalten.[8]

- In Braunschweig gab es ab 1840 nacheinander mehrere Salonwagen für die Herzöge und die Regenten des Landes. Am 30. November 1838  unternahm der Landesherr, Herzog Wilhelm von Braunschweig, in Begleitung des Initiators der Herzoglich Braunschweigischen Staatseisenbahn, Philipp August von Amsberg, eine erste Fahrt von Braunschweig nach Wolfenbüttel und zurück. Dazu zog die Lokomotive „SWIFT“ einen zweiachsigen Flachwagen, auf dem eine Kutsche des Herzogs stand.[9] Diese Fahrzeugkombination stellte den „Prototyp“ eines Salonwagens dar.

- Für den Statthalter des Kaisers in Elsaß-Lothringen hielten die Reichseisenbahnen in Elsaß-Lothringen einen eigenen Salonwagen vor.[10]
- Aus Hannover, das seine Selbständigkeit bereits 1866 verlor, sind drei Salonwagen bekannt, von 1852, 1854 und 1862. Der von 1854 ist das seltene Exemplar eines „Thronwagens“. Nur der Papst besaß ein ähnliches Fahrzeug.[11]
- Zu den Salonwagen im Großherzogtum Hessen siehe hier.
- Das Kurfürstentum Hessen gehörte zu den Staaten, die in der Folge des Krieges von 1866 von der Landkarte verschwanden. Dessen letzter Regent, Kurfürst Friedrich Wilhelm, besaß einen Salonwagen („Cassel 14“), den er aber selten nutzte. Er war geizig und fuhr deswegen lieber in einem reservierten Abteil 1. Klasse.[12]
- Zur Nutzung durch das regierende Haus des Fürstentums Lippe hatte die Eisenbahndirektion Hannover in Detmold den 1874 gebauten, dreiachsigen Salonwagen „Hannover 2“ stationiert.[13]
- Ab 1890 sind Salonwagen für den Großherzog von Mecklenburg-Schwerin belegt, die auch als geschlossene Hofzüge gefahren wurden.[14] Noch 1917 wurde mit dem Bau eines neuen Salonwagens für den Großherzog begonnen, der aber vor dem Ende der Monarchie nicht mehr fertig gestellt wurde und erhalten ist.[15] Er befindet sich heute im Eigentum der Historischen Eisenbahn Frankfurt.
- Der Großherzog von Mecklenburg-Strelitz nutzte einen dreiachsigen Salonwagen (Strelitz 2), gebaut 1870, den ihm die preußische Eisenbahndirektion Stettin zur Verfügung stellte.[16]
- Auch der Großherzog von Oldenburg besaß Salonwagen, einen zweiachsigen von 1870 und einen dreiachsigen von 1890.[17]
- Im Königreich Preußen betrieb dessen Hof seit 1857 eigene Salonwagen,[18] die zusammengestellt als Hofzug verkehrten. Dieser erste Hofzug wurde nach und nach unter dem reisefreudigen Kaiser Wilhelm II. durch einen zweiten Hofzug ersetzt, der bis in den Ersten Weltkrieg hinein immer wieder mit neuen Wagen ergänzt wurde.

- Auch das Fürstentum Reuß älterer Linie beschaffte einen „Salonwagen“. Tatsächlich handelte es sich um einen dreiachsigen, 1894 gebauten Abteilwagen mit Seitengang und fünf Abteilen 1. und 2. Klasse, der für den Gebrauch des Fürstenhauses reserviert war. Er war bei den Königlich Sächsischen Staatseisenbahnen mit der Nr. 53 eingestellt. Es ist der einzig bekannte Fall, in dem ein Wagen, der für den öffentlichen Verkehr gebaut wurde, baulich unverändert für einen solchen Zweck eingesetzt wurde.[19]
- Die Fürsten des Fürstentum Reuß jüngere Linie nutzten einen 1878 gebauten dreiachsigen Salonwagen, der unter der Bezeichnung „Erfurt 404“ bei den Preußischen Staatseisenbahnen eingestellt war.[20]
- Im Königreich Sachsen besaß der Hof ebenfalls seit 1853 Salonwagen, später einen Hofzug. Die Wagen von 1853 wurden ab den 1880er Jahren durch neue Fahrzeuge ersetzt, die alten Wagen 1901 verschrottet.[21] Ein Wagen von 1885 ist erhalten und wird im Verkehrsmuseum Dresden aufbewahrt.

Ein vierachsiger Salonwagen des Hofzuges von 1912 ist umfangreich fotografisch dokumentiert.
- Herzog Alfred von Sachsen-Coburg und Gotha besaß einen relativ umfangreichen Hofzug.

- Vom Herzogtum Sachsen-Meiningen ist bekannt, dass dessen Regent, Georg II., den Salonwagen der Kaiserin-Witwe Friedrich († 1901) als Zweitverwender nutzte.[23]
- Im Großherzogtum Sachsen-Weimar-Eisenach (ab 1903: Großherzogtum Sachsen) nutzte das regierende Haus zunächst einen kleinen, zweiachsigen Salonwagen,[24] der 1874 gebaut worden war. Ersetzt wurde er 1910 durch ein sechsachsiges Fahrzeug, das die Gothaer Waggonfabrik lieferte.[25]
- Für den Fürsten von Waldeck-Pyrmont hielt die preußische Eisenbahndirektion Kassel seit 1872 einen dreiachsigen Salonwagen mit der Nr. 14 bereit.[26] Da der Salonwagen des 1866 abgesetzten Kurfürsten von Hessen die gleiche Nummer trug, könnte es sich um das gleiche Fahrzeug gehandelt haben.
- Der König von Württemberg verfügte über eine Reihe von Salon- und Begleitwagen, die, zu unterschiedlichen Zeiten gebaut, kein einheitliches Bild abgaben, aber gegebenenfalls zu einem Hofzug zusammengestellt werden konnten (siehe: hier).

Auch nicht regierende Fürsten des Deutschen Reiches besaßen Salonwagen:
- So Fürst Otto von Bismarck. Der Wagen steht heute ebenfalls im Verkehrsmuseum Nürnberg.
- Auch die Fürsten von Thurn und Taxis besaßen Salonwagen. Ein erster kam 1862 aufs Gleis und war bei den Königlich Bayerischen Staatseisenbahnen unter der Nr. 70 eingestellt. 1890 wurde er durch einen vierachsigen, neuen Salonwagen ersetzt. 1910 wurde der Salonwagen Nr. 68 und der Schlafwagen Nr. 69 beschafft, beide sechsachsig.[27] Der Salonwagen Nr. 68 wurde nach 1918 in einer eigenen Remise abgestellt, nicht mehr genutzt und 1938 an die Westfälische Landes-Eisenbahn verkauft, die ihn zu einem Reisezugwagen umbaute.[28] Die Angabe, dass MAN für das Haus Thurn und Taxis 1950 drei neue Salonwagen gebaut habe,[29] erscheint wenig glaubhaft.

Und manche Privatbahn oder sogar Straßenbahn hielt Salonwagen vor, um „höchste und allerhöchste Herrschaften“ angemessen befördern zu können. So etwa die Mecklenburg-Pommersche Schmalspurbahn. Deren Salonwagen war hellblau lackiert, wurde 1911 von Kaiser Wilhelm II. und in den 1920er Jahren mehrfach von Reichspräsident Friedrich Ebert genutzt. Erhalten ist ein solches Fahrzeug bei der Borkumer Kleinbahn.
Für den Einsatz solcher Fahrzeuge bestanden besondere Vorschriften. Die Beförderung von Salonwagen war in der Regel kostenpflichtig. Es gab unterschiedliche Abrechnungsmodelle, etwa nach Zahl der beförderten Achsen oder Zahl der beförderten Personen. Bei letzterem Modell konnte zusätzlich noch unterschieden werden, wer befördert wurde. So wurde etwa für „Höchste und Allerhöchste Herrschaften“ eine Fahrkarte 1. Klasse berechnet, für die mitreisende Dienerschaft dagegen nur Fahrkarten 2. oder 3. Klasse in Rechnung gestellt. 1903 drängten die preußischen Staatsbahnen darauf, dass Reisende, die im Salonwagen fuhren, ihr Reisegepäck mit dem planmäßigen Gepäckwagen beförderten und nicht noch einen eigenen Gepäckwagen einstellen ließen.
Für herausgehobene Personen, die keinen Salonwagen besaßen oder nicht einem fürstlichen Haus angehörten, gab es die Möglichkeit, ein komplettes Abteil in einem Regelzug reserviert zu erhalten, aber nur Fahrkarten für die Zahl der tatsächlich darin Reisenden bezahlen zu müssen. Dieses Privileg galt zum Beispiel für die Regierenden Bürgermeister von Hamburg, Bremen und Lübeck, für Ernst Günther von Schleswig-Holstein-Sonderburg-Augustenburg, einen Schwager des deutschen Kaisers, Armee- oder General-Inspekteure auf Dienstreisen, den Staatssekretär in Elsaß-Lothringen oder die amtierenden Minister des Großherzogtums Hessen. Zumindest während des Ersten Weltkriegs nutzten auch Oberste militärische Kommandobehörden, z. B. kommandierende Generäle, die Oberste Heeresleitung und einzelne ihrer Mitglieder Salonwagen und Sonderzüge.
Während des Ersten Weltkriegs wurde die Beförderung von Salonwagen stark beschränkt.

#### Weimarer Republik
Nach dem Ersten Weltkrieg war die Beförderung von Salonwagen zunächst nur mit ministerieller Genehmigung erlaubt. Nach dem Ende des Krieges wurden die nun größtenteils „arbeitslosen“ Salonwagen zum Teil für andere Zwecke eingesetzt und umgebaut. 1923 gab es noch mindestens 98 derartige Fahrzeuge im Bestand der deutschen Eisenbahnen, 1931 waren es noch 82.
1919 wurde die Nutzung von Salonwagen neu geregelt: Dem Reichspräsidenten war für seine Reisen ein Salonwagen zu stellen, Reichsminister sollten – außer sie reisten mit größerer Begleitung – nur ein reserviertes Abteil in einem Regelzug erhalten, so auch Staatssekretäre. Der Bahn berechnete dafür tarifmäßige Gebühren. Deutschen Botschaftern im Ausland und ausländischen Botschaftern in Deutschland war für Dienstreisen ein eigenes Abteil in Regelzügen zu reservieren.
Ein Vertrag zwischen der Interalliierten Kommission und der Deutschen Reichsbahn regelte ab 1922 unter anderem auch den Salonwagen-Verkehr „hoher Funktionäre der Besatzungsbehörden“ im rechtsrheinischen Bereich.

#### „Drittes Reich“

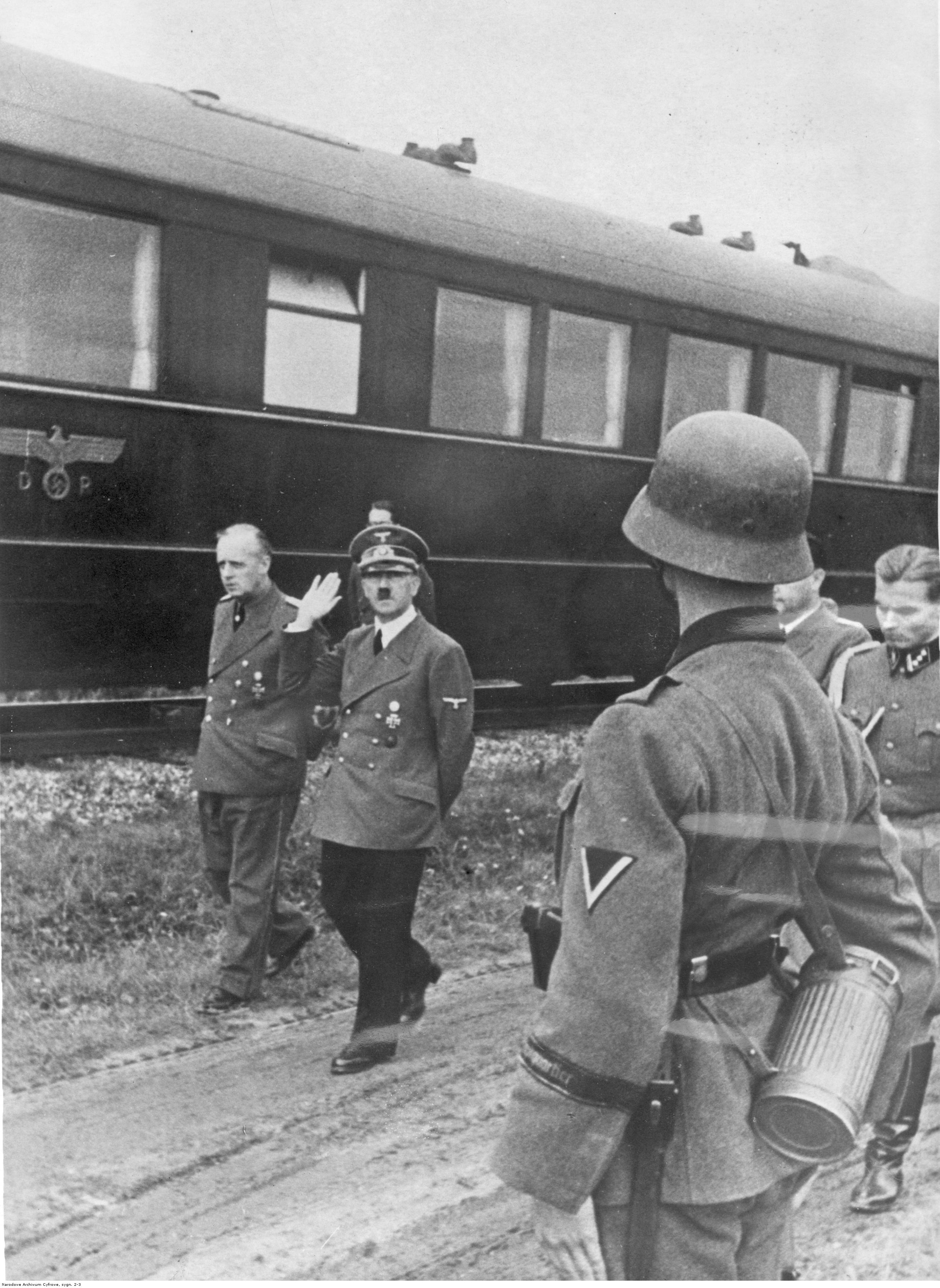
Adolf Hitler und Joachim von Ribbentrop 1939 vor einem Salonwagen

Während im Kaiserreich die bahndienstlichen Regelungen zu Fahrten von Salonwagen zahlreich waren, bricht dies 1918 komplett ab. Erst während des „Dritten Reichs“ war das wieder Thema. Mindestens 78 Salonwagen und andere Begleitfahrzeuge für Sonderzüge wurden nach 1934 für Adolf Hitler, Hermann Göring und andere Funktionäre des „Dritten Reichs“ in Dienst gestellt. Adolf Hitler beauftragte namhafte Architekten jener Zeit zur Einrichtung seiner Salonwagen. Die Wagen wurden von allen großen Waggonfabriken des Reiches hergestellt u. a. Wegmann & Co., Westwaggon. Die Salonwagen 10201 bis 10204 waren mit Behältern ausgestattet, mit denen Telegrammtexte bei der Durchfahrt auf Bahnhöfen abgeworfen und vom dortigen Bahnpersonal dann versandt werden konnten. Der Sonderzug „Asien“ von Hermann Göring bestand aus 15 Fahrzeugen, unter anderem dem Salonwagen 10205. Auch andere politische Führer und führende Militärs des „Dritten Reiches“ konnten komplette Sonderzüge nutzen. 1941 wurden der Wehrmacht für die Bereitstellung eines Salonwagens täglich 63,00 RM berechnet.
Als Besonderheit wurde 1939 der mit Ausnahme der Plattform und des Thekenbereichs in der oberen Hälfte vollständig verglaste Aussichtswagen (Bln 10 282), in der Literatur auch Führeraussichtswagen genannt, von der Waggonfabrik Fuchs in Heidelberg gebaut. Dieser Wagen wurde 1953 von der ÖBB in einen Gleismesswagen umgebaut. Der Salon-Aussichtswagen ist heute (2011) in Privatbesitz und wird einer Aufarbeitung unterzogen.

#### Besatzungszeit
Die in den westlichen Besatzungszonen aufgefundenen Salonwagen wurden zunächst von den britischen und amerikanischen Militärverwaltungen und Hohen Kommissaren benutzt, bevor sie Anfang der 1950er Jahre an die Deutsche Bundesbahn zurückgegeben wurden. Die US-Besatzungsmacht nutzte zunächst Dieseltriebwagen aus dem Bestand, den die Deutsche Reichsbahn vor dem Krieg für den Schnellverkehr beschafft hatte und ließ sie zu Salontriebwagen umbauen.
Sowohl US-amerikanische Oberkommandierende General Lucius D. Clay als auch der seit 1949 amtierende Hohe Kommissar John Jay McCloy sowie dessen Ehefrau Ellen nutzten als Salontriebwagen den VT 06 108 (DR 137 854, in der US-amerikanischen Bezeichnung: Special-Diesel No. 222). Nachdem dieser 1951 ausgebrannt war, übernahm der VT 06 106 diesen Dienst. Zusätzlich wurde ein kleiner Dieseltriebwagen eingesetzt.

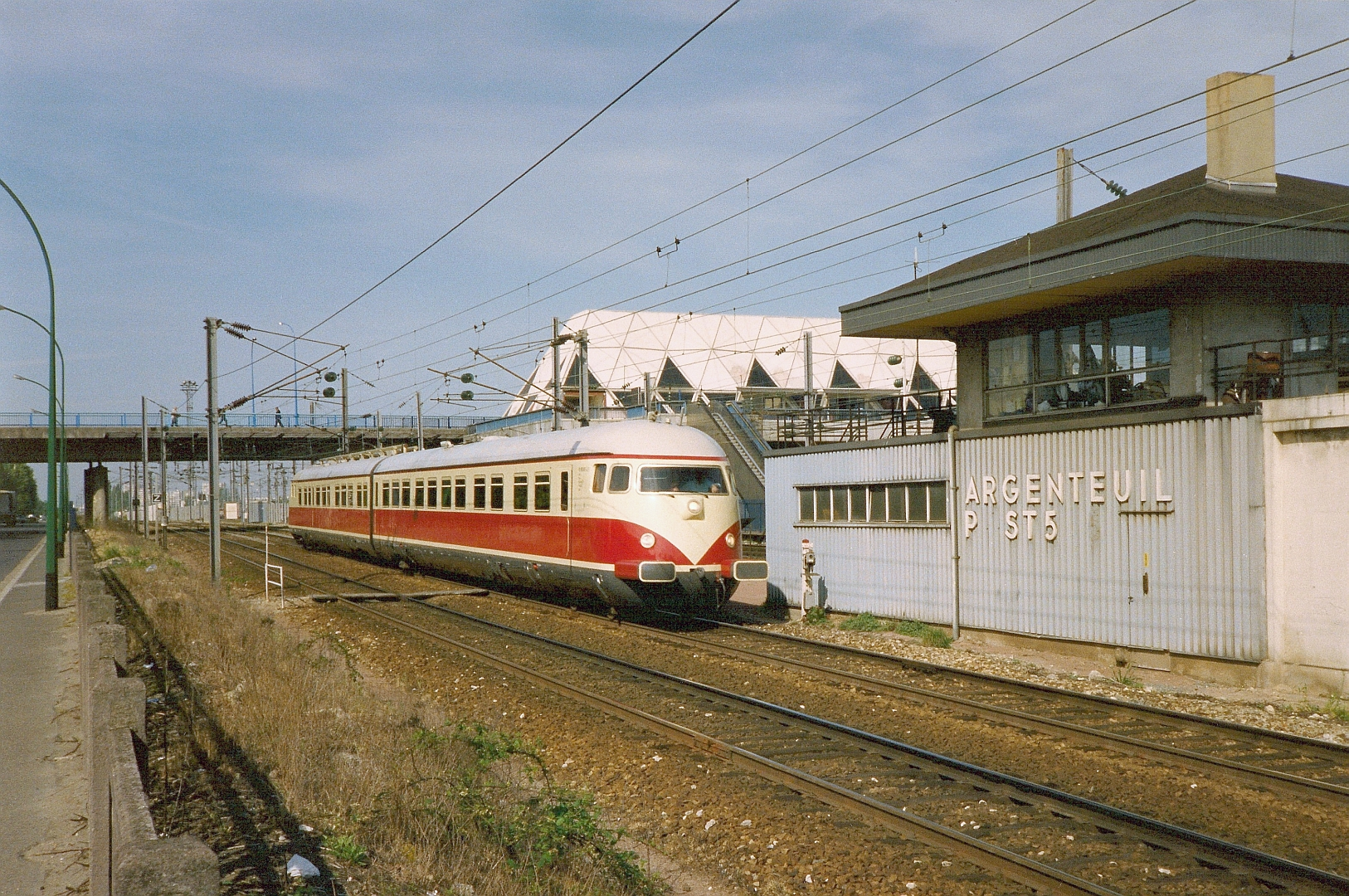
VT 608 801 auf der Pariser Ringbahn, 1990

Ab 1955 bestellte sie mehrere Neubau-Salontriebwagen, darunter zwei zweiteilige Salon-Dieseltriebwagen der Baureihe VT 088. Sie erhielten die Bezeichnung 608 801 (stationiert in Heidelberg, dem Hauptquartier der 7. US-Armee) und 608 802 (stationiert in Stuttgart). Die Fahrzeuge wiesen eine zulässige Höchstgeschwindigkeit von 140 km/h auf. Die Lackierung erfolgte zunächst in Grün, seit 1973 in den TEE-Farben Beige und Rot. Der Triebwagen 608 801 (Spitzname: „Der General“) war bis 1990 als Reise- und Repräsentationszug des jeweiligen US-amerikanischen Botschafters im Einsatz und wurde erst 1991 ausgemustert. Er war dann jahrelang im Gleisvorfeld des Heidelberger Hauptbahnhofs abgestellt, bevor ihn die Georg Verkehrsorganisation GmbH (GVG) kaufte. 2007 erhielt das Fahrzeug eine Hauptuntersuchung durch die Regental Fahrzeugwerkstätten GmbH und wurde blau/beige umlackiert. Es ist heute in Karlsruhe hinterstellt.

#### Bundesrepublik Deutschland

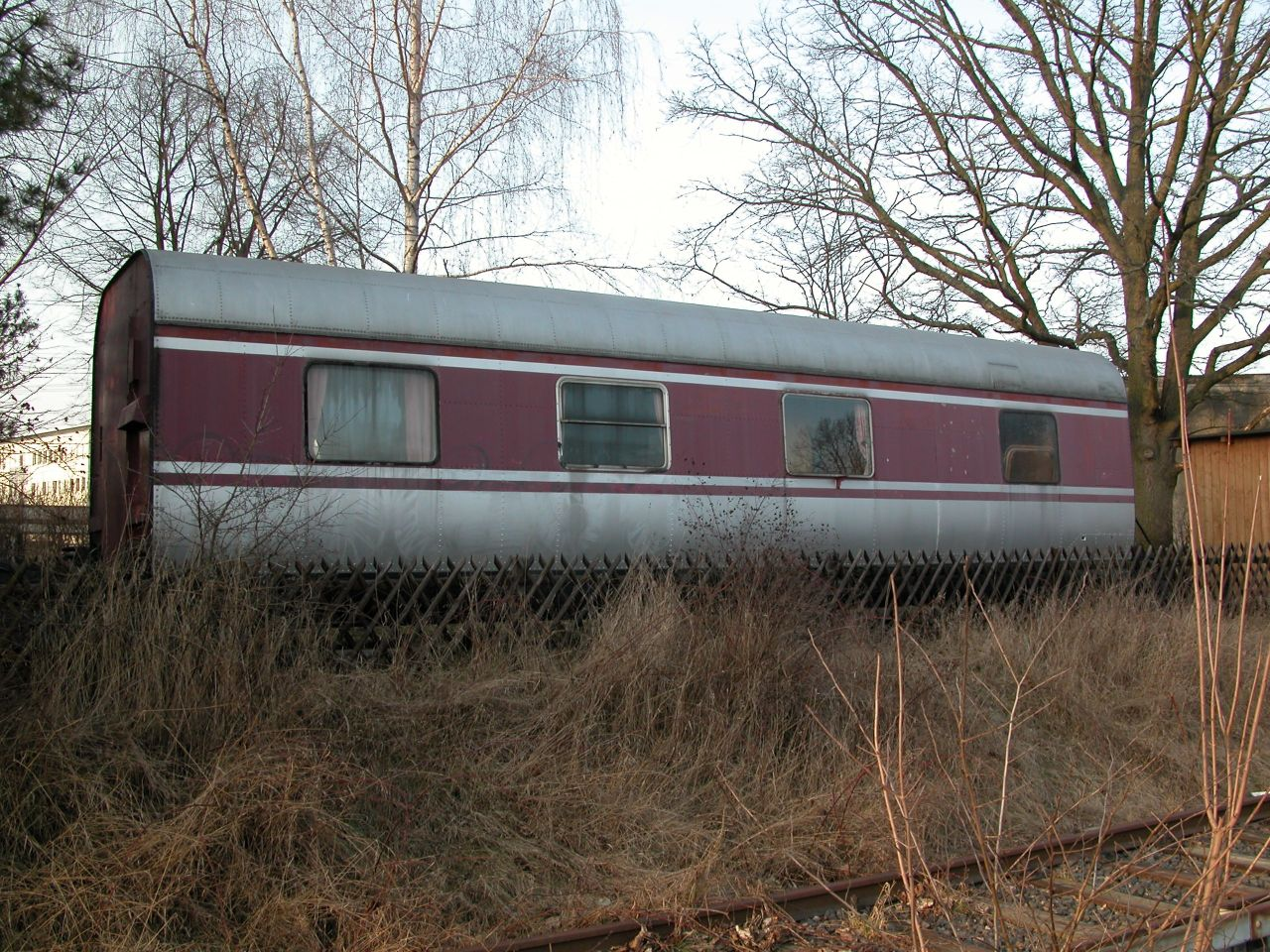
Mit nur drei Einsätzen war der Salonwagen VT 10 551i wohl der mit der kürzesten Dienstzeit überhaupt.

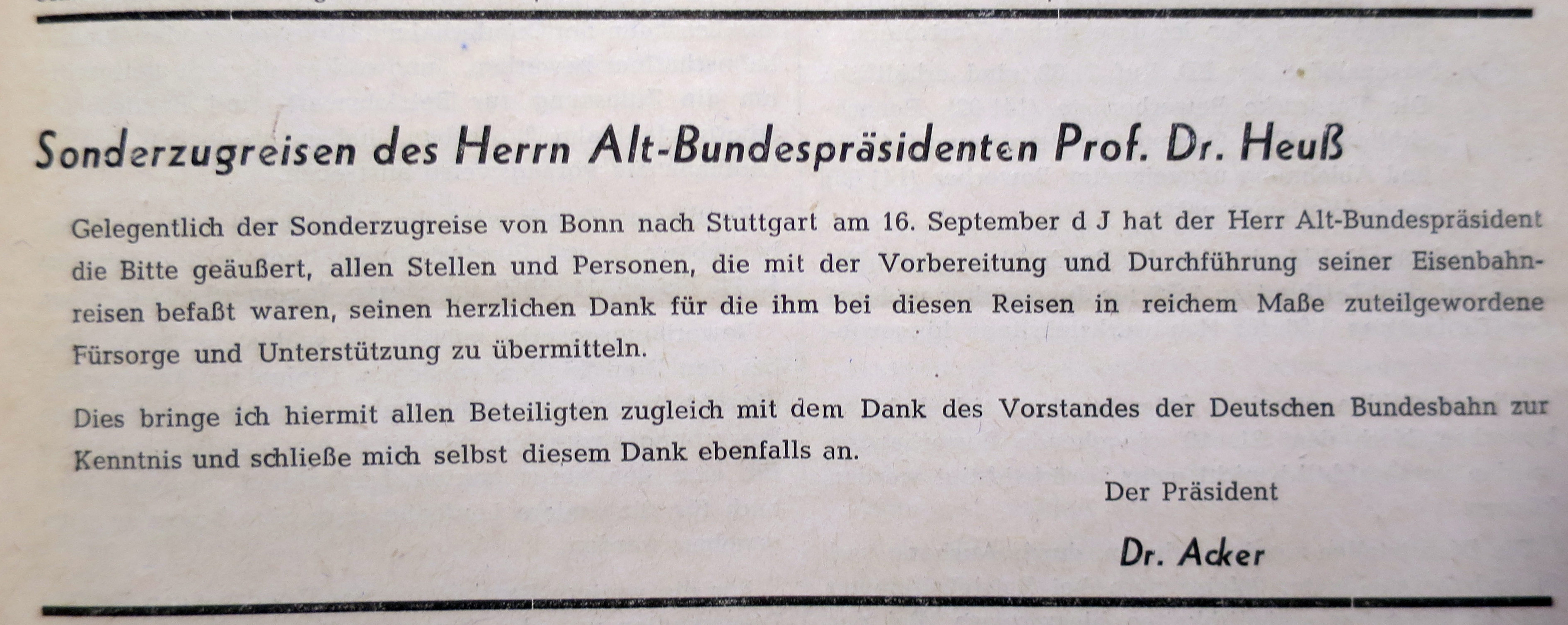
Dankesadresse des aus dem Amt geschiedenen Bundespräsidenten Theodor Heuss an die Mitarbeiter der Deutschen Bundesbahn für ihre Betreuung bei Bahnfahrten während seiner Amtszeit

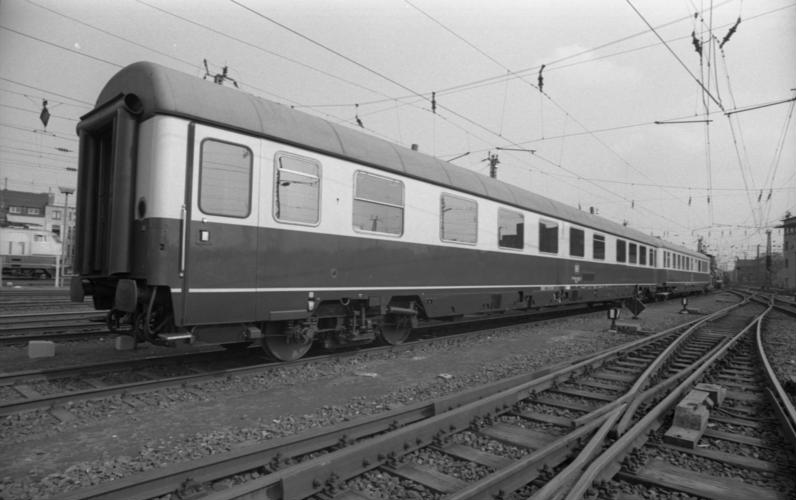
Salonwagen-Zug für den geplanten DDR-Besuch von Bundeskanzler Helmut Schmidt 1980

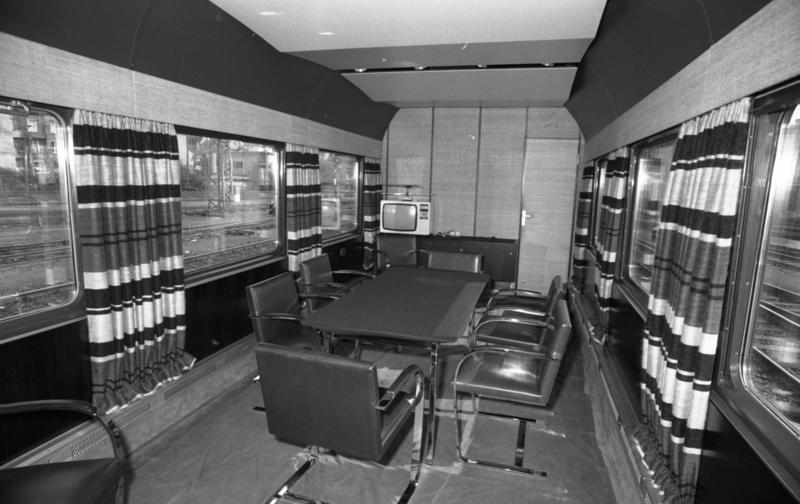
Salonwagen für Bundeskanzler Willy Brandt 1970

Sechs Salonwagen waren für den Bundespräsidenten, den Bundeskanzler und den Bundesverkehrsminister reserviert. 1957 verfügte die Deutsche Bundesbahn über insgesamt 21 Salonwagen, die manchmal auch für Staatsgäste eingesetzt wurden.
- Der bekannteste Salonwagen, der dem Bundeskanzler zur Verfügung stand, stammte aus dem Sonderzug von Hermann Göring. Er trug die Nummer 10 205 und wurde häufig von Konrad Adenauer, Ludwig Erhard, Kurt Georg Kiesinger und Willy Brandt benutzt. Der Wagen gehörte zu dem Zug aus 14 Wagen, den Konrad Adenauer als „exterritorialen Ort“ – die Bundesrepublik Deutschland hatte damals noch keine Botschaft in Moskau – mitführte, als er 1955 zu Verhandlungen über die Rückkehr der letzten deutschen Kriegsgefangenen und die Aufnahme Diplomatischer Beziehungen dorthin reiste. Dafür wurden extra Sätze von Drehgestellen in russischer Breitspur beschafft.[73] Heute steht der Wagen als prominentes Ausstellungsstück im Haus der Geschichte in Bonn.[74]

- Ein weiterer Wagen war für den deutschen Bundespräsidenten reserviert und führte zuletzt die Nummer 51 80 89-80 314-3. Er wurde 1943 von Wegmann & Co. für Heinrich Himmler gebaut und unter der Nummer 10 214 in Dienst gestellt.[75] Nach Kriegsende kam er zunächst für die US-amerikanische Besatzungsmacht zum Einsatz, ehe er 1952 an die DB übergeben und anschließend für den Bundespräsidenten hergerichtet wurde. Beim ersten Staatsbesuch von Königin Elisabeth II. in Deutschland 1965 diente er ihr als Wohnwagen und wurde dafür geringfügig umgebaut.

1966 benutzten die Beatles den Salonwagen während ihrer Deutschlandtournee. Auch 1975 wurde er noch einmal modernisiert. Dieser Wagen ist heute im DB Museum, Standort Koblenz, ausgestellt.
- Weitere Salonwagen befinden sich im Besitz des Verkehrsmuseums Nürnberg und der Außenstelle des DB-Museums in Koblenz-Lützel, darunter auch der ehemalige Salonwagen des Bundesverkehrsministers (Nr. 10 207), der ursprünglich für Joseph Goebbels gebaut worden war,[75] des Deutschen Dampflokomotiv-Museums in Neuenmarkt[77] (Salonwagen 10 242 – ursprünglich für Adolf Hitler, spätere Verwendung durch Reichsaußenminister Ribbentrop und Bundeskanzler Adenauer) und der Deutschen Bahn AG.
- Ein Kuriosum ist der Salonwagen VT 10 551i, der nur in den Triebzug VT 10.551 – ebenfalls ein Unikat – eingestellt werden konnte. 1956 erstmals eingesetzt, konnte er nach der Außerdienststellung des Triebwagens 1957 nicht mehr verwendet werden und wurde so bereits nach dem dritten Einsatz ausgemustert.
- 1956 wurde für den Oberbefehlshaber der US-Streitkräfte in Europa ein Salonwagen auf der Grundlage damaliger Neubau-Schnellzug-Wagen (UIC-X-Wagen) der DB gebaut. Er war in dieser Funktion 30 Jahre lang in ganz Europa im Einsatz. 1990 gaben die US-Streitkräfte den Betrieb des Fahrzeugs auf. Das Fahrzeug ist komplett mit Mahagoniholz ausgekleidet und mit getönten Scheiben aus Sicherheitsglas versehen. Es gibt drei Schlafabteile mit eigener Nasszelle, zwei Schlafabteile für Begleitpersonal und einen großen und einen kleinen Salon. Der kleine Salon kann ebenfalls als Schlafabteil genutzt werden, zusätzlich gibt es eine Duschzelle. Heute gehört der Wagen zum Fahrzeugpark des Eisenbahn-Kurier Verlag in Freiburg/Br. und wird für Schienenkreuzfahrten eingesetzt.[78]
- Ebenfalls 1956 beschaffte die United States Army sechs zweiteilige Dieseltriebwagen VT 088, die auf dem VT 085 basierten und in Deutschland eingesetzt wurden. Die Ausstattung war luxuriös und entsprach der von Salonwagen, die Lackierung erfolgte in den TEE-Farben beige und rot. Fünf der Triebwagen (608 802 bis 806) wurden bis 1974 ausgemustert, der 608 801 war dagegen bis 1991 im Einsatz. Er gehört heute der GVG Verkehrsorganisation GmbH (GVG). 2007 erhielt das Fahrzeug eine Hauptuntersuchung in den Regental Fahrzeugwerkstätten GmbH und wurde blau/beige umlackiert.
- 1974 wurde erst- und zugleich letztmals ein Salonwagen für die Deutsche Bundesbahn gebaut. Der „Kanzlerwagen“ WGSmz 853, der bevorzugt der Bundesregierung zur Verfügung stand, auch bei Staatsbesuchen eingesetzt wurde, wird heute an private Kunden vermietet.[79]

Bei der Deutschen Bundesbahn galt für die Reisen „hochgestellter Personen“ die Dienstvorschrift 470: Vorschriften bei Reisen bestimmter Personen (Reisen nach Sondervorschriften), die zum 1. Oktober 1954 neu herausgegeben wurde. Die Fahrten „hochgestellter Personen“ der Besatzungsmächte wurden noch durch besondere Vorschriften geregelt und liefen immer unter Zugüberwachung.
Der Einsatz von Salonwagen ist heute selten. Das liegt zum einen daran, dass der potentielle Nutzerkreis das Flugzeug bevorzugt. Zum anderen wird insbesondere der schnelle Fernverkehr heute überwiegend mit Triebwagen durchgeführt. Ein Salonwagen kann diesen Zügen nicht beigestellt werden. Die Deutsche Bundesbahn und in deren Nachfolge die Deutsche Bahn AG haben darauf mit Konzernrichtlinien reagiert, die das Verfahren regeln, wenn ein Prominenter in einem Regelzug reist.
Auch bei der Parkeisenbahn Cottbus kann ein Salonwagen angemietet werden.

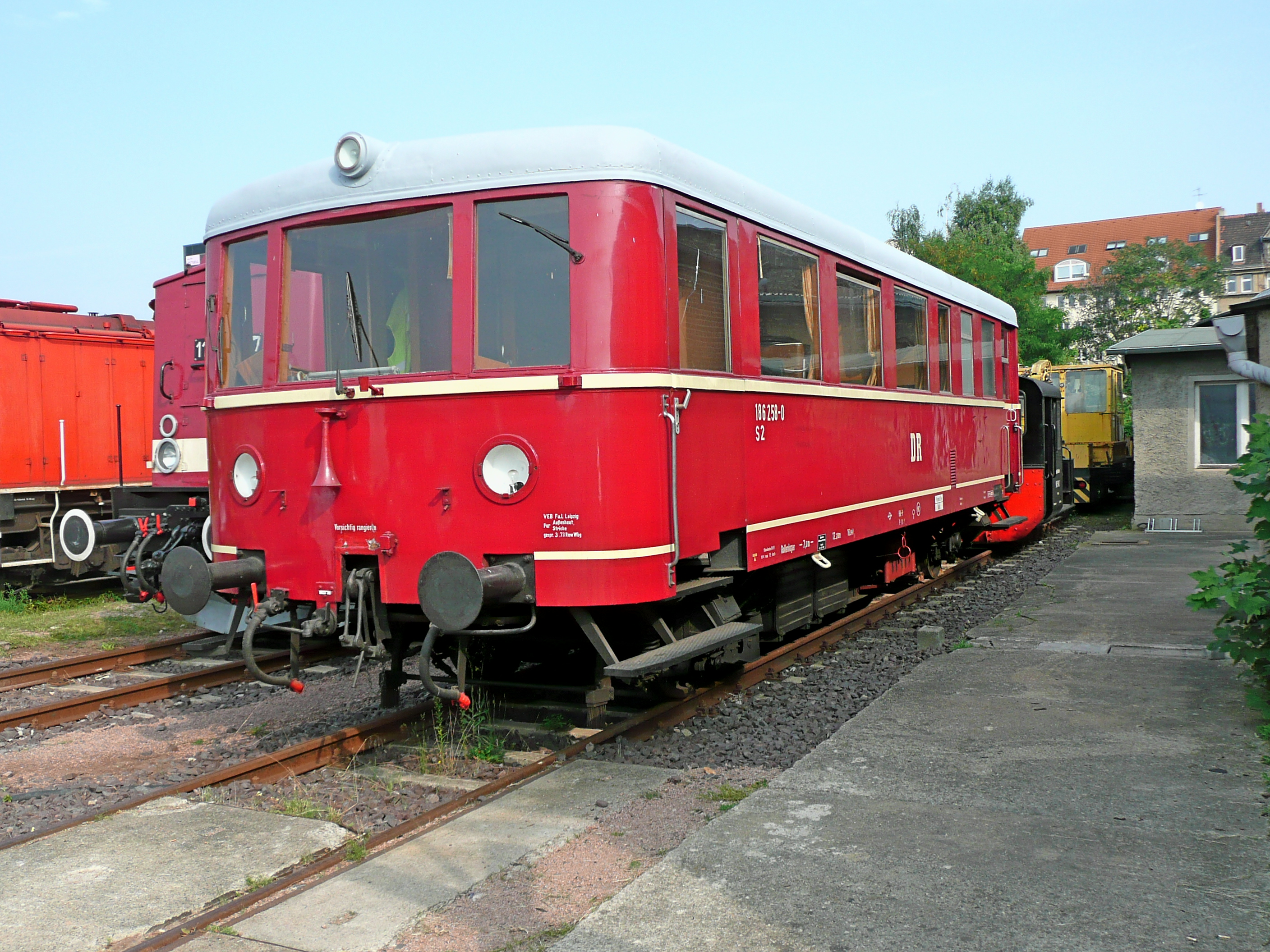
186 258, Salontriebwagen der Reichsbahndirektion Halle

#### Deutsche Demokratische Republik
Auch in der Deutschen Demokratischen Republik nutzte die Regierung zunächst Fahrzeuge als Salonwagen, die aus dem Fuhrpark des „Dritten Reiches“ stammten. 1969 wurden neue Wagen für die Mitglieder der Regierung und des Politbüros beschafft, teilweise auch von der Deutschen Reichsbahn selbst gebaut.
Eigene Züge – zu dem jeweils auch Salonwagen gehörten – wurden von der NVA und dem Ministerium für Verkehrswesen vorgehalten. Weiter ist ein Salontriebwagen bekannt, der 186 258 (ex: VT 135 110), der als Diensttriebwagen der Reichsbahndirektion Halle eingesetzt war. Das Fahrzeug ist betriebsfähig im DB Museum Halle (Saale) erhalten.

### Österreich

#### Monarchie

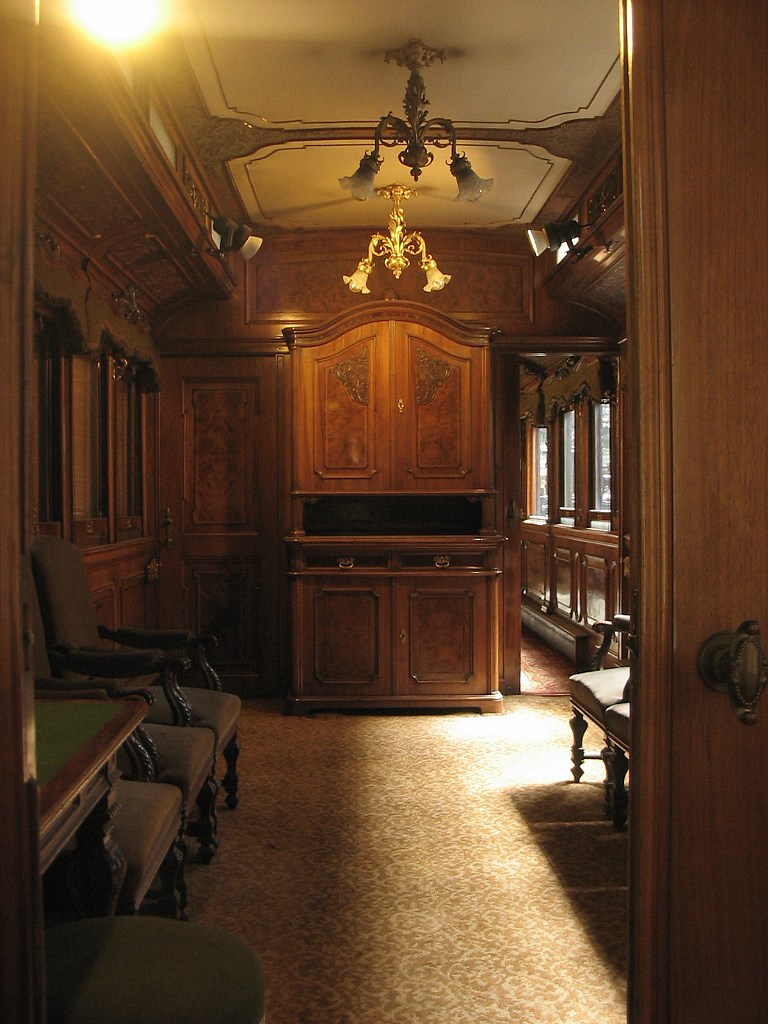
Wagen Hz005 des Hofzuges von Kaiser Franz Joseph, ein Speisewagen (NTM Prag)

1845 kamen in Österreich die ersten Salonwagen als Hofwagen zum Einsatz.
Die meisten Bahngesellschaften hielten wohl Salonwagen vor, selbst die Schmalspurbahnen. Für die Eisenbahnen in Bosnien und Herzegowina sind eine ganze Reihe solcher Fahrzeuge nachgewiesen, sowohl für spezielle Personenkreise, wie etwa hochrangige Beamte, oder Mitglieder des Kaiserhauses als auch zum Mieten für Privatpersonen.

1873 wurde auf der Weltausstellung ein zweiachsiger „Jagdwagen“ für den Kaiser ausgestellt, er fuhr anschließend als „Salon XV“ im Fuhrpark der Südbahn und wurde bis 1907 eingesetzt. An einem Ende befand sich eine offene Aussichtsplattform, seinerzeit als „Terrasse“ bezeichnet. Es folgten ein Abteil für den Adjutanten, das Abteil für den Kaiser und anschließend zwei kleine, einander an einem Mittelgang gegenüberliegende Abteile, eines für den Diener (dort befand sich auch der Gewehrschrank) und gegenüber die Toilette.

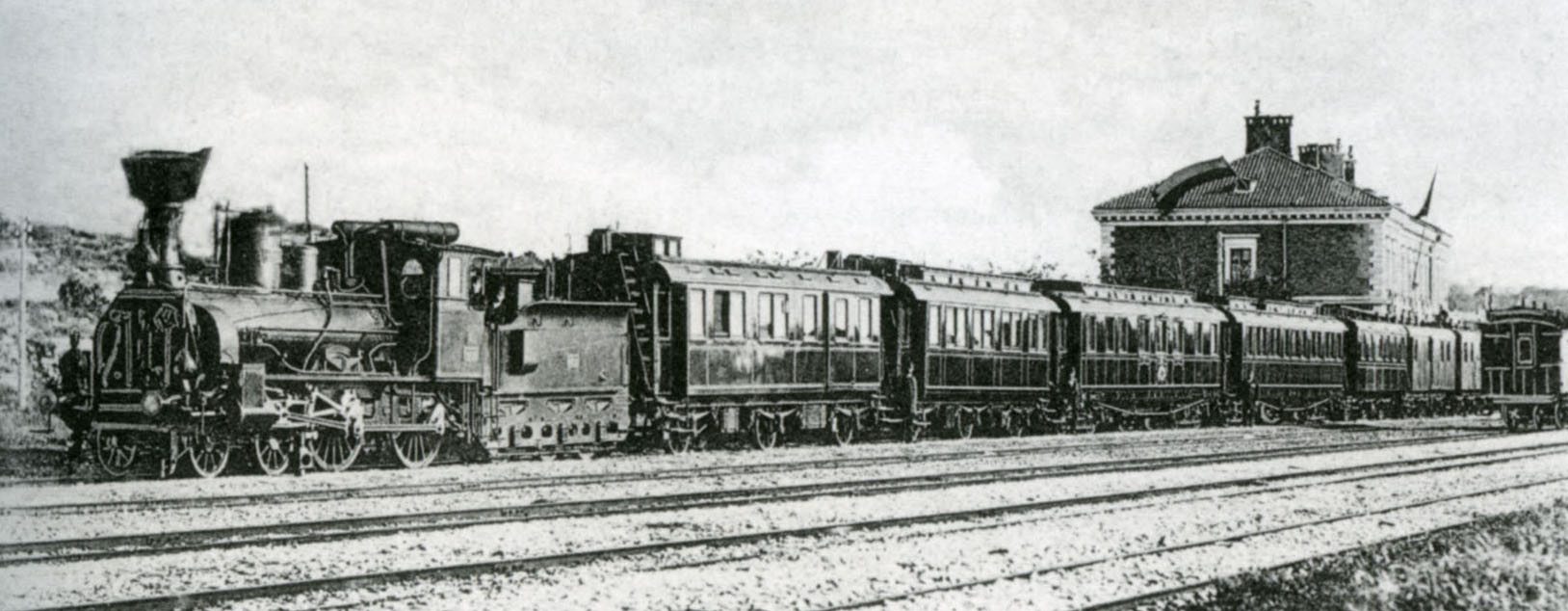
Hofzug des Kaisers, gebaut 1891 bei Ringhoffer in Prag, am 13. Oktober 1899 im Bahnhof Pula anlässlich eines allerhöchsten Besuchs

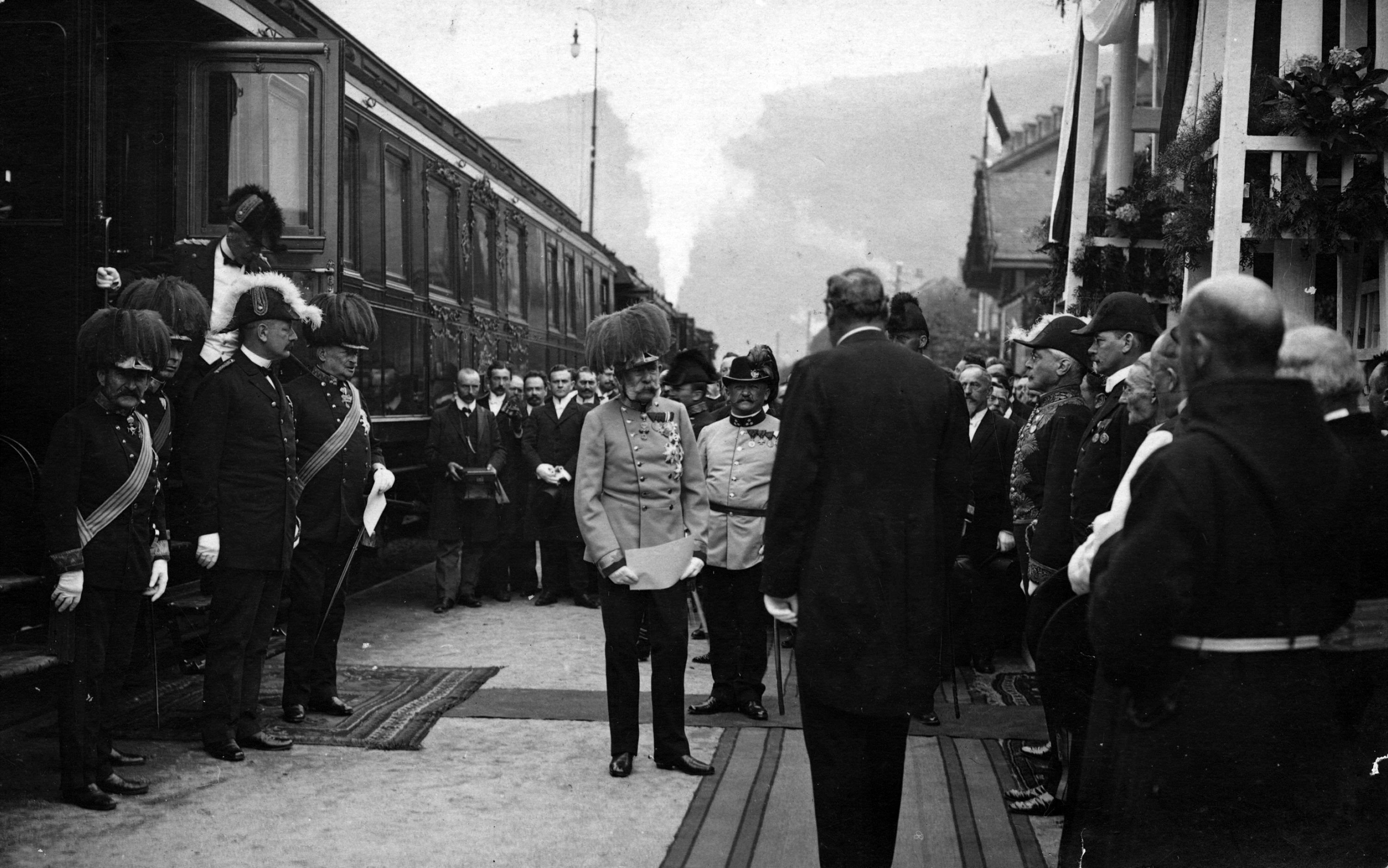
Kaiser Franz Joseph I. vor dem Hofzug (Hof-Salonwagen Hz003)

Die letzte Garnitur des österreichischen Hof-Salonzuges wurde auf Rechnung aller österreichischen Bahnverwaltungen 1891 bei Ringhoffer in Smichov bei Prag gebaut. Er gehörte allerdings nicht zum Bestand der Kaiserlich-königlichen österreichische Staatsbahnen (kkStB), sondern war Vermögensbestand des Hofärars. Der österreichische Hofzug bestand aus acht Wagen. Hinter der Lokomotive lief der Generatorwagen für die elektrische Beleuchtung, gefolgt von dem Wagen für die Hofbediensteten, dem eigentlichen Salonwagen des Kaisers, einem Salonwagen für Begleitung, dem Speisewagen, dem Küchenwagen und zwei Wagen für Begleitung und Bedienstete. Der persönliche Salonwagen des Kaisers trug die Nr. Hz 003. Ursprünglich vierachsig, wurde dieses Fahrzeug 1902 durch ein sechsachsiges ersetzt.
Einzelne Mitglieder des Kaiserhauses, wie beispielsweise Erzherzog Eugen, verfügten zudem über eigene Salonwagen. Diese waren nicht Teil des Hofzuges per se, sondern zumeist als Privatwagen bei den kkStB eingestellt.
Teile des Hofzuges dienten nach Ende des Ersten Weltkrieges den Regierungen der Nachfolgestaaten der Monarchie. Im Technischen Nationalmuseum in Prag steht heute der Speisewagen Hz005 als eines von zwei erhaltenen Fahrzeugen aus dem Zug. Das zweite ist der 1909 für Erzherzog Franz Ferdinand gebaute Salonwagen Sa 22 (später als Hz 0014 bezeichnet). 

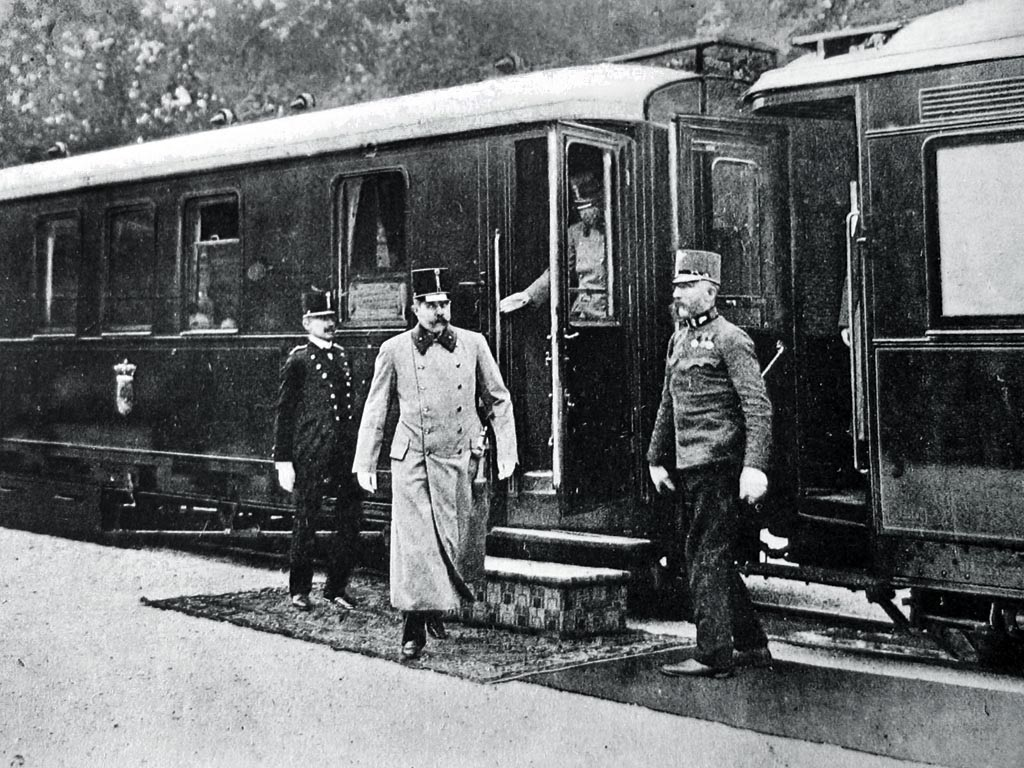
Franz Ferdinand entsteigt dem Hofsalonwagen der bosnisch-herzegowinischen Staatsbahnen (Graz 1910) am 24. Juni 1914

##### Bosnien-Herzegowina
Die bosnisch-herzegowinischen Landesbahnen/Staatsbahnen besaßen mehrere Salonwagen für das umfangreiche Bosnische Schmalspurnetz. Die ältesten Salonwagen stammten von 1888. Prunkstück war ein 1910 von der Grazer Waggonfabrik gebauter Hofsalonwagen für den im gleichen Jahr stattfindenden Besuch Kaiser Franz Josephs in Bosnien. Diesen Wagen nutzte Erzherzog Franz Ferdinand bei seiner Reise nach Sarajewo 1914. Nach dem Ersten Weltkrieg dienten die Wagen u. a. dem jugoslawischen Königshaus.

##### Weitere Salonwagen
Die k.k. Staatsbahnen hatten zahlreiche Salonwagen unterschiedlichster Bauart im Stand, darunter zwei als "Inspektionswagen" bezeichnete luxuriöse Vierachser mit offener Aussichtsplattform für höchste Fahrgäste. Diese liefen beispielsweise mehrfach in Sonderzügen zu Streckeneröffnungen, wie im Falle der Karawankenbahn (1906) oder der Tauernbahn (1909), bei welcher sogar der Kaiser in einem dieser Waggons reiste. Auch die von den kkStB betriebene Mittenwaldbahn (1912) verfügte über drei dreiachsige "Aussichtswagen" Typ ABy mit Salonabteil.
Auch vermögende Adelshäuser und Bürgerfamilien besaßen Salonwagen. Der Wiener Zweig der Bankiersfamilie Rothschild besaß mehrere Fahrzeuge, zuletzt ab 1903 den vierachsigen Salonwagen LI der 1924 als Aza 1-0085 nach Tschechien kam und dort museal erhalten ist. Das Fahrzeug war ursprünglich als Privatwagen bei der Südbahn-Gesellschaft (Déli vasút) eingestellt.
Die Canadian Pacific Railway stellte 1912 acht luxuriöse Aussichtswagen in Dienst, die bis zum Ausbruch des Ersten Weltkrieges in Schnellzügen der Relationen Wien–Innsbruck–Buchs SG sowie Salzburg–Triest liefen. Damit wollte man vorwiegend Publikum aus Übersee gewinnen. Diese von Ringhoffer gelieferten Wagen waren nach amerikanischen Vorbildern gebaut und besaßen Salons mit Lederfauteuils sowie verglaste Plattformen. Den Fahrgästen stand ein Dolmetscher sowie ein streckenkundiger Führer zur Verfügung.

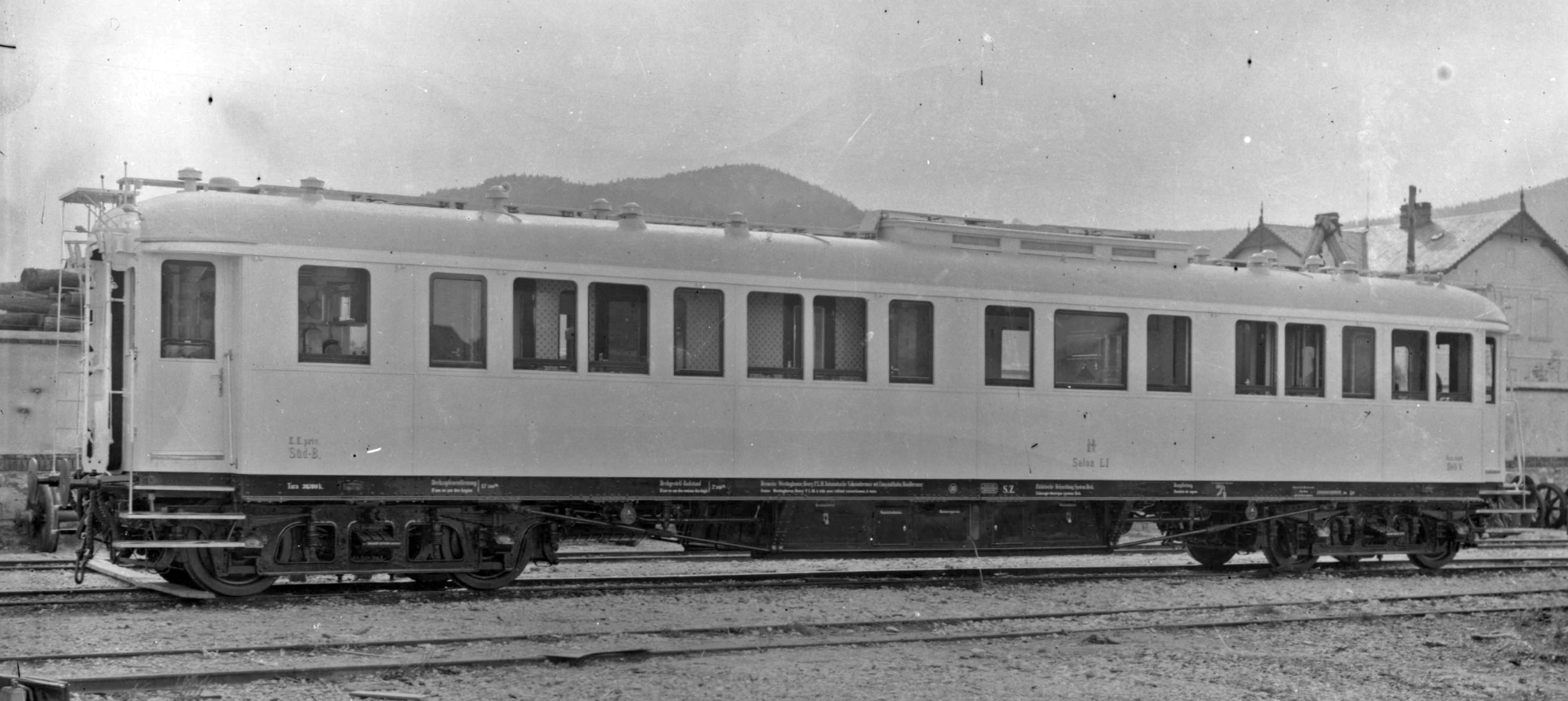
Salon LI der Familie Rothschild

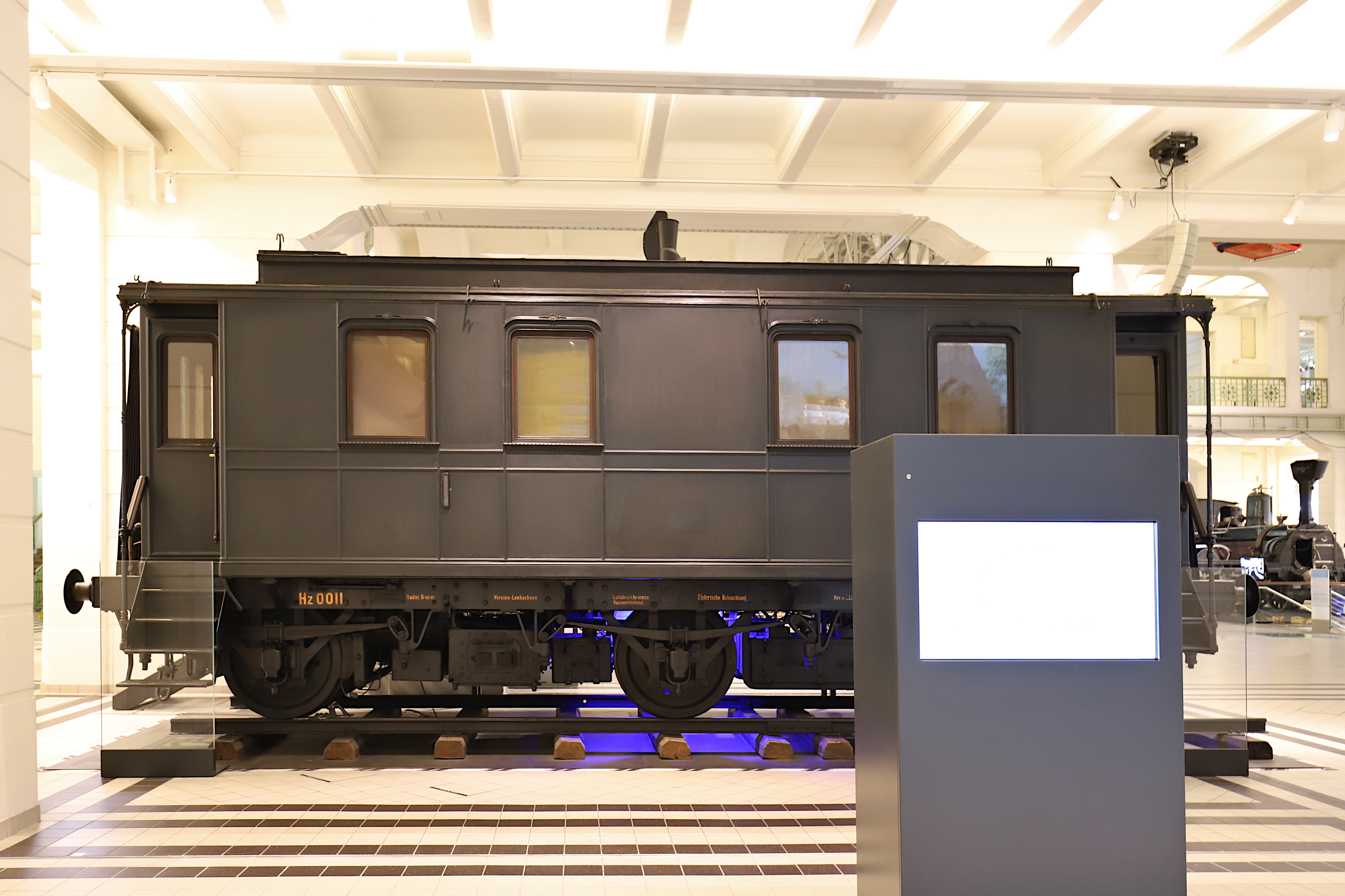
Salonwagen der Kaiserin Elisabeth (Technisches Museum Wien)

#### Republik

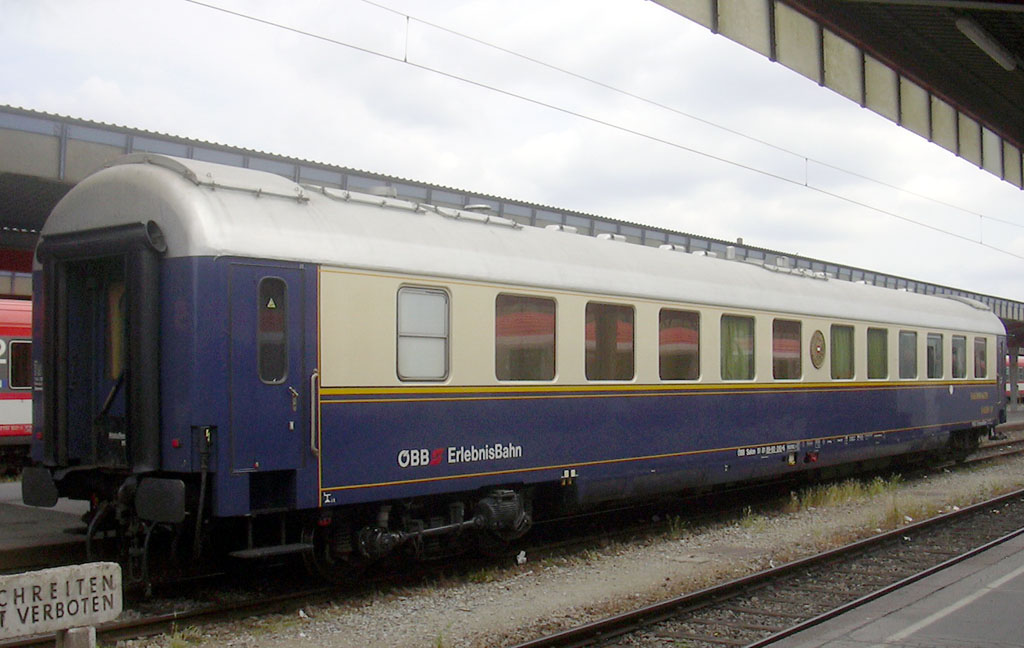
Ehemaliger Salonwagen Salon 10 des österreichischen Bundespräsidenten

- In der Ersten Republik wurden nur vereinzelt Salonwagen benützt, es handelte sich hierbei um Restbestände von ehemaligen Hofzug-Waggons bzw. Salonwagen der Bahnverwaltung (BBÖ, ehemals kkStB und Südbahngesellschaft). Belegt ist hier u. a. der von Bundespräsident Miklas genützte Sa 910 (Nesselsdorf 1912).[103]
- Nach dem Zweiten Weltkrieg wurde zunächst ein ehemaliger Mitropa-Schlafwagen (22022) als Salonwagen für den österreichischen Bundespräsidenten genutzt, der Salon4ü 10 (alt). Er schied 1966 aus diesem Dienst aus und wurde weiter als Bahndienstwagen genutzt.[104]
- Ein weiterer Mitropa-Wagen, der ehemalige (von der Waggonfabrik Görlitz gebaute) Speisewagen 1214, welcher schon im Krieg zu einem Sonderwagen umgebaut worden war, enthielt nun eine Küche, Bad, Salon und vier Schlafabteile und stand als Ac 10 600 / Salon 11 (51 81 89-40 011-3) ebenfalls dem Bundespräsidenten zur Verfügung. Er wurde später darüber hinaus mit Sondereinsätzen betraut.[105] 1997 wurde dieser Wagen an die Brenner & Brenner Dampflokomotiven Betriebsgesellschaft m.b.H. verkauft und zum «Salon Bleu» umgestaltet.[106]
- Ein weiterer Salonwagen: Nr. 12, lief ursprünglich als Salongästeschlafwagen 10 233 Bln bei der Deutschen Reichsbahn (u. a. in Görings Sonderzug Asien, gebaut von Westwaggon 1938[107]), dann im Dienstzug A 300 „Mozart“ der US-amerikanischen Besatzungstruppen. Seit 1978 wurde er als Bahndienstwagen verwendet.[108]
- 1966 wurde der alte Salonwagen des Bundespräsidenten durch einen Neubau ersetzt, der ebenfalls als Salon 10 (51 81 89-80 010-6) bezeichnet wurde. Er wurde von der Hauptwerkstatt Simmering der Österreichischen Bundesbahnen nach RIC-Normen gebaut.[109] Nach dem Ende seiner aktiven Dienstzeit wurde dieser Wagen von 1996 bis 2013 von der ÖBB-ErlebnisBahn für private Sonderfahrten eingesetzt. Heute befindet er sich im Eisenbahnmuseum Strasshof und erhielt mittlerweile wieder seine originale grüne Farbe.[110] Mit diesem auch als „Bundespräsidenten-Salonwagen“ bezeichneten Fahrzeug fuhren die Präsidenten Jonas, Kirchschläger, Waldheim und Klestil, sowie (im Rahmen von Staatsbesuchen) u. a. der König von Spanien, Queen Elizabeth II., Prinz Philip, Prinzessin Anne, Carl XVI. Gustav, König Baudouin von Belgien mit Königin Fabiola, Hussein von Jordanien, Nicolae Ceausescu, Bruno Kreisky und Olof Palme.[111]
- 1970 wurde der sogenannte K-Wagen in Dienst gestellt, der kurzfristig im Regelverkehr eingesetzt war, dann aber nur noch für Sonderzüge genutzt wurde. Er besaß bereits eine Klimaanlage. Neben einem Begleiterabteil mit Küche hatte der Wagen vier Abteile mit je drei und zwei Großabteilen zu je sechs Plätzen.[112]
- 1999 teilte die ÖBB mit, dass dem Bundespräsident ein gesonderter Salonwagen oder ähnliches nicht mehr zur Verfügung stehe. Für derartige Fahrten wurde allerdings der mittlerweile verkaufte Sonderwagen Z vorgehalten, der von jedermann angemietet werden konnte.[113]
- Bei der Reise des Österreichischen Bundespräsidenten Alexander Van der Bellen zur UN-Klimakonferenz in Katowice 2018 wurde nicht, wie planmäßig vorgesehen, ein 1. Klasse-Wagen am EC 102 bereitgestellt[114]. Dadurch gab es keine reservierten Plätze für den Präsidenten, seine Delegation und die mitreisenden Journalisten[115]. Da er im voll besetzten Zug allerdings keinen Sitzplatz fand, reiste Van der Bellen im Speisewagen.[116]

#### Privatbahnen
Auch österreichische Privatbahnen hielten Salonwagen vor, die auch von Mitgliedern des Kaiserhauses benützt wurden. So besaßen u. a. die Salzkammergut Lokalbahn, die Mariazellerbahn, die Eisenbahn Wien-Aspang, die Schafbergbahn, die Schneebergbahn und die Wiener Straßenbahn mit der Type AW prachtvoll ausgestattete Waggons zur Beförderung hoher und höchster Fahrgäste. Von der Salzkammergut Lokalbahn sind sogar zwei Salonwagen erhalten geblieben, die Schafbergbahn ließ ihren Wagen mit Salonabteil 2009 originalgetreu restaurieren. 
Weiterhin besaßen die Wiener Lokalbahnen einen eigenen Hofsalonwagen, dieser soll der erste Salonwagen für eine Straßenbahn überhaupt gewesen sein. Der Salontriebwagen lief auf dem Netz der Lokalbahn Wien – Baden und der Badener Straßenbahn und konnte mit Gleich- und Wechselstrom betrieben werden. Die Gestaltung des Innenraumes geschah nach Entwürfen von Otto Wagner. Dieser auf Anregung Erzherzog Friedrichs gebaute Triebwagen diente vornehmlich Mitgliedern des Kaiserhauses und der Aristokratie zu Fahrten in die Kurorte Baden und Bad Vöslau. Im Ersten Weltkrieg benützte Kaiser Karl I. den Wagen öfters zu Fahrten nach Baden bei Wien, wo sich das Armeeoberkommando befand. Er gehört heute dem Verband der Eisenbahnfreunde und kann für Sonderfahrten gemietet werden.

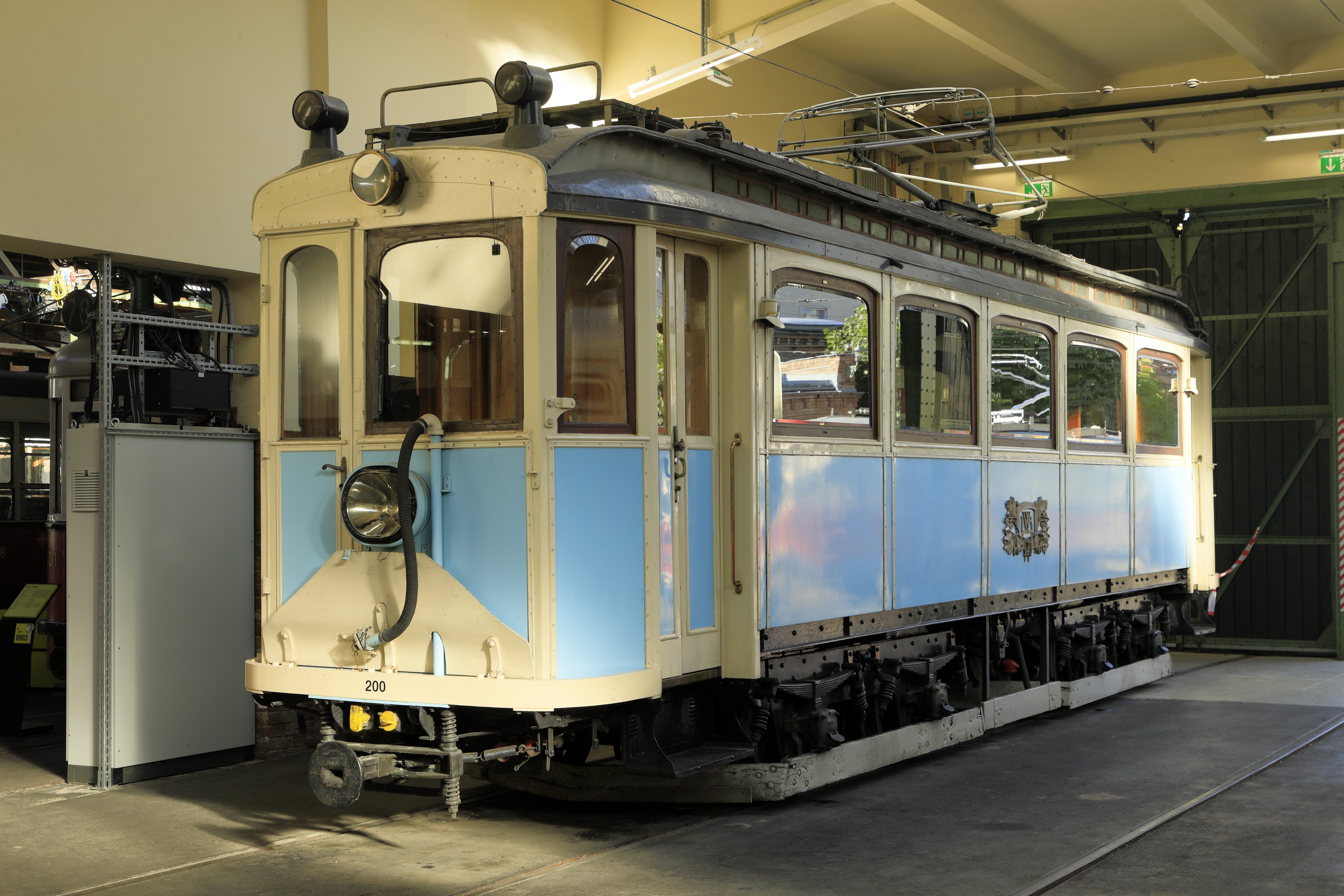
Hofsalonwagen der Wiener Lokalbahnen (1911)
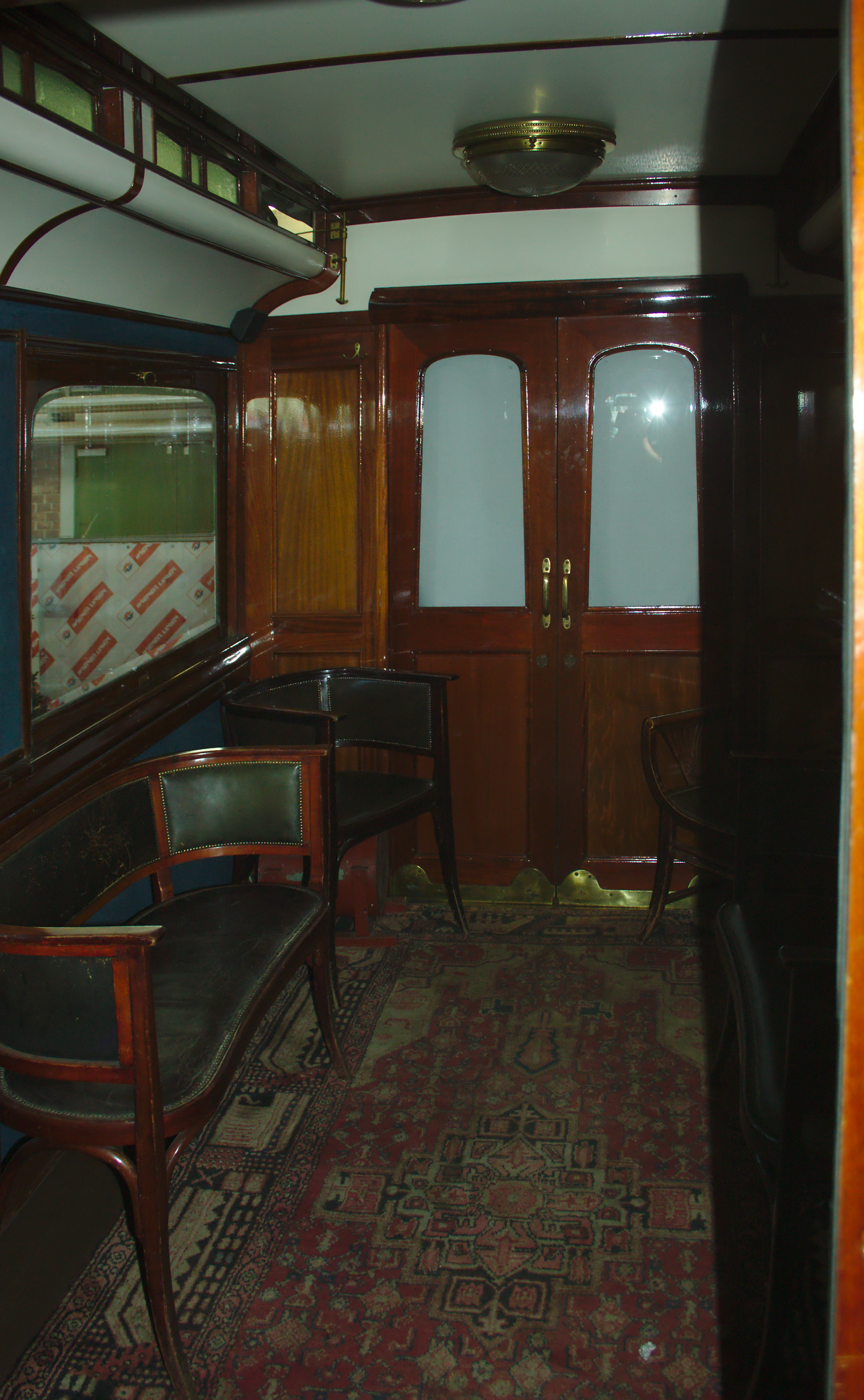
Salonabteil des Hofsalonwagens der Badner Bahn, Innenausstattung entworfen von Otto Wagner
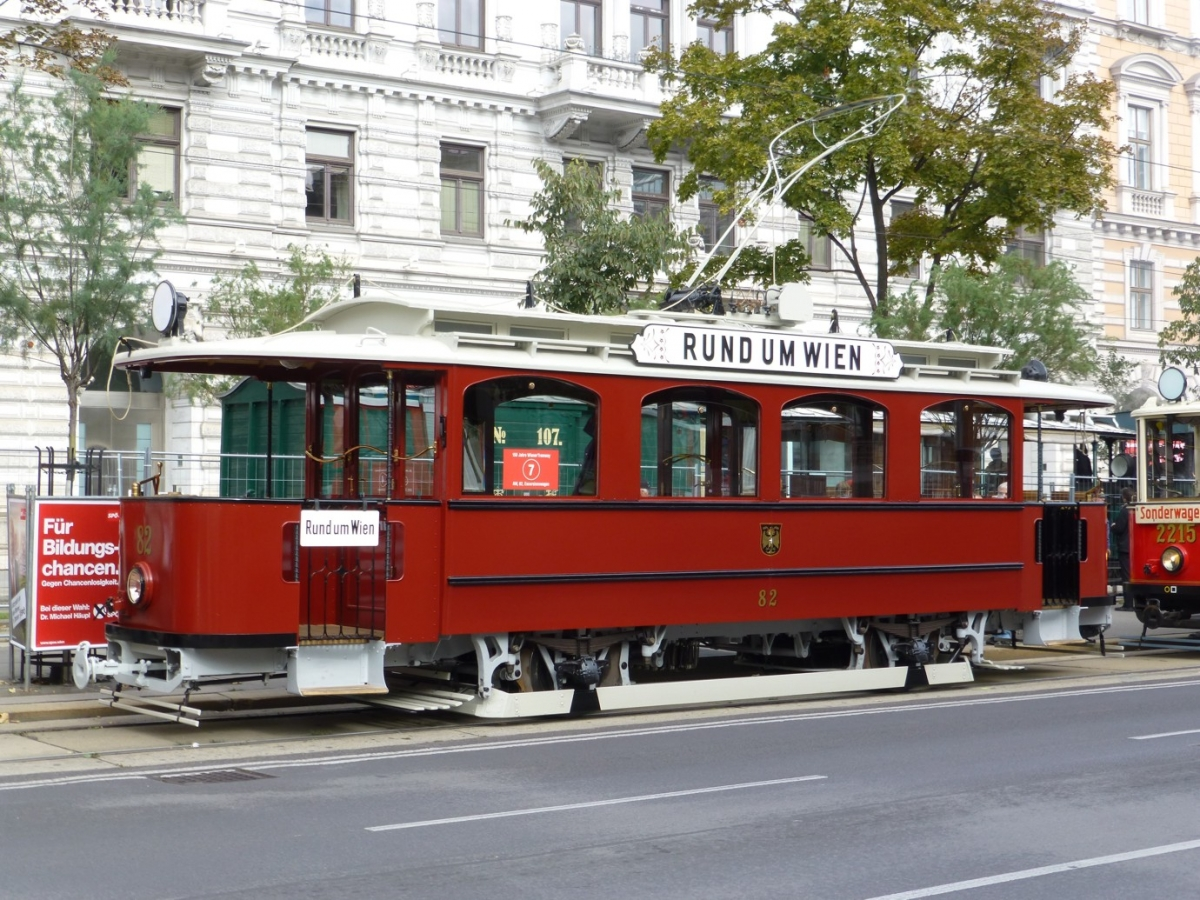
Exkursionstriebwagen AW 82 der Wiener Straßenbahn (1912)
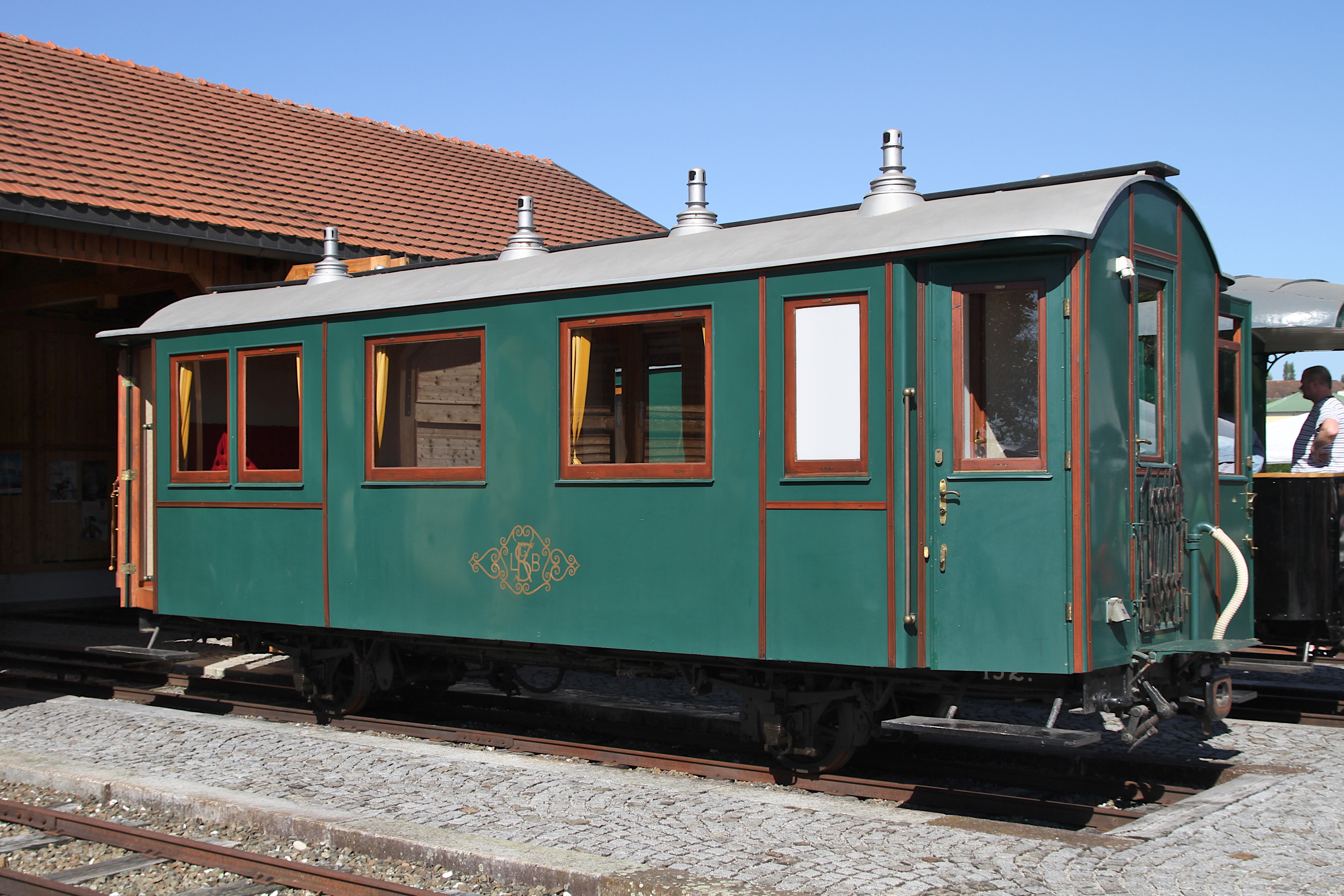
Salonwagen S152 der Salzkammergut-Lokalbahn (1908)

### Schweiz

Panoramawagen Luxon von RailAdventure, 2019 in München Hbf

- Panoramawagen Luxon von RailAdventure, 2019 in München HbfAuf Basis der EW I wurden 1956 und 1958 zwei Salonwagen angeschafft (As 2801 / 50 85 89-33 500 + As 2802 / 51 85 89-30 501). Der zweite Wagen war sogar, als einziger EW I, voll RIC-tauglich und somit international einsetzbar. Beide Wagen sind heute im Bestand der SBB Historic.
- Die Schweizerischen Bundesbahnen ließen 1984 aus einen – damals in Auslieferung befindlichen – EW IV für den Papstbesuch von Johannes Paul II. als Salonwagen ausbauen. Deshalb erhielt er den Namen »Papstwagen«, nachdem ihn der Papst bei diesem Besuch benutzt hatte. Als Besonderheit besitzt er in der Wagenmitte ein Senkfenster. Anlässlich des Jubiläums der Gotthardbahn 2007 wurde er in Zügen auf dieser Strecke eingesetzt und war mit besonderen Fahrkarten für jedermann nutzbar. 2008 wurde anlässlich der Fussball-Europameisterschaft die französische Nationalmannschaft mit dem Salonwagen befördert, womit er seine Bezeichnung "le salon liberté" erhielt. Ab Mitte der 2010er Jahre wurde er als Dienstwagen zur Schulung der SBB-Mobile App für Senioren eingesetzt, und 2024 schliesslich ausgemustert.
- 1987 wurden noch zwei weitere Salonwagen auf EW-IV-Basis ausgeliefert (61 85 89-90 100 und 101). Diese sind RIC-tauglich und nur mit einer Einstiegstür pro Seite versehen. 2021/22 wurden sie umfassend modernisiert und werden heute durch SBB Charter als »Salon suisse« vermarktet. Die Schweizerischen Bundesbahnen setzen die "Salon suisse" zudem für VIP-Gäste, Wahlfeiern und Staatsbesuche ein.
- 1939 beschaffte die Rhätische Bahn (RhB) die vier luxuriöse Pullman-Salonwagen AB4 103–106 der Montreux-Berner Oberland-Bahn (MOB) aus dem Jahre 1931. 1998 wurden diese Art-Déco-Wagen dank der Hilfe von Sponsoren unter Aufsicht der Denkmalpflege des Kantons Graubünden restauriert. Sie werden heute in touristischen Sonderzügen eingesetzt und können auch privat gemietet werden. Zum Abschluss wurde auch der 1928 von der Waggonfabrik Schlieren gebaute historische Mitropa-Salon-Speisewagen ohne Küche (WR 3814) der Berninabahn durch den Verein pro Salonwagen RhB mit Hilfe von Sponsorengeldern zu einem nostalgischen Piano-Barwagen umgestaltet.
- Das Eisenbahnverkehrsunternehmen RailAdventure kaufte 2011 den Aussichtswagen AD4üm-62, Nr. 10553, der von der Deutschen Bundesbahn gebaut worden war, aus zweiter Hand  für 40.000 Euro, sanierte ihn in mehrjähriger Arbeit grundlegend und baute ihn dabei zu einem modernen Salonwagen um.[117] Das Fahrzeug ist heute in der Schweiz zugelassen und trägt die Bezeichnung SRmz 61 85 8990 003-3.[118] Seit Sommer 2019 kann er gebucht werden und wird entsprechend beworben.[119]

### Übriges Europa

#### Belgien
Der König von Belgien hatte früh einen Salonwagen, im Übrigen wurde für die Hofzüge in großem Umfang auf Salon-, Schlaf- und Speisewagen der Compagnie Internationale des Wagons-Lits zurückgegriffen. Mitte des 20. Jahrhunderts gab es einen Hofzug aus sechs Wagen, dem eigentlichen Salonwagen des Königs (Nr. 1), einem Speisewagen (Nr. 2), einem Schlafwagen (Nr. 3), einem Sitzwagen für die Begleitung (Nr. 4) und zwei Packwagen. Der Zug wurde schon in der Mitte des 20. Jahrhunderts nur noch selten genutzt.

#### Bulgarien
In der Zeit der Monarchie gab es im Verhältnis zu dem damals ja nicht sehr umfangreichen Eisenbahnnetz des Landes relativ viele Salonwagen. Beide Zaren – Ferdinand I. und Boris III. – waren sehr Eisenbahn-affin. Insgesamt wurden in Bulgarien 26 Salonwagen betrieben, allerdings nicht zeitgleich. Im zeitlichen Umfeld des Ersten Weltkriegs war mit 18 Salonwagen der Höchststand erreicht.
Den ersten Salonwagen baute 1888 die Hannoversche Waggonfabrik. Er war zweiachsig. Noch vor 1920 wurde er außer Dienst gestellt. Ein vierachsiger Salonwagen und ein Speisewagen kamen 1893 dazu. Ein zweiter Speisewagen kam 1911 aufs Gleis, 1912 ein Gefolgewagen (Schlafwagen). Es gab zwei Packwagen und je einen dreiachsigen und einen vierachsigen Wagen zum Transport von Kraftfahrzeugen.

#### CIWL
Die Compagnie Internationale des Wagons-Lits (CIWL) bot Salonwagen zur Miete an. Die Salonwagen der Reihe 724 waren im Stil Louis-seize gehalten und mit Porzellan aus Sévres und Leuchtern aus Murano ausgestattet. Der Preis, die Fahrzeuge zu nutzen, betrug acht, zeitweise zehn Fahrkarten der (alten) 1. Klasse und einer entsprechenden Anzahl von CIWL-Zuschlägen.

#### Dänemark

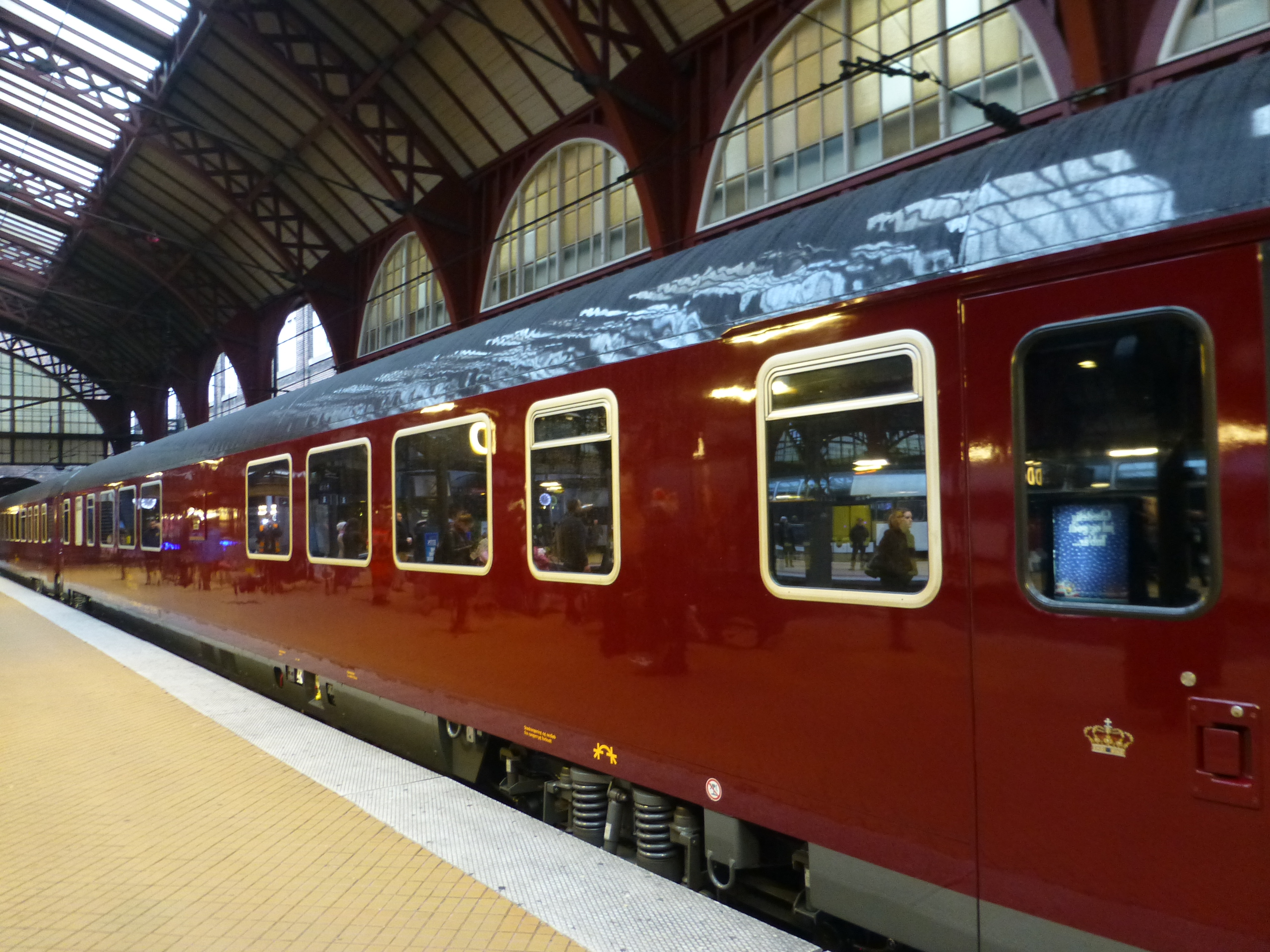
Salonwagen der dänischen Königin

Das Königshaus von Dänemark hat einen eigenen Salonwagen, der 1979 gebaut wurde. In der Praxis wird das Fahrzeug heute nur noch selten eingesetzt. Zum dänischen Hofzeremoniell gehört es, dass verstorbene Monarchen mit einem Sonderzug von Kopenhagen nach Roskilde überführt werden, wo sie im dortigen Dom traditionell ihre letzte Ruhestätte finden. In diesen Zügen wird auch immer der aktuell eingesetzte königliche Salonwagen für die Königsfamilie mitgeführt. Mehrere ehemalige dänische königliche Salonwagen sind im Dänischen Eisenbahnmuseum in Odense ausgestellt:
- Schleswiger Königswagen von 1854 für König Frederik VII.
- Salonwagen S 1 von 1871 für König Christian IX.
- Salonwagen S 8, ebenfalls für König Christian IX., König Friedrich VIII. und König Christian X.
- Salonwagen S 1, für König Christian X., König Frederik IX. und Königin Margrethe II.

Durch die geografischen Gegebenheiten Dänemarks entwickelten sich dort zunächst drei voneinander durch Meeresarme getrennte Eisenbahnnetze: In Jütland/Schleswig/Holstein, auf Fünen und Seeland. In jedem der Netze gab es auch jeweils Salonwagen für den König.
Darüber hinaus hielten die dänischen Eisenbahnen auch Salonwagen vor, die von Privatpersonen bestellt und genutzt werden konnten.

#### Finnland
Die Finnischen Staatsbahnen hielten in der Zeit, in der Finnland zum Russischen Reich gehörte, also bis 1917, Salonwagen sowohl für den Zarenhof als auch für den Generalgouverneur von Finnland und den Generaldirektor der Eisenbahn bereit. Ein erster Satz von vier Wagen ist für 1873 belegt. Diese wurden 1898 durch vier neue Wagen (Nr. 41–44) ersetzt, die die der Ringhoffer-Werke lieferten.
Der finnische Marschall Carl Gustaf Emil Mannerheim nutzte mindestens zwei Salonwagen:
- Einer ist heute im Bahnhof Mikkeli abgestellt. Mannerheim nutzte diesen Wagen von Oktober 1939 bis Januar 1946 über eine Strecke von 78.870 km.
- Ein zweiter steht etwa sieben Kilometer östlich von Satamala, an der Nationalstraße 12 an einer Tankstelle. Er war Teil eines Sonderzuges, wurde hier ursprünglich als Cafe genutzt und kann besichtigt werden. In diesem Wagen besuchte Adolf Hitler Marschall Mannerheimam am 4. Juni 1942 anlässlich seines 75. Geburtstages in der Nähe des Flugplatzes Immola. Eine im Umfeld des Wagens aufgestellte Denkmallokomotive hat mit dem Salonwagen nichts zu tun.[132]

#### Frankreich

##### Fahrzeuge der französischen Staatsoberhäupter
- Napoléon III. und seiner Familie standen mehrere Hofzüge zur Verfügung.

- Die ersten Präsidenten der Dritten Französischen Republik nutzten bei Bedarf Salonwagen der einzelnen Bahngesellschaften und der Compagnie Internationale des Wagons-Lits[133] (CIWL). Unter Félix Faure, zuvor Geschäftsführer der CIWL, wurden anlässlich des Staatsbesuchs von Zar Nikolaus II. 1896 Wagen für einen Staatszug beschafft und mit „PR1“ bis „PR3“ nummeriert.[134] Diese Nummern wurden erneut für drei Präsidenten-Wagen verwendet, die nacheinander zwischen 1923 und 1972 in Betrieb gestellt wurden. Die Präsidenten der Vierten und Fünften Republik nutzen den Salonwagen, bis einschließlich Georges Pompidou. Sein Nachfolger, Valéry Giscard d’Estaing, war der erste Präsident, der auf Eisenbahnreisen verzichtete. Der Salonwagen des Präsidenten stand aber weiter für ihn bereit.[135] Erst nachdem dieser 1990 schwer beschädigt wurde, gibt es in Frankreich diese Sonderfahrzeuge für den Präsidenten nicht mehr.

- Der Innenraum des Speisewagens WR 3354 der CIWL wurde für die französische Regierung mit einer langen Tafel für Empfänge und Konferenzen umgestaltet. Dieser Wagen ist heute im Nostalgie Istanbul Orient Express betriebsfähig erhalten.

##### Weitere in Frankreich beheimatete Salonwagen
- Auf „dem Kontinent“ besaß Königin Victoria zwei dreiachsige Salonwagen, die in einer Remise in Calais abgestellt waren. Sie nutzte sie vor allem für ihre Ferienreisen nach Nizza am Ende des 19. Jahrhunderts. Die Königin weigerte sich allerdings, den Übergang zwischen zwei Eisenbahnwagen zu nutzen, wenn der Zug fuhr.[136] In den späten 1890er Jahren wurden deshalb beide Fahrzeuge auf einen gemeinsamen Rahmen montiert, der auf Drehgestelle gesetzt wurde. In dieser Form nutzte die Königin das Fahrzeug nur noch ein einziges Mal, bei ihrem letzten Aufenthalt in Nizza 1899.[137]
- Auch der damalige Prince of Wales, der spätere König Eduard VII., besaß seit den frühen 1880er Jahren einen sechsachsigen Salonwagen der in Frankreich für Fahrten auf „dem Kontinent“ eingestellt war. Dieser Wagen war ebenfalls in der Remise in Calais abgestellt, wenn er nicht im Einsatz war.[138]
- Der Wagen von Compiègne ist ein ehemaliger Speisewagen, in dem die Waffenstillstände vom 11. November 1918 und vom 22. Juni 1940 zwischen Deutschland und Frankreich unterzeichnet wurden.

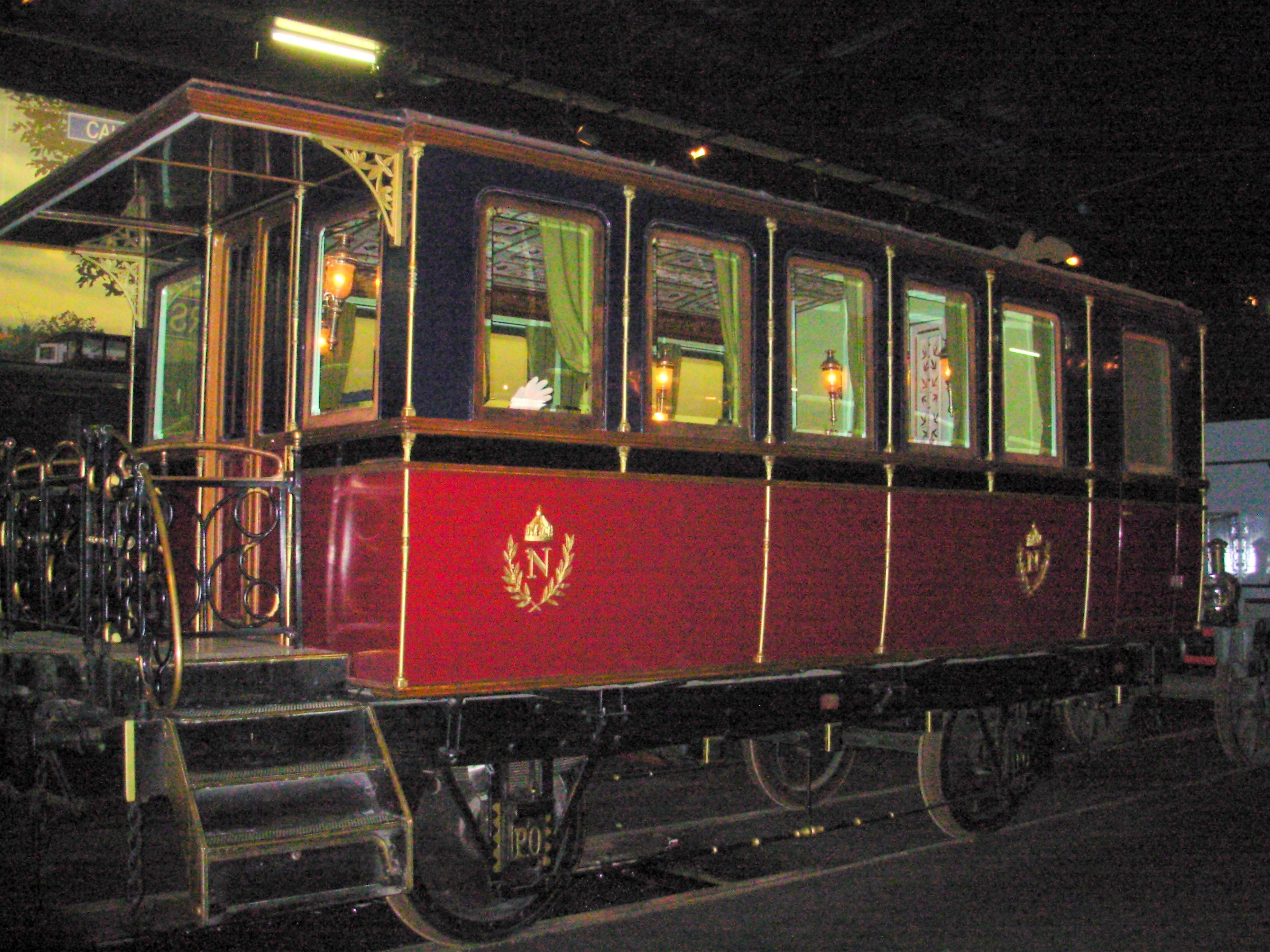
Salonwagen aus einem Hofzug des Kaisers Napoléon III.
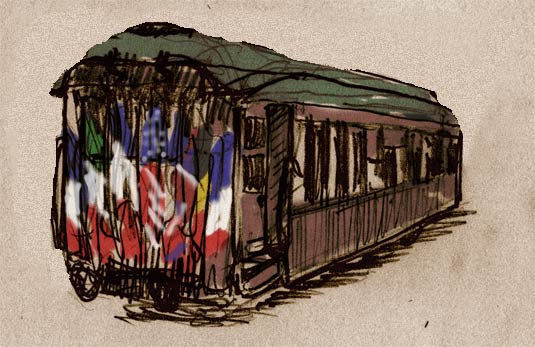
Wagen von Compiègne im Armeemuseum in Paris
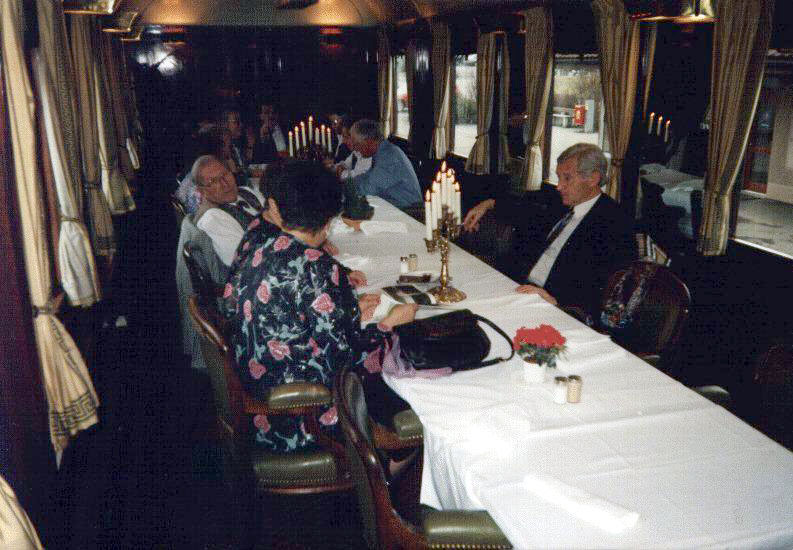
Innenraum des französischen Präsidenten-Speisewagens 3354
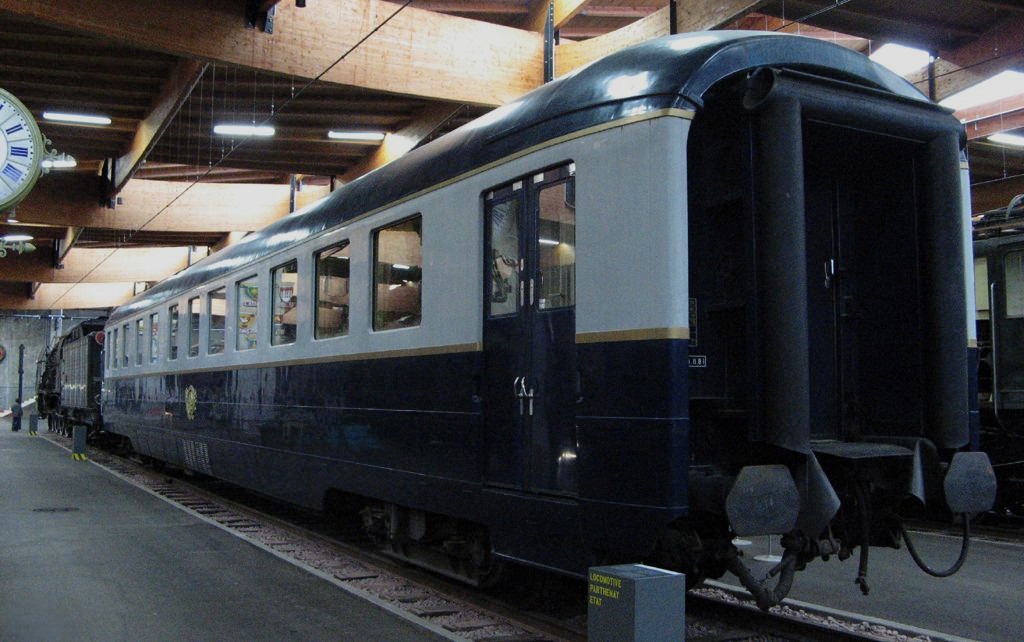
Salonwagen PR2 des französischen Präsidenten im Eisenbahnmuseum Mulhouse

#### Griechenland

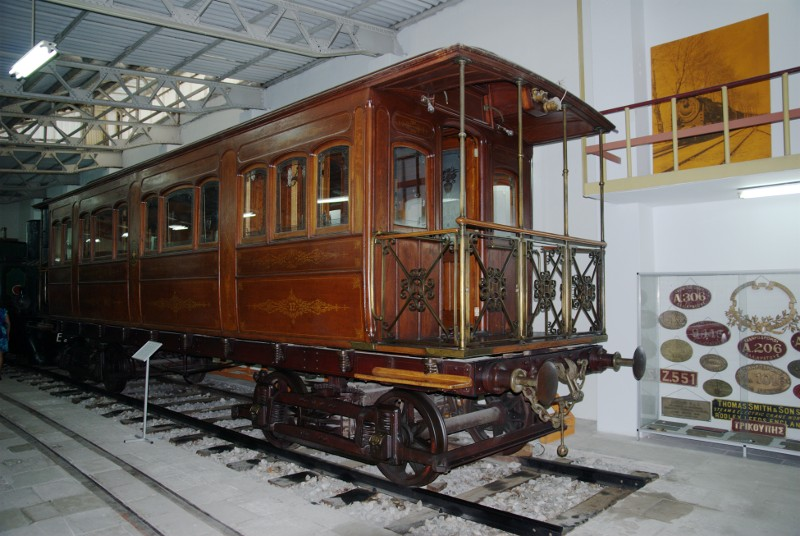
Königlicher Salonwagen der Eisenbahn Piräus-Athen

Ein königlicher Salonwagen der Eisenbahn Piräus-Athen ist im Eisenbahnmuseum in Athen erhalten.
1938 wurde ein Salonwagen und ein Gefolgewagen für den König von Griechenland bei Linke-Hoffmann-Busch gebaut.

#### Großbritannien
Der älteste bekannte Salonwagen weltweit ist der Salonwagen des Herzogs von Wellington. Er ist nicht erhalten. Mit ihm eröffnete der damalige Premierminister, der Herzog von Wellington, am 15. September 1830 die Liverpool and Manchester Railway. Das Fahrzeug war dabei – neben der Rocket – an dem tödlichen Unfall des Parlamentsabgeordneten von Liverpool, William Huskisson, beteiligt.
In Großbritannien gibt es für die Monarchen einen eigenen Hofzug, The Royal Train, dessen Fahrzeuge heute hauptsächlich aus dem Jahr 1977 stammen und für den zeitweise auch eigene Lokomotiven bereitgehalten wurden.
Zahlreiche historische Salonwagen von den britischen Inseln – für königlichen Gebrauch und für andere Personen – befinden sich in der Sammlung des Nationalen Eisenbahnmuseums in York. In Großbritannien wurden im Laufe der Zeit – auch bedingt dadurch, dass viele der früheren Bahngesellschaften einen eigenen königlichen Zug bereithielten – insgesamt 23 Hofzüge gebaut, der letzte 1977. Von den im Nationalen Eisenbahnmuseum in York erhaltenen Fahrzeugen besonders hervorzuheben sind:

##### Salonwagen der Königin Adelaide

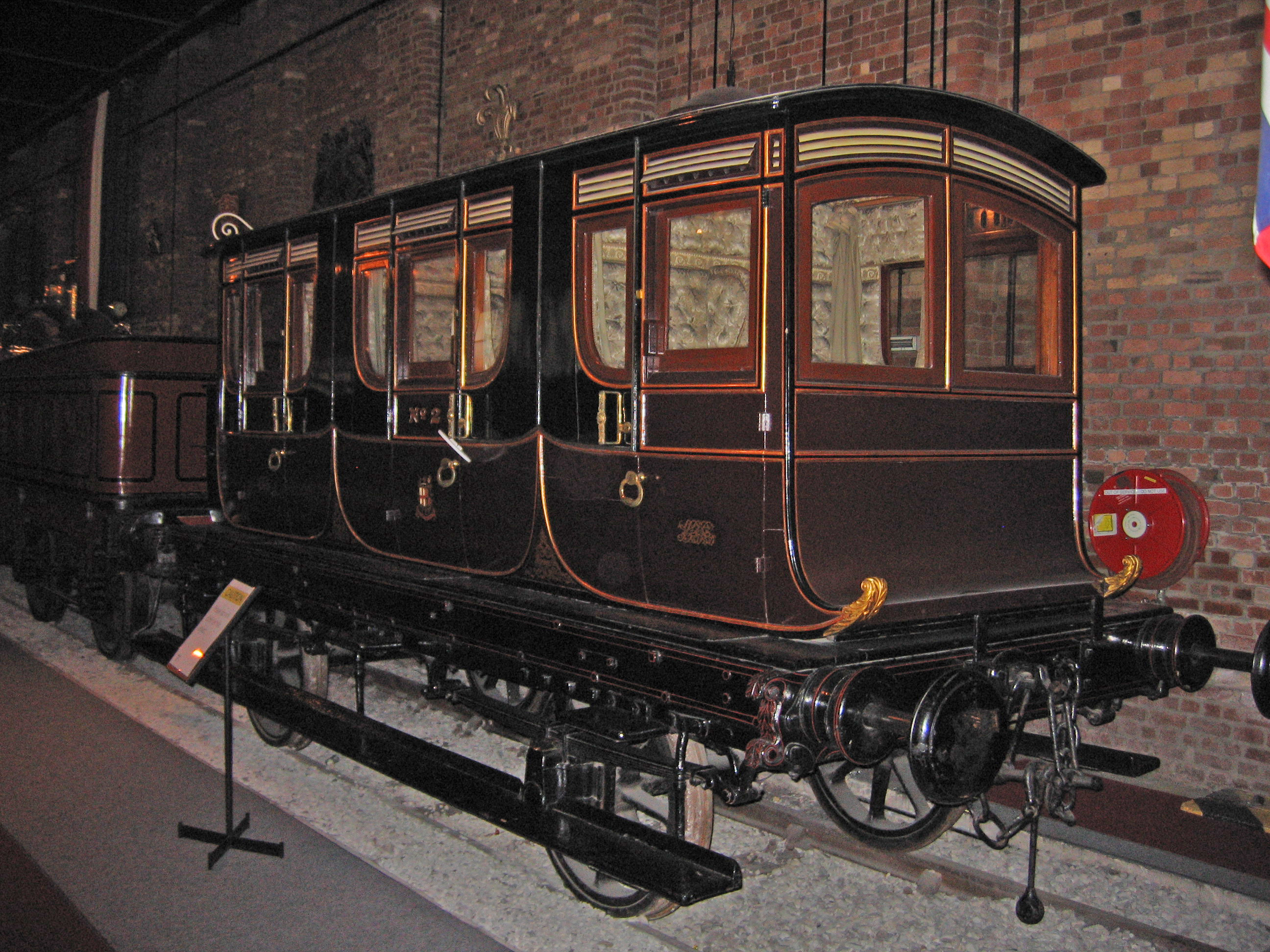
Salonwagen der Königin Adelaide

Der älteste erhaltene königliche Salonwagen gehörte Königin Adelaide von Großbritannien und Irland (1792–1849), der Frau von König Wilhelm IV. (1765–1837). Der Wagen wurde 1842 gebaut und gehört heute zur Sammlung des Nationalen Eisenbahnmuseums in York.

##### Salonwagen der Königin Victoria

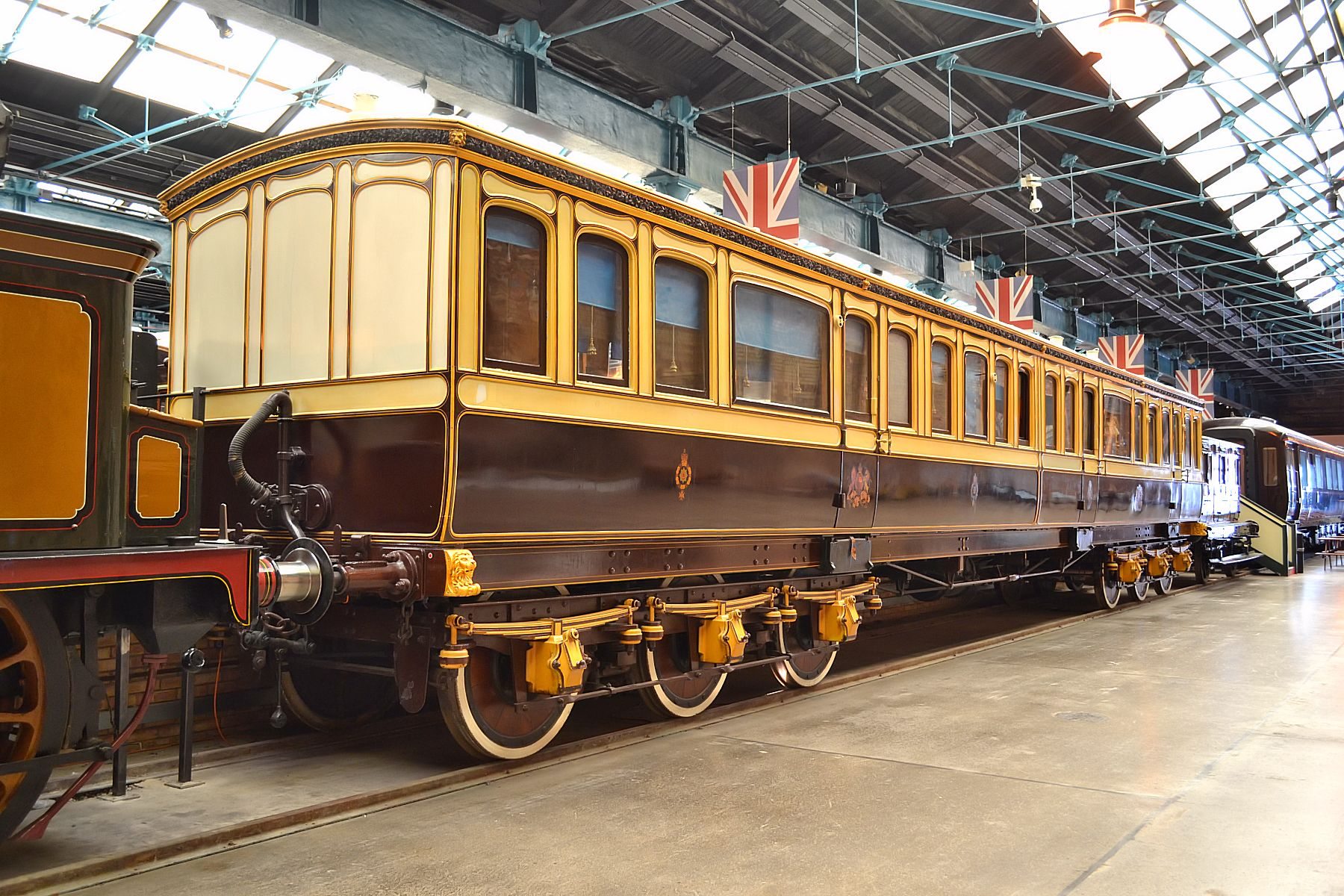
Sechsachsiger Salonwagen von Königin Victoria

Das im Nationalen Eisenbahnmuseum in York aufbewahrte Fahrzeug ist das einzig erhaltene einer ganzen Reihe von Salonwagen, die Königin Victoria (1819–1901) während ihrer langen Regierungszeit nutzte. Es war allerdings auch ihr favorisiertes Fahrzeug. Zu den ursprünglichen Baukosten von 1800 £ hatte sie 800 £ zugeschossen. Konstrukteur war Richard Bore und gebaut wurde der Wagen von der London and North Western Railway (LNWR) in Wolverton. Die prachtvolle Innenausstattung in Ahorn, roter, blauer, weißer und goldener Seide war von der Königin selbst ausgesucht worden. Ursprünglich waren es zwei separate, dreiachsige Wagen, einer ausgestattet für Tag- der anderen für Nachtreisen. Verbunden waren die beiden Wagen mit einem gedeckten Wagenübergang, der ersten derartigen Einrichtung in Großbritannien überhaupt. Die Königin weigerte sich allerdings, diese „neumodische“ Erfindung zu nutzen. Der Zug musste also an einem Bahnsteig halten, wenn sie umsteigen wollte. Die LNWR bot darauf 1895 an, ein neues Fahrzeug zu bauen. Die Königin lehnte das aber ab. Sie stimmte allerdings zu, die beiden Wagen auf einen gemeinsamen Rahmen zu montieren, der mit zwei modernen dreiachsigen Drehgestellen ausgestattet wurde. Die konservative Einstellung der Königin spiegelt sich z. B. auch in der Tatsache, dass das Fahrzeug bis zum Schluss nicht von der Gas- auf elektrische Beleuchtung umgestellt werden durfte. Der Salonwagen wurde zuletzt am 6. und 7. November 1900 für eine Fahrt der Königin von Balmoral nach London genutzt. In dieser Form ist der Wagen bis heute erhalten. Die prachtvolle textile Innenausstattung ist allerdings inzwischen sehr lichtempfindlich, so dass das Fahrzeug nur in sparsamster Beleuchtung gezeigt wird.

##### Salonwagen König Edward VII. und Nachfolger

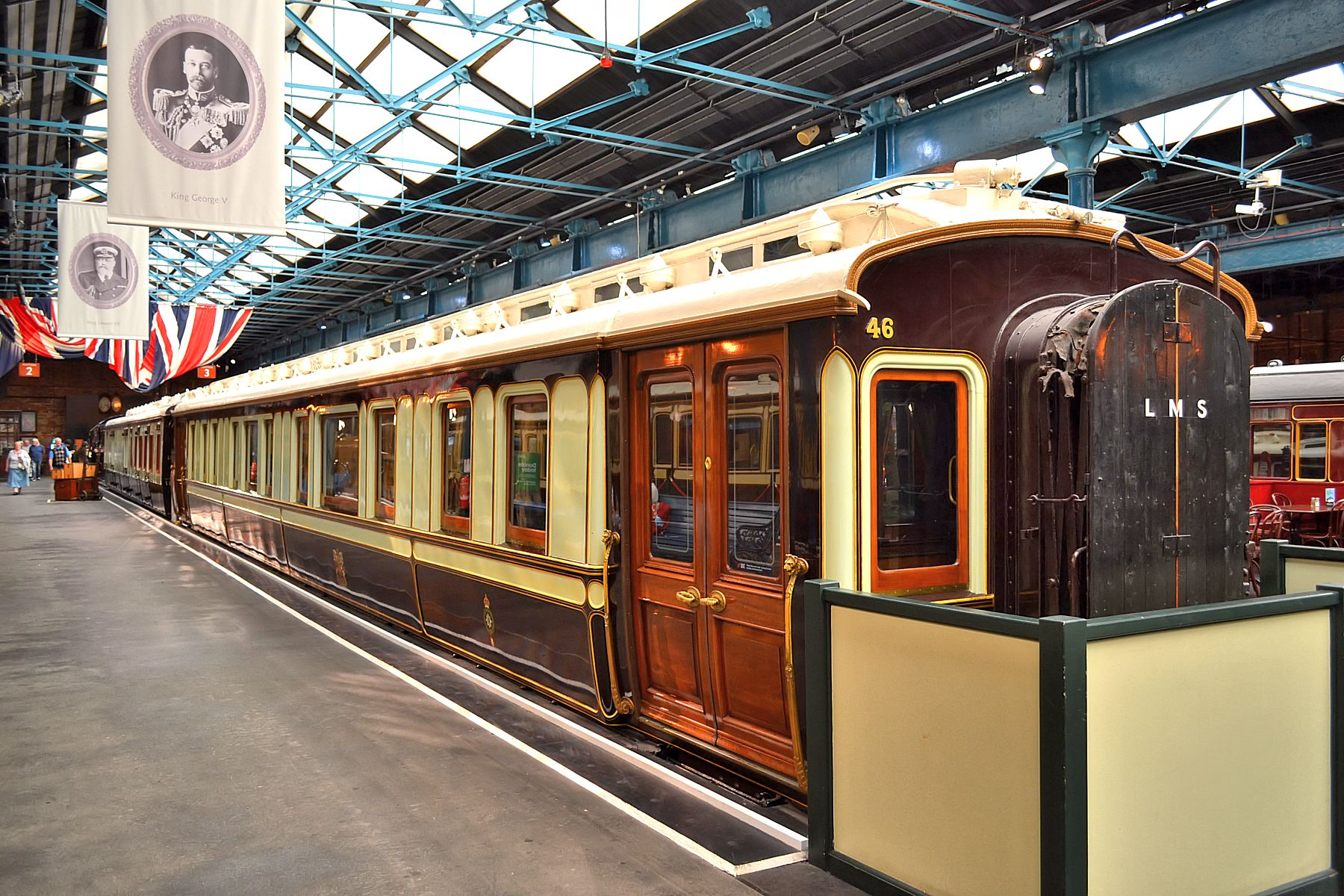
Salonwagen König Edwards VII.

Im Gegensatz zu seiner Mutter, Königin Victoria, war Edward VII. (1841–1910) technischen Neuerungen zugetan und legte Wert auf Bahnfahrten in modernem Komfort. Er erhielt deshalb statt eines Salonwagens Hofzüge, deren Fahrzeuge einzelne große britischen Bahngesellschaften vorhielten. Diese waren mit den neuesten technischen Errungenschaften ausgestattet, z. B. durchgehender elektrischer Beleuchtung und Badezimmern mit Badewannen sowohl im Wagen des Königs als auch dem der Königin. Diese Garnituren wurden – mit Ergänzungen – bis in die Regierungszeit König Georg VI. (1895–1952) genutzt. Zwei der Wagen sind im Nationalen Eisenbahnmuseum in York ausgestellt.
Im Rahmen der Modernisierungen nach dem Regierungsantritt des Königs 1901 baute die London and North Western Railway (LNWR) 1903 einen neuen, sechsachsigen Salonwagen für König Edward VII. Ein Modell dieses Wagens zeigte die LNWR stolz auf der Weltausstellung 1904 in St. Louis.
Auch die Great North of Scotland Railway baute 1903 einen Salonwagen für König Edward VII., als dieser für eine Reise deren Streckennetz nutzte. Die Bahngesellschaft unterhielt darüber hinaus mindestens einen weiteren Salonwagen „für den täglichen Bedarf“, der anlässlich der genannten Gelegenheit ebenfalls im königlichen Sonderzug mitlief.

##### Königin Elisabeth und Nachfolger
Nachdem 1948 British Rail gegründet worden war, hatten die einzelnen Regionen weiterhin ihre eigenen Fahrzeuge für den Hofzug, die allerdings zunehmend „gebietsfremd“ eingesetzt wurden. Ein einheitlicher Royal Train wurde erst 1977 anlässlich des silbernen Thronjubiläums von Königin Elisabeth II. gebaut und ist – unter Austausch einzelner Fahrzeuge – bis heute weiter im Einsatz.

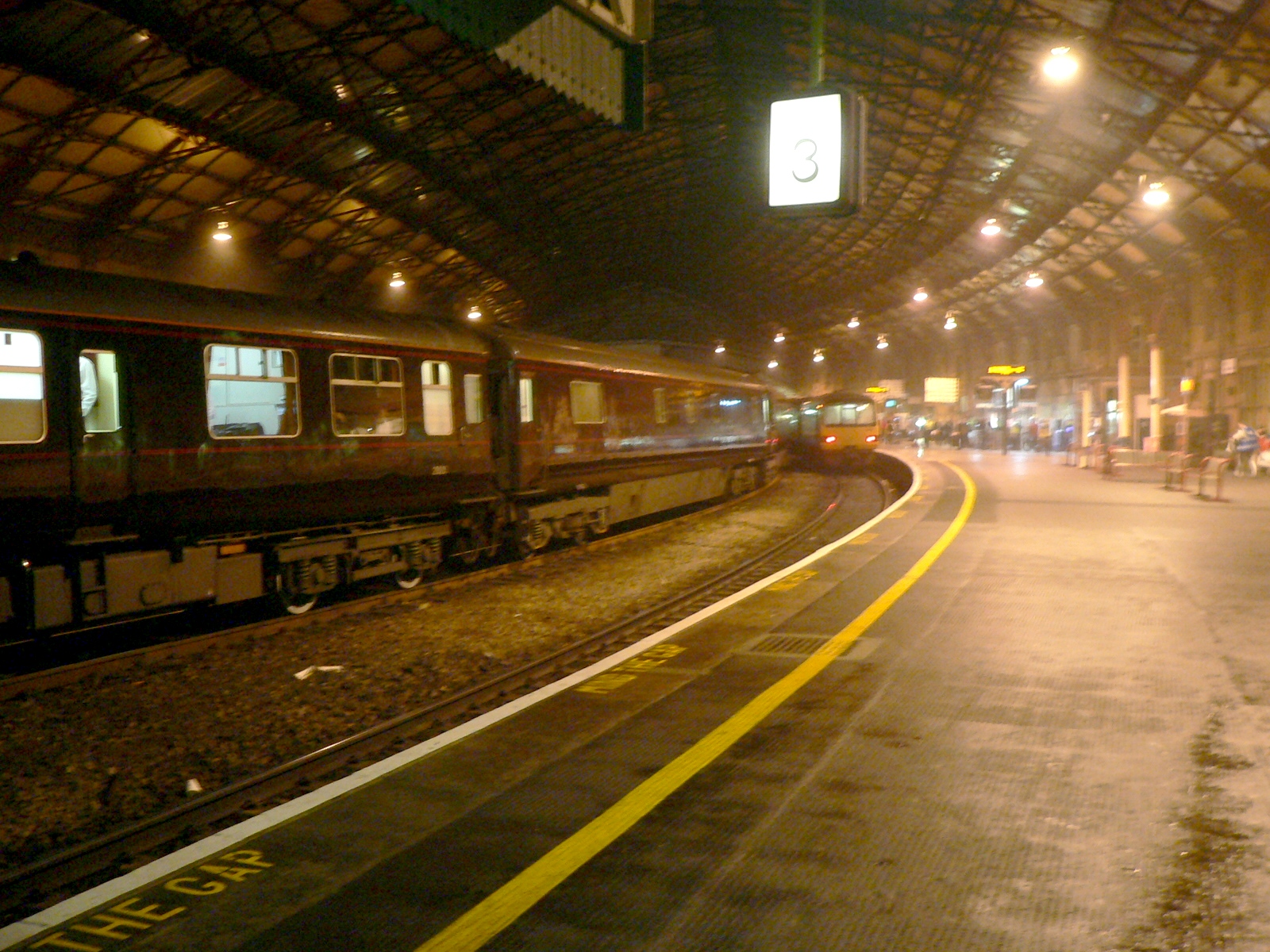
Britischer Hofzug im Bahnhof Bristol Temple Meads
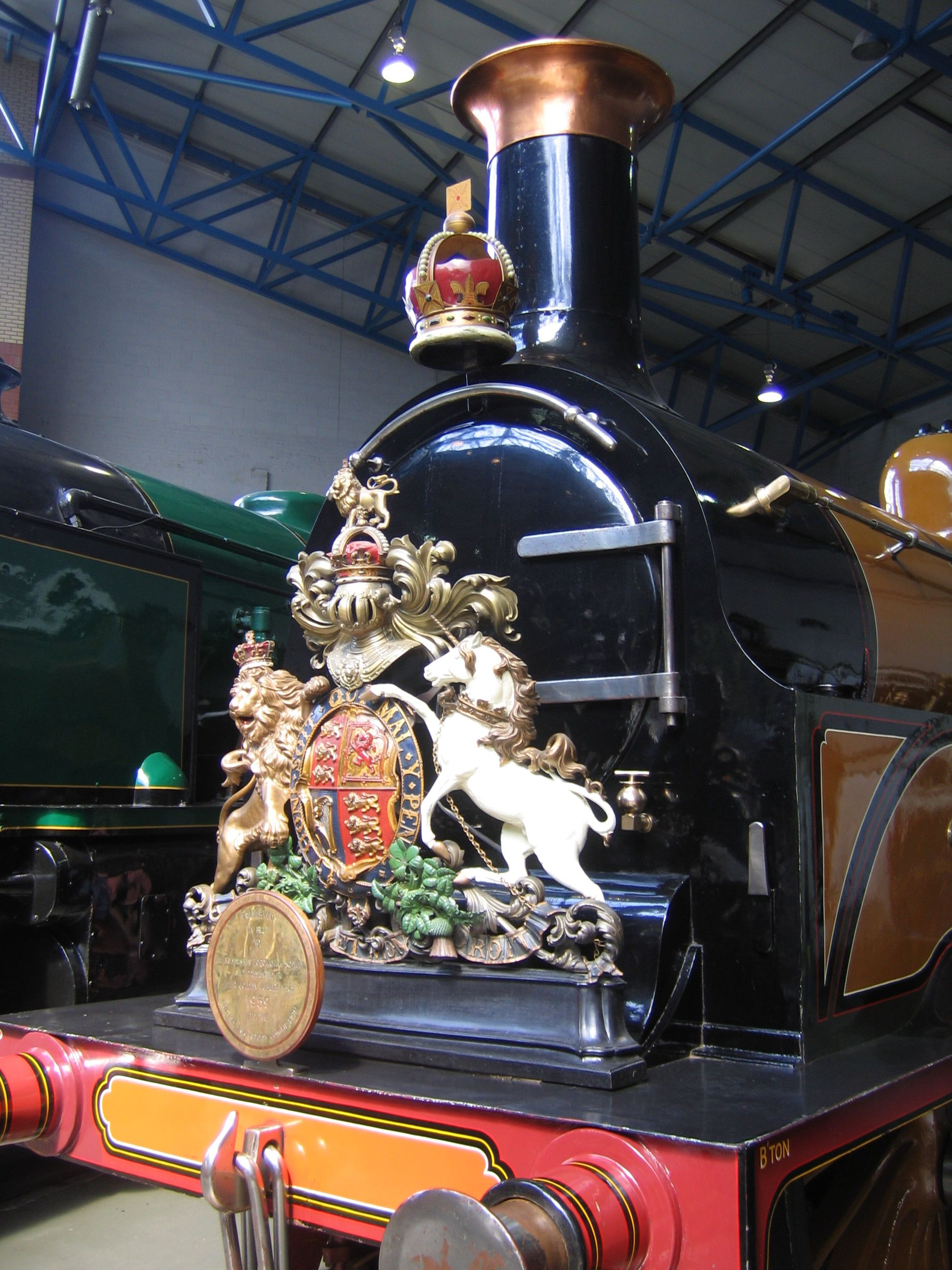
Dekoration für einen königlichen Hofzug
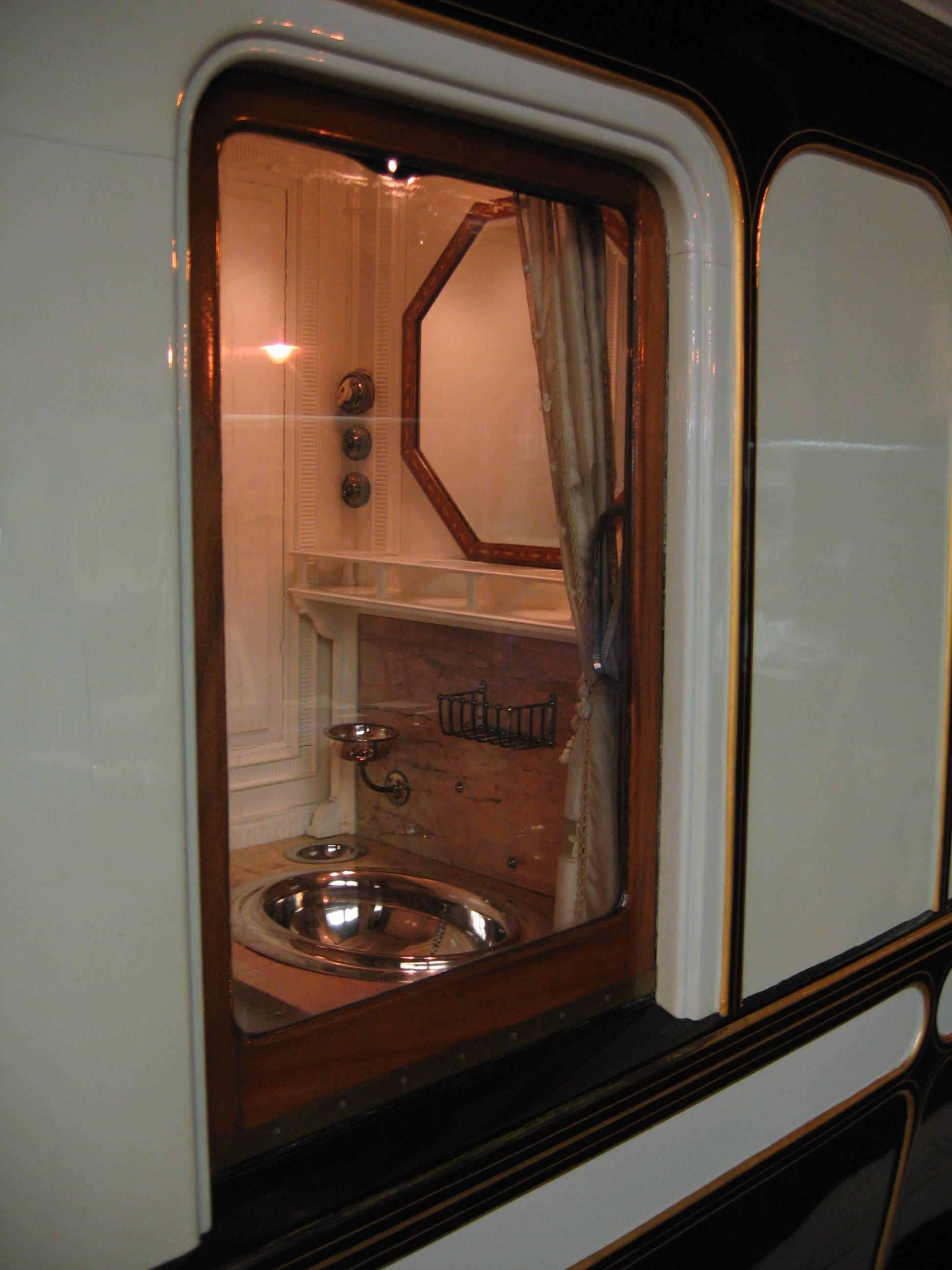
Salonwagen König Edward VII.
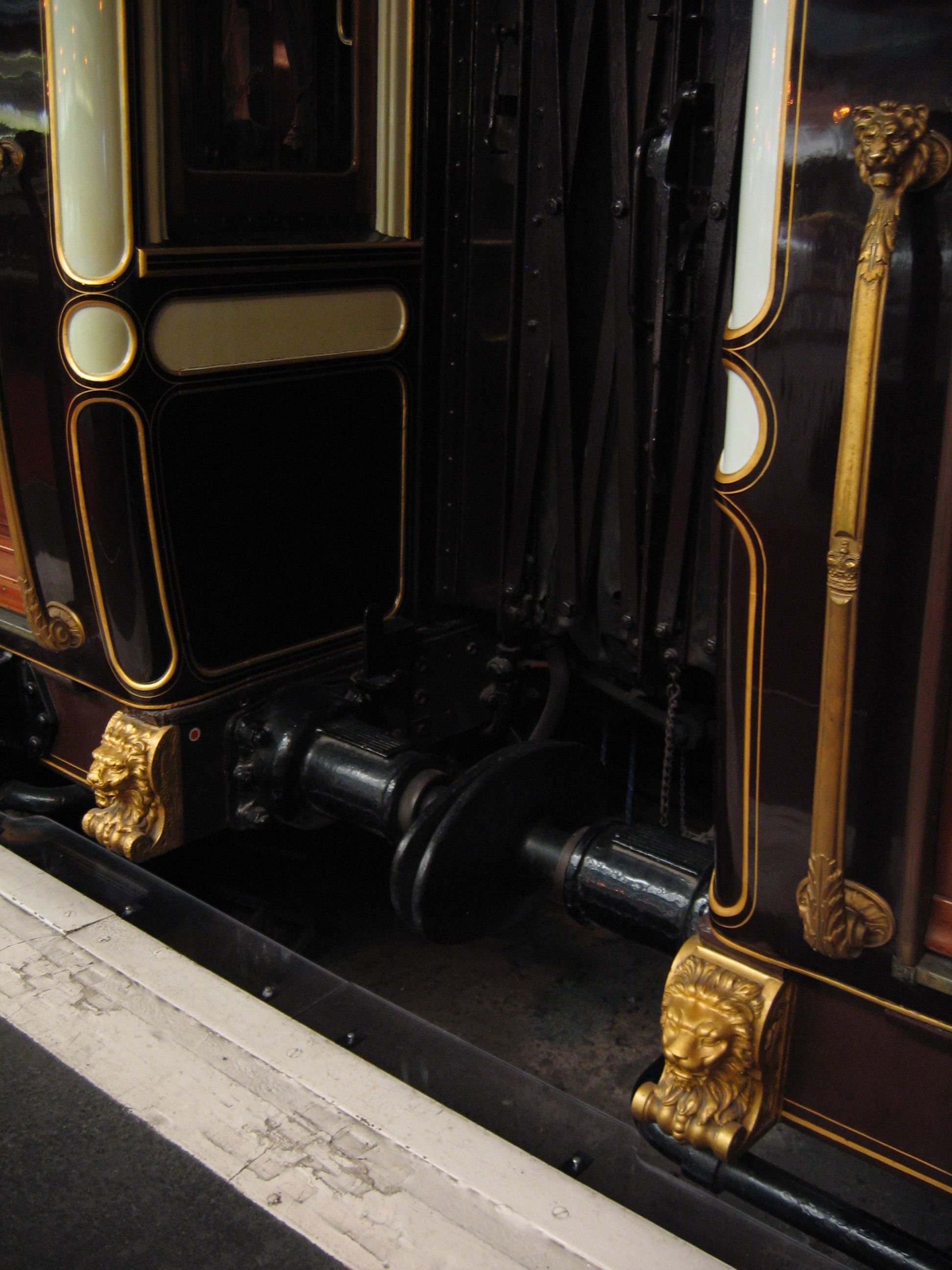
Salonwagen König Edward VII., Detail
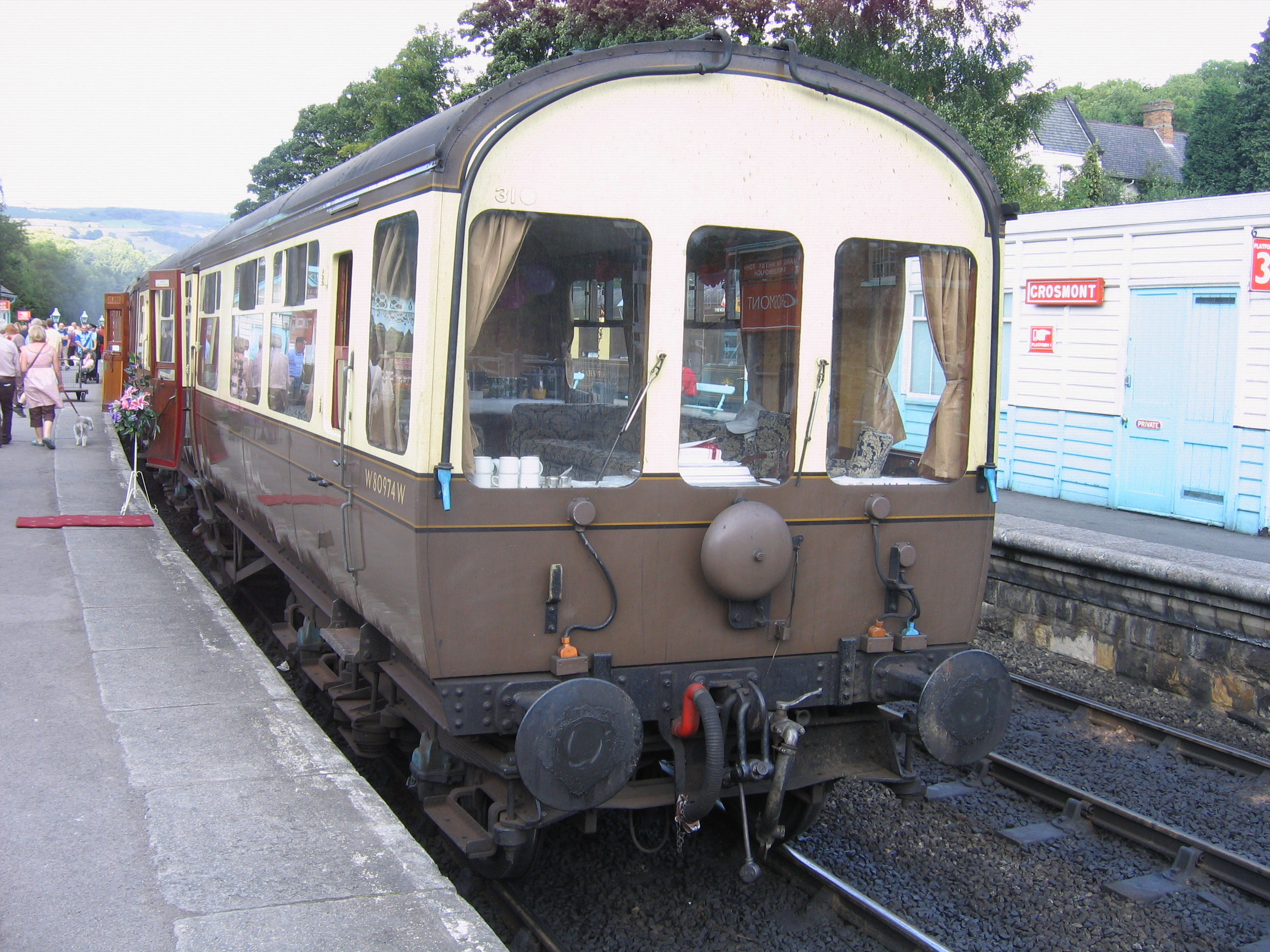
Salonwagen der North Yorkshire Moors Railway

##### Weitere Salonwagen

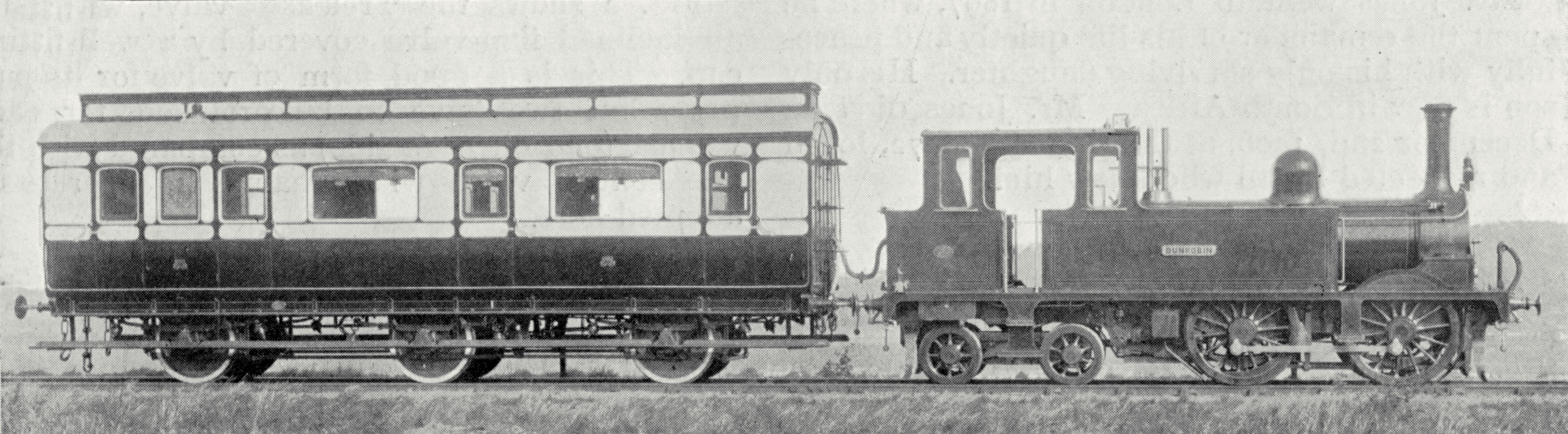
Privater Salonwagen sowie Lokomotive DUNROBIN (2) des 4. Herzogs von Sutherland

Private Salonwagen waren im Vereinigten Königreich sehr selten. Der 3. Duke of Sutherland, war Eigentümer einer Bahnstrecke (heute Teil der Far North Line) und besaß so auch einen eigenen Salonwagen mit zugehöriger Lokomotive. Die Lokomotive Dunrobin wurde vom 4. Duke of Sutherland 1895 gegen eine ebenfalls mit dem Namen Dunrobin versehene Nachfolgerin ausgetauscht, in deren Führerhaus ein gesonderter Platz für ihn vorgesehen wurde. Der Nachfolger des ersten dreiachsigen Salonwagens, ein Wagen mit zwei Drehgestellen, ist im Nationalen Eisenbahnmuseum in York erhalten, die 1895 erbaute Dunrobin blieb ebenfalls erhalten und wird seit 2018 bei der englischen Museumsbahn Severn Valley Railway aufgearbeitet.

#### Italien

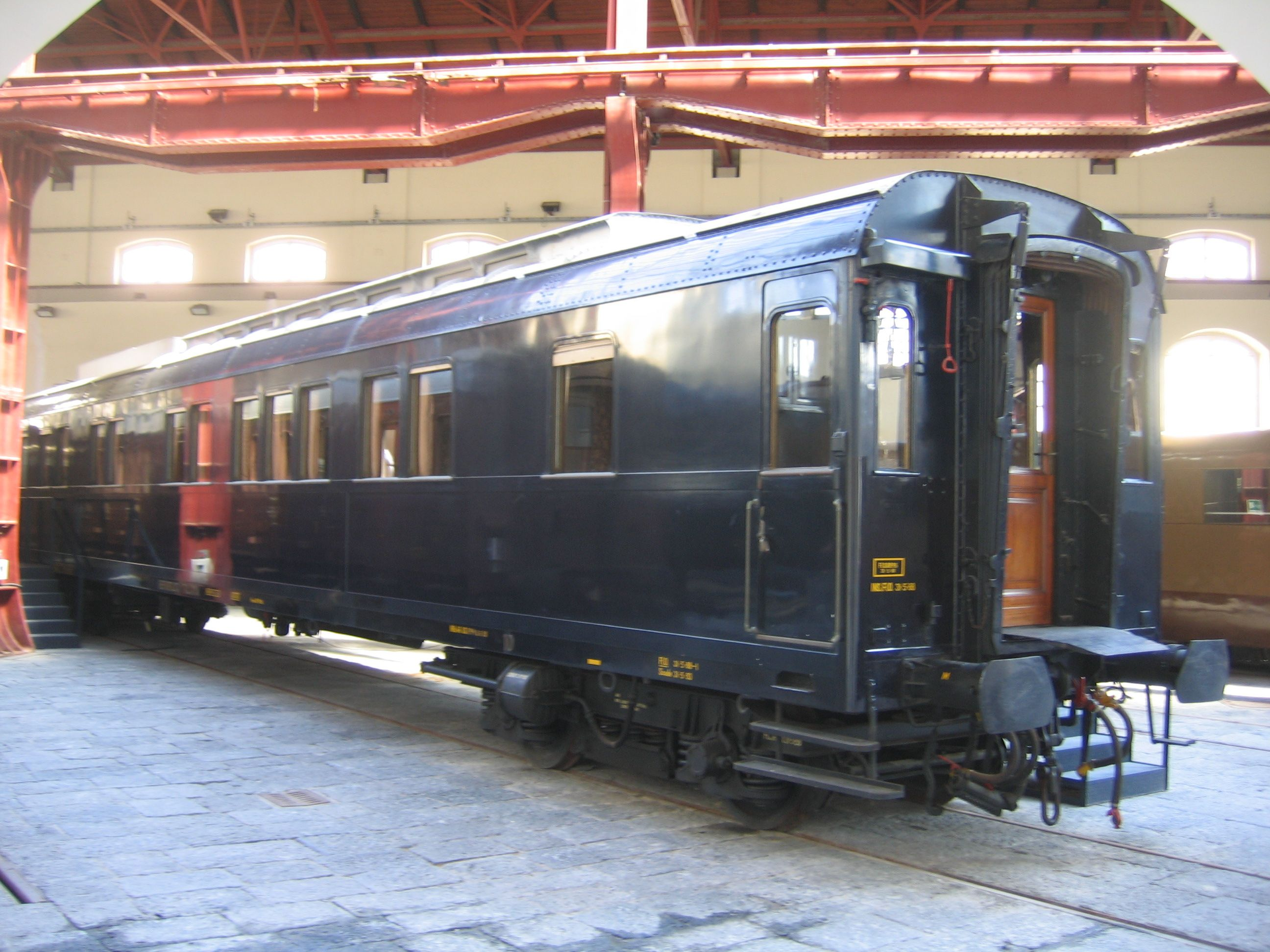
Wagen des königlichen Hofzugs von 1929 im Eisenbahnmuseum Pietrarsa

Die durch den König von Italien ab 1929 genutzten Hofzüge sind relativ gut bekannt, die Wagen zum Teil erhalten. Über die zuvor genutzten Fahrzeuge liegen nur wenig Informationen vor.

#### Jugoslawien

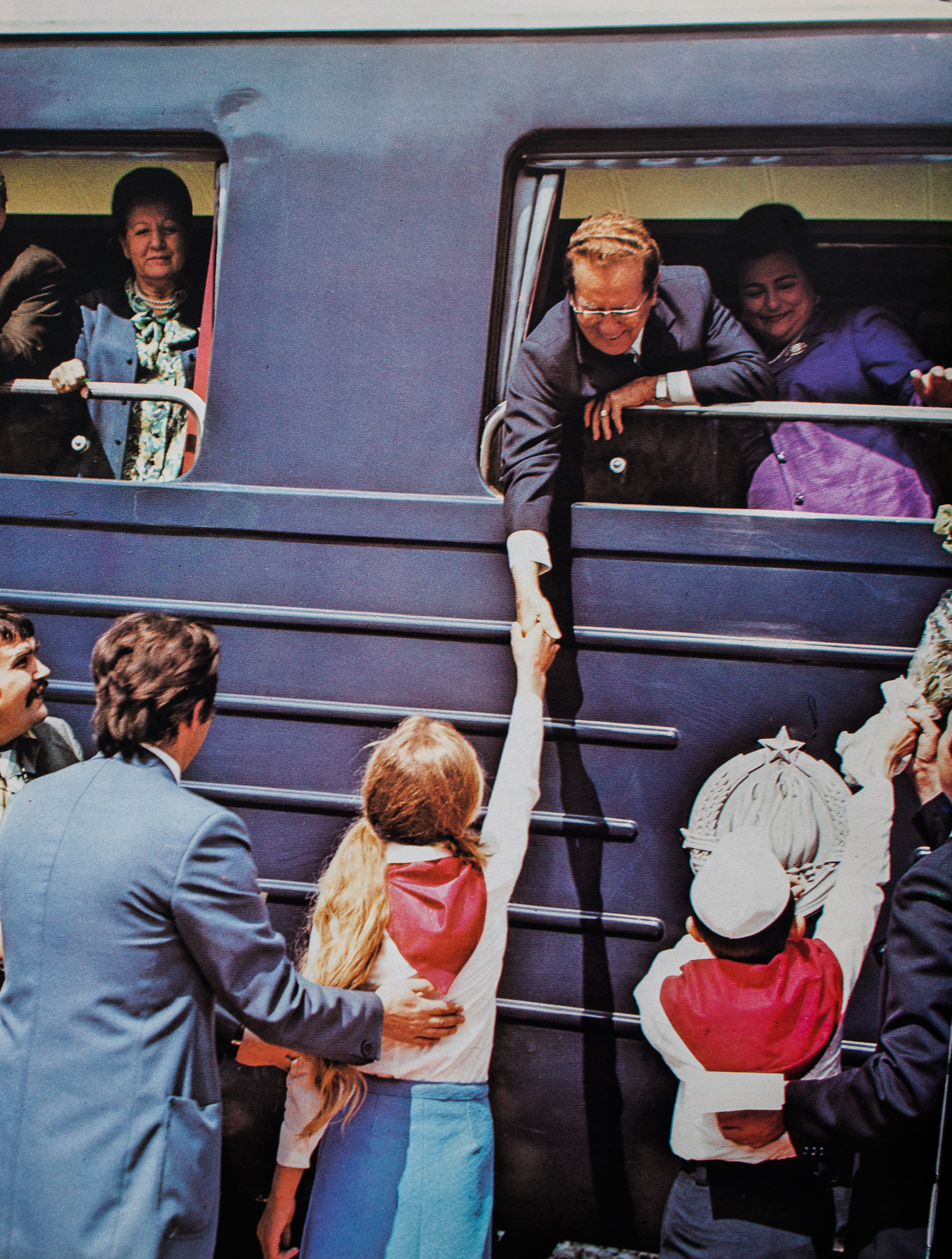
Eröffnung der Bahnstrecke Belgrad-Bar 1976 durch Tito im Plavi voz

Für Jugoslawiens Marschall Tito stand der Plavi voz, ein Zug mit blau lackierten Wagen, zur Verfügung.
Für den Plavi voz wurden Lokomotiven mit ebenfalls blauem Anstrich vorgehalten, zunächst drei Schnellzug-Dampflokomotiven der jugoslawischen Baureihe 11 (Nachbauten der MÁV-Baureihe 424). In den 1960er Jahren kaufte die Jugoslawische Eisenbahn (JŽ) als Ersatz drei blaue Diesellokomotiven des Typs ML 2200.
Tito verfügte weiter über zwei dieselmechanische Salontriebwagen der italienischen Firma Breda aus der Vorkriegszeit. Im Frühjahr 1961 lieferte die Kasseler Waggonfabrik Wegmann & Co. den stark motorisierten Salontriebwagen MOT 410, der diese beiden Fahrzeuge ablöste. Das von BBC und Daimler-Benz ausgerüstete Fahrzeug steht heute im Belgrader Eisenbahnmuseum Topcider. Wegmann lieferte auch einen nichtmotorisierten Steuerwagen ohne Innenausbau mit, den die jugoslawische Waggonfabrik Boris Kidric in Maribor 1962 vervollständigte.

#### Luxemburg

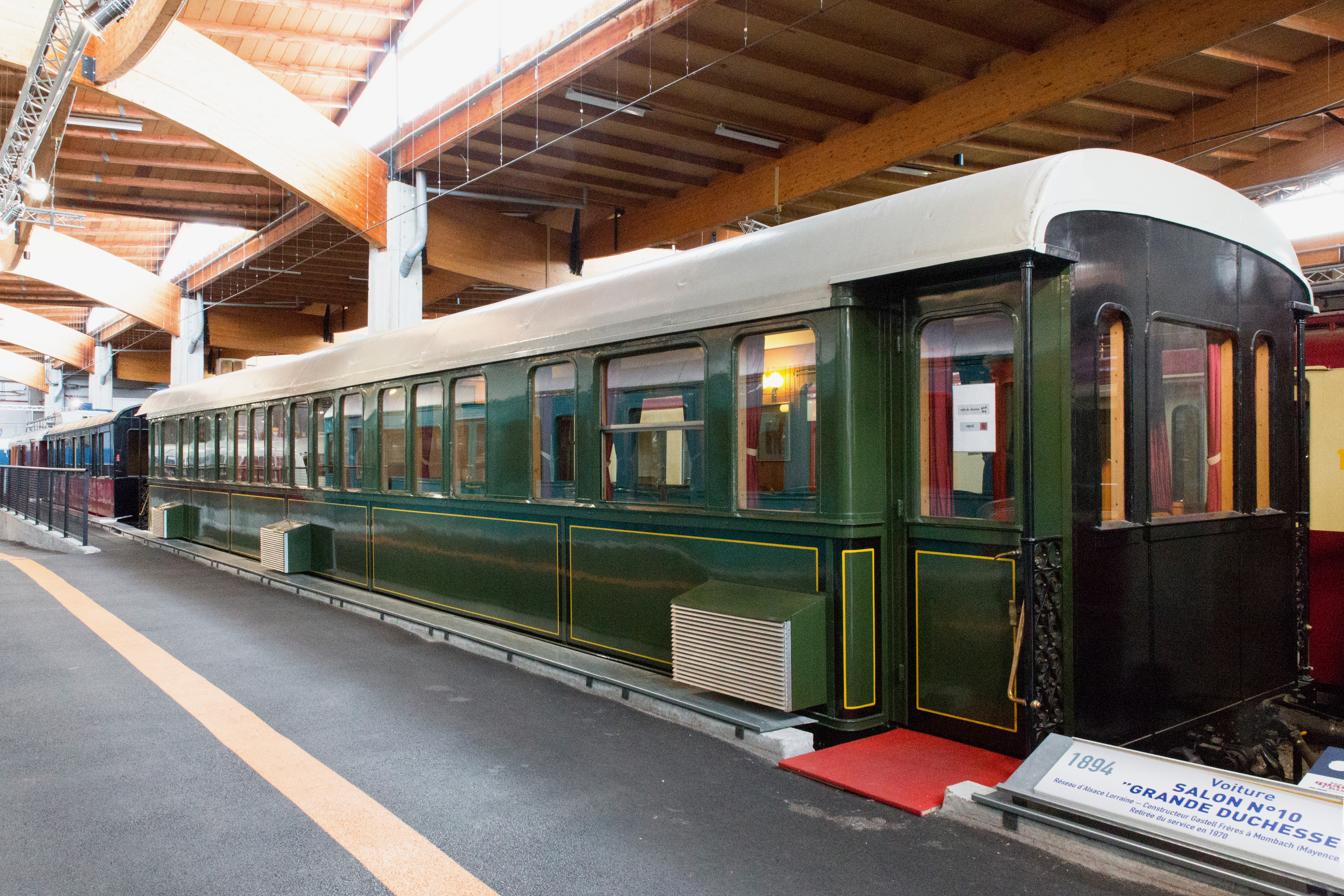
Salonwagen der Großherzöge und der Großherzoginnen von Luxemburg

Salonwagen gab es auch in Luxemburg von Anfang an, so auch schon zu der Zeit, als die Bahn dort vor dem Deutsch-Französischen Krieg von der Compagnie des chemins de fer de l’Est (EST) betrieben wurde. Auch der jeweilige Souverän des Großherzogtums Luxemburg – oder dessen örtlicher Vertreter – hatten Salonwagen zu ihrer Verfügung. Von 1871 bis 1918 war der jeweilige Salonwagen bei den Reichseisenbahnen in Elsaß-Lothringen (EL) eingestellt, nach 1918 bei der Administration des chemins de fer d’Alsace et de Lorraine (AL). Die beiden Bahngesellschaften betrieben nacheinander den größten Teil der Bahnstrecken im Großherzogtum.
Prinz Heinrich von Oranien-Nassau, der seinen Bruder, König Wilhelm III. der Niederlande – zugleich Großherzog von Luxemburg –, als Statthalter in Luxemburg vertrat, nutzte einen Salonwagen, der 1874 in der Waggonfabrik Nivelles gefertigt wurde und ließ im gleichen Jahr im Bahnhof Walferdange eine Remise für das Fahrzeug bauen. Gleiches geschah 1891 im Bahnhof Colmar-Berg. Der Wagen hatte an einem Ende ein „Raucherzimmer“ mit zwei an den Längswänden stehenden Sofas, die in Liegen für die Begleitung des Prinzen verwandelt werden konnten. Der mittlere Raum bestand aus einem Salon, dem sich der Schlafraum für den Prinzen mit dessen Toilette anschloss. Ein Gang führte vom Salon am Schlafraum vorbei zu einem Abteil für die Dienerschaft. An diesem Wagenende war auch die Toilette für die Begleitung eingebaut.
Nach dem Wechsel der Dynastie 1890 wurde 1894 sowohl für Großherzog Adolph als auch für Erbprinz Wilhelm (IV.) je ein neuer Salonwagen in Dienst gestellt. Einer der Wagen ist im Eisenbahnmuseum Mulhouse erhalten, allerdings nur der äußere Wagenkasten – im Innern ist es weitgehend entkernt. Die Fahrzeuge wurden normalerweise an planmäßige Züge angehängt.

#### Montenegro
Die Antivari-Bahn (Montenegro) hielt einen Salonwagen vor, der sowohl für Inspektionsfahrten als auch für Fahrten besonderer Gäste verwendet wurde.

#### Niederlande

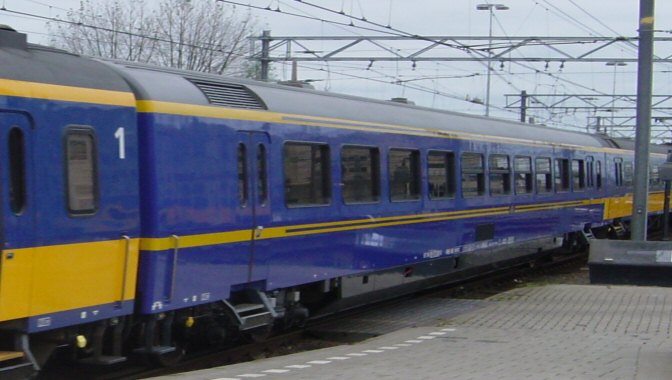
Salonwagen des Königs der Niederlande bis 2023

Das Königshaus der Niederlande hatte spätestens seit 1861 einen Salonwagen und ab 1886 einen Hofzug. Die Garnitur wurde im Laufe der Zeit mehrfach ausgetauscht. Nachdem der letzte königliche Salonwagen hätte aufwändig saniert werden müssen, um ihn weiter zu betreiben, wurde er 2023 ausgemustert und König Willem-Alexander verzichtete auf ein solches Fahrzeug.

#### Norwegen

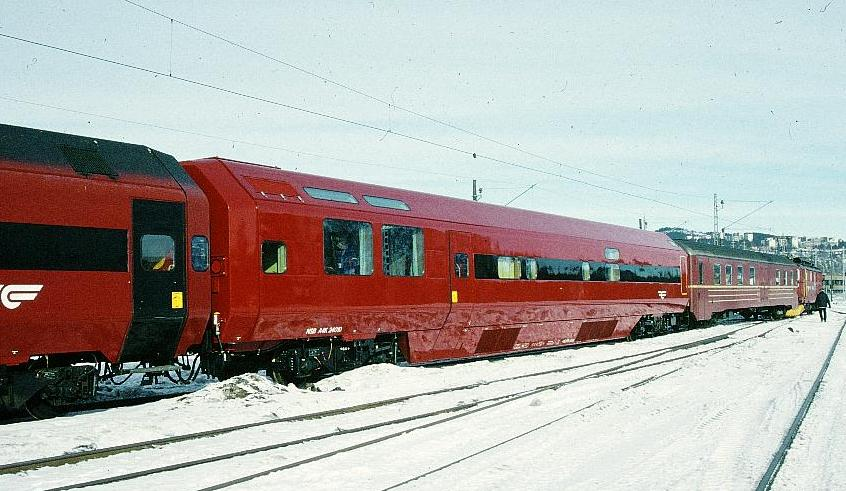
Norwegischer Königswagen

Der älteste Hofsalonwagen Norwegens stammt von 1862 und ist ebenso wie ein zweiter für Schmalspur von 1877 im Norwegischen Eisenbahnmuseum in Hamar erhalten. Die norwegischen Könige hatten seit dieser Zeit eine Reihe von Salonwagen, die nach einigen Jahrzehnten immer durch modernere Fahrzeuge ersetzt wurden. Die heute genutzten wurden 1993 gebaut und 1994 in Betrieb genommen.

#### Polen
Auch in Polen gab es Salonwagen aus den 1950er und 1970er Jahren, die einzeln oder als Regierungszug eingesetzt werden konnten.

#### Portugal
Bereits bei Eröffnung der ersten Eisenbahn in Portugal 1856 stand ein Hofzug zur Verfügung. Wagen aus dem Zug waren bis 1908 im Einsatz. Ein besonders exquisites Fahrzeug war ein Salonwagen, den König Viktor Emanuel II. von Sardinien und Piemont seiner Tochter Maria Pia und seinem Schwiegersohn, König Ludwig I. von Portugal zur Hochzeit schenkte. Der Wagen ist im Museu Nacional Ferroviário erhalten. Der Hofzug wurde im Laufe der Zeit um weitere Wagen ergänzt.
Nach Einführung der Republik 1910 benutzte der Staatspräsident die neueren Wagen weiter. 1930 wurde ein Salonwagen für Staatspräsident António de Oliveira Salazar bei Linke-Hofmann-Busch beschafft. Die Fahrzeuge des Präsidenten-Zuges sind heute unter der Bezeichnung Comboio Presidencial museal erhalten und werden für Sonderfahrten eingesetzt.

#### Rumänien
Auch der König von Rumänien besaß Salonwagen, die vermutlich bei MAN gebaut wurden. Der Kern des Hofzugs bestand aus vier Wagen. Einzelheiten scheinen nicht bekannt. Insgesamt waren 1914 bei der rumänischen Eisenbahn 36 Salonwagen eingestellt.
Ein Sonderzug des rumänischen Diktators Nicolae Ceaușescu wird in der Literatur erwähnt.

#### Russland
Kaiserreich
Die russischen Zaren besaßen einen der größten Fuhrparks an Salonwagen, die je einem Herrscher zur Verfügung standen. Der Höhepunkt des Bestandes wurde um 1900 erreicht, als 95 derartige Fahrzeuge gezählt wurden. Dabei gab es sowohl Hofzüge in der russischen Breitspur als auch in der Normalspur für Fahrten nach Mittel- und Westeuropa.
Post-sowjetiische Ära
Zuletzt soll der polnische Fahrzeughersteller Pesa zwei Züge für den russischen Staatspräsidenten, Wladimir Putin, geliefert haben.

#### Schweden

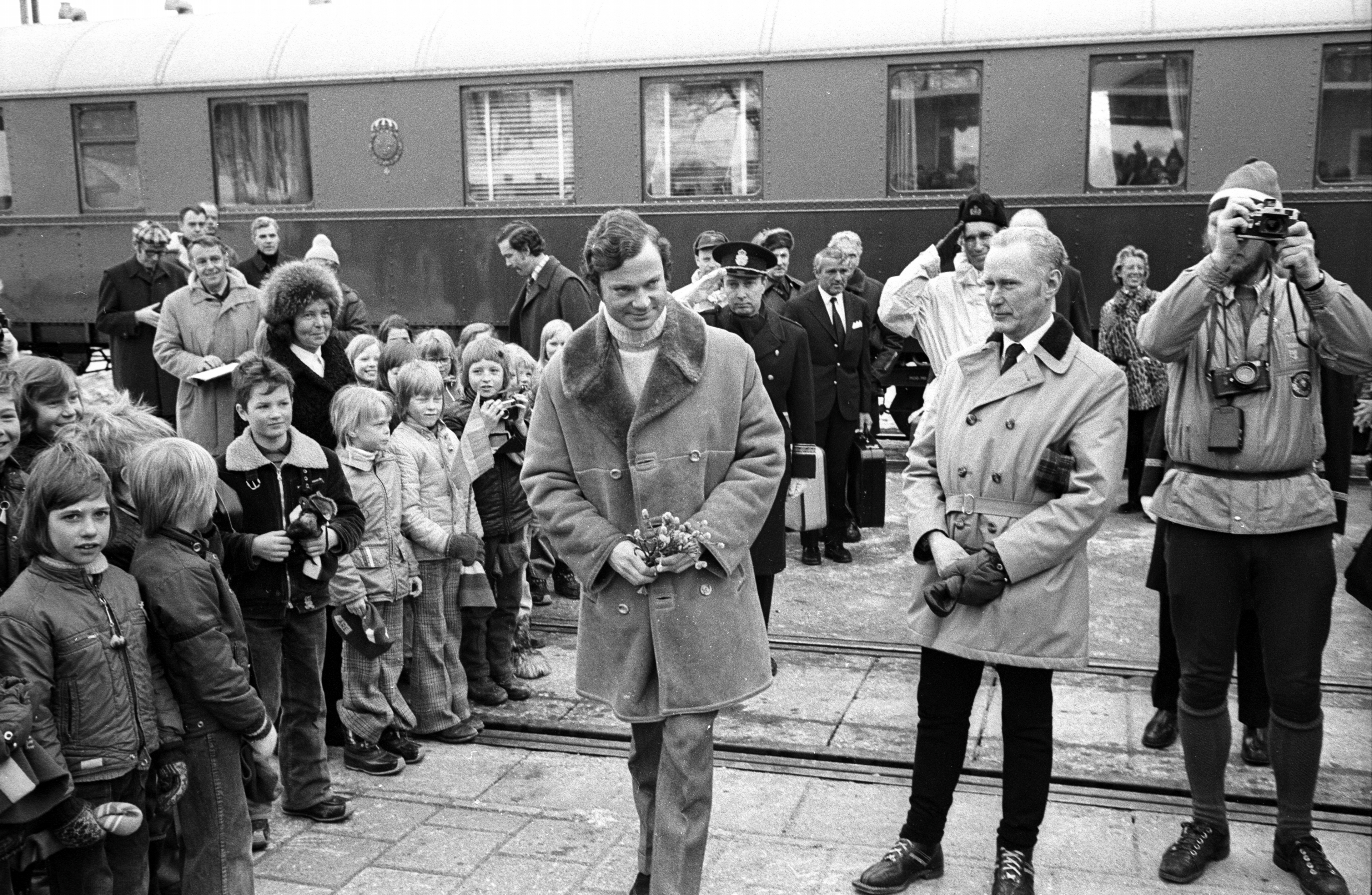
König Carl XVI Gustav vor dem königlichen Salonwagen (1974)

Der älteste bekannte Salonwagen in Schweden wurde 1882 für den damaligen Kronprinzen Gustav (V.) gebaut. Es handelte sich um ein zweiachsiges Fahrzeug, das 1907 zu einem Personenwagen des öffentlichen Verkehrs umgebaut wurde.
Ältester bekannter Salonwagen für den König war ein 1892 gebauter Salonwagen. Der Kronprinz erhielt 1909 auch einen neuen. Beide waren außen mit Teakholz verkleidet.
Ein Salonwagen für König Gustav V. wurde 1931 gebaut und 1952 für seinen Nachfolger, König Gustav VI. Adolf, 1952 renoviert, der ihn bis zu seinem Tod 1973 nutzte. Da König Gustav VI. Adolf nach dem Tod des Kronprinzen, Gustav Adolf, bei einem Flugzeugabsturz 1947 Flugzeuge nur sehr ungerne nutzte, fuhr er in dem Salonwagen quer durch Europa, öfter auch nach Italien und an die Riviera. Dazu wurde der Salonwagen an den Nord-Express oder den Italia Express angehängt, der zeitweise auch Wagen für den öffentlichen Verkehr von Stockholm nach Rom führte. Heute gehört der Salonwagen zum Bestand des Schwedischen Eisenbahnmuseums in Gävle.

#### Serbien

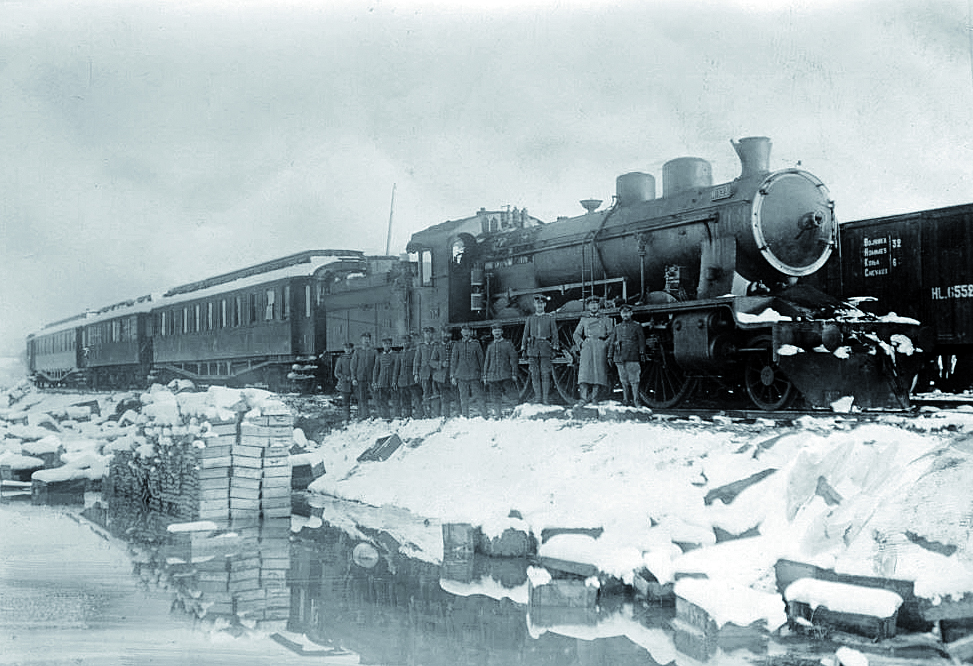
Hofzug des Kronprinzen von Serbien, ca. 1910

Auch im Königreich Serbien gab es Salonwagen für die königliche Familie, die zu Hofzügen zusammengestellt werden konnten. Zumindest ein solches Fahrzeug wurde bei Ganz in Ungarn gebaut. 1912 gab es einen Bestand von fünf vierachsigen Hofwagen mit Wagenkästen aus Teakholz. Vier von ihnen, die der Kronprinz benutzt hatte, fielen im Ersten Weltkrieg 1917 zusammen mit der Zuglokomotive deutschen Truppen in die Hände. Nach dem Ersten Weltkrieg fanden sich auch mindestens zwei Salonwagen des ehemaligen österreichischen Hofzuges im Bestand, der sechsachsige ehemalige Hofsalonwagen Hz003 des österreichischen Kaisers und der ehemals österreichische Hofreisewagen Hz0012. Noch in den 1940er Jahren wurde ein neuer Salonwagen gebaut.

#### Sowjetunion

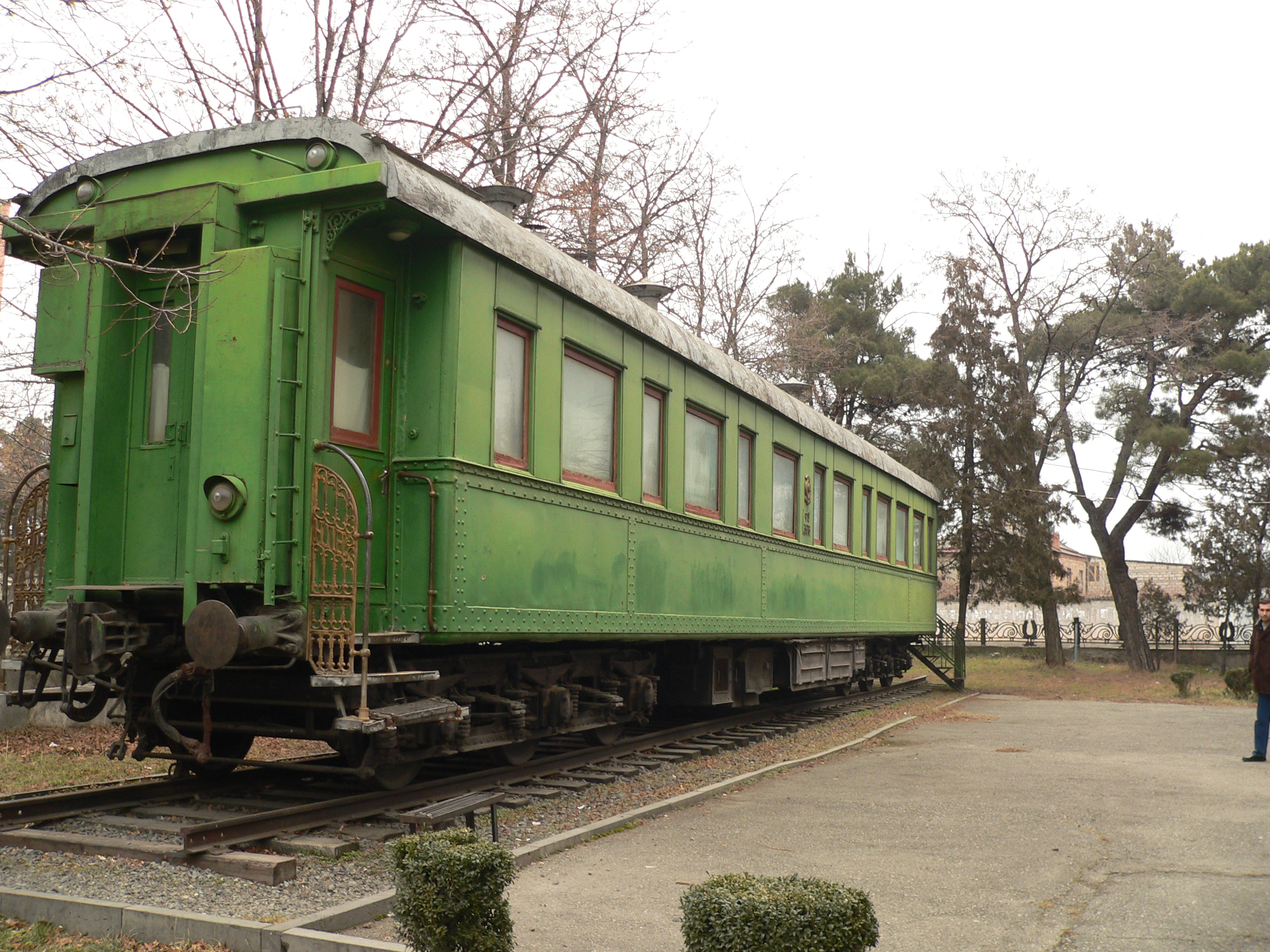
Salonwagen von Josef Stalin im Stalin-Museum Gori

Auch in der Sowjetunion standen den Spitzen von Staat und Partei Salonwagen oder ganze Sonderzüge zur Verfügung. Sehr bekannt wurde der Zug von Leo Trotzki, mit dem er in der Phase des Aufbaus der Roten Armee viel unterwegs war. Dabei wurden zunächst die überkommenen Salonwagen aus dem Russischen Kaiserreich verwendet, ab 1925 kam es zu Neubauten von Salonwagen für die Spitzen von Staat und Partei. Ab 1933 gab es als Staatszug den „Blauen Express“ mit 10 Wagen. 1945 soll es in der Sowjetunion etwa 1000 Salonwagen für hohe Staats- und Parteifunktionäre gegeben haben. Ein Salonwagen von Josef Stalin ist museal in Gori (Georgien) erhalten. 1950 schenkte die Tschechoslowakei Josef Stalin einen weiteren Salonwagen mit Klimaanlage und Filmvorführraum. Nikita Sergejewitsch Chruschtschow nutzte 1960 einen Staatszug zur Fahrt nach Wien, als er sich dort mit dem US-Präsidenten John F. Kennedy traf.

#### Spanien
Der Salonwagen der Bergwerksbahn Sestao–Galdames ist das älteste erhaltene Eisenbahnfahrzeug in Spanien und steht im Baskischen Eisenbahnmuseum in Azpeitia.
Über die spanischen Hofzüge und die von der königlichen Familie benutzten Salonwagen ist wenig bekannt. Dass es spätestens ab 1866 Hofzüge gab, ist durch den Eisenbahnunfall von Daimiel bekannt. Der erste königliche Salonwagen ist für 1881 bezeugt, der Wagen aber wahrscheinlich 30 Jahre älter. Nachdem die größeren Bahngesellschaften bis 1936 zur RENFE zusammengelegt waren, hatte diese aus den damit übernommenen Wagen der Vorgängerorganisationen auch 14 Salonwagen in ihrem Bestand.
In Spanien galt es zudem als besonders würdevoll, wenn der Hofzug langsam fuhr und an vielen Bahnhöfen hielt, damit die örtlichen Honoratioren den Zug begrüßen konnten.

#### Tschechische Republik

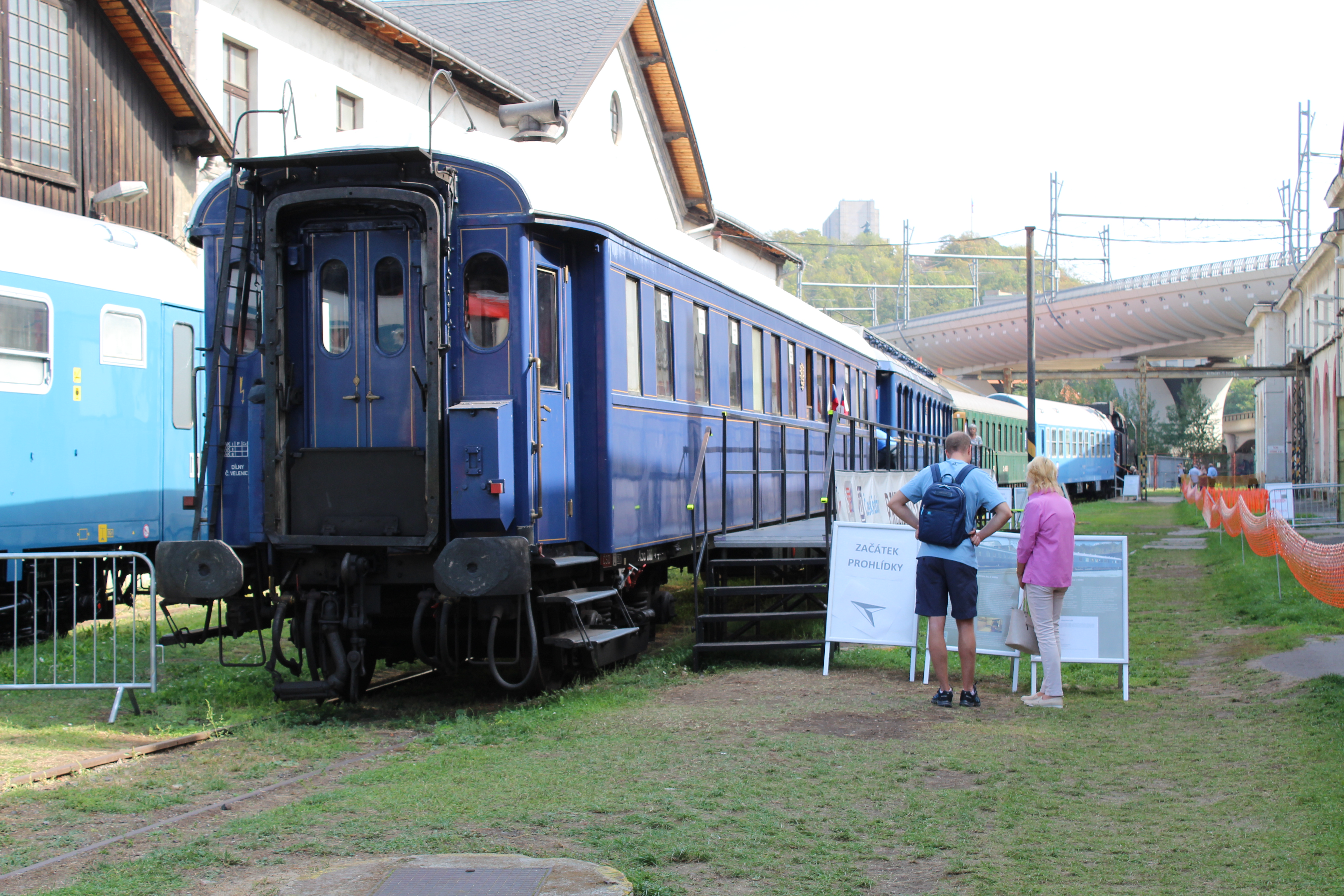
Salonwagen Tomáš Garrigue Masaryks von 1930

- Im Technischen Nationalmuseum in Prag steht der Speisewagen Hz005 (Ringhoffer 1891) als erhaltener Wagen des k.u.k Hofsalonzuges aus dem Jahr 1891 (siehe oben: Österreich).
- Fahrfähig erhalten ist der Salonwagen des Erzherzog Franz Ferdinand Sa 22 (Ringhoffer 1909), der ab 1924 den tschechoslowakischen Politikern diente.
- Im Depot Chomutov des NTM wird der Salonwagen Aza 1-0085 (Nesselsdorf 1906) verwahrt, der ursprünglich für Albert Rothschild gebaut wurde und ab 1924 Außenminister Beneš diente.[99]
- Der tschechoslowakische Staatspräsident Masaryk besaß einen bei Ringhoffer 1930 gebauten Salonwagen, der bis 1967 im aktiven Einsatz war. Musealisiert wurde er im Ausbesserungswerk České Velenice.[170]
- Mit dem »Bürgermeisterwagen« 200 (Ringhoffer und Křižík, 1900) besitzt auch der Straßenbahnbetrieb der Stadt Prag einen Salonwagen. Der mit Maximumdrehgestellen gelieferte Wagen steht im Umbauzustand auf freie Lenkachsen im Museum des öffentlichen Personennahverkehrs Prag.

#### Ungarn

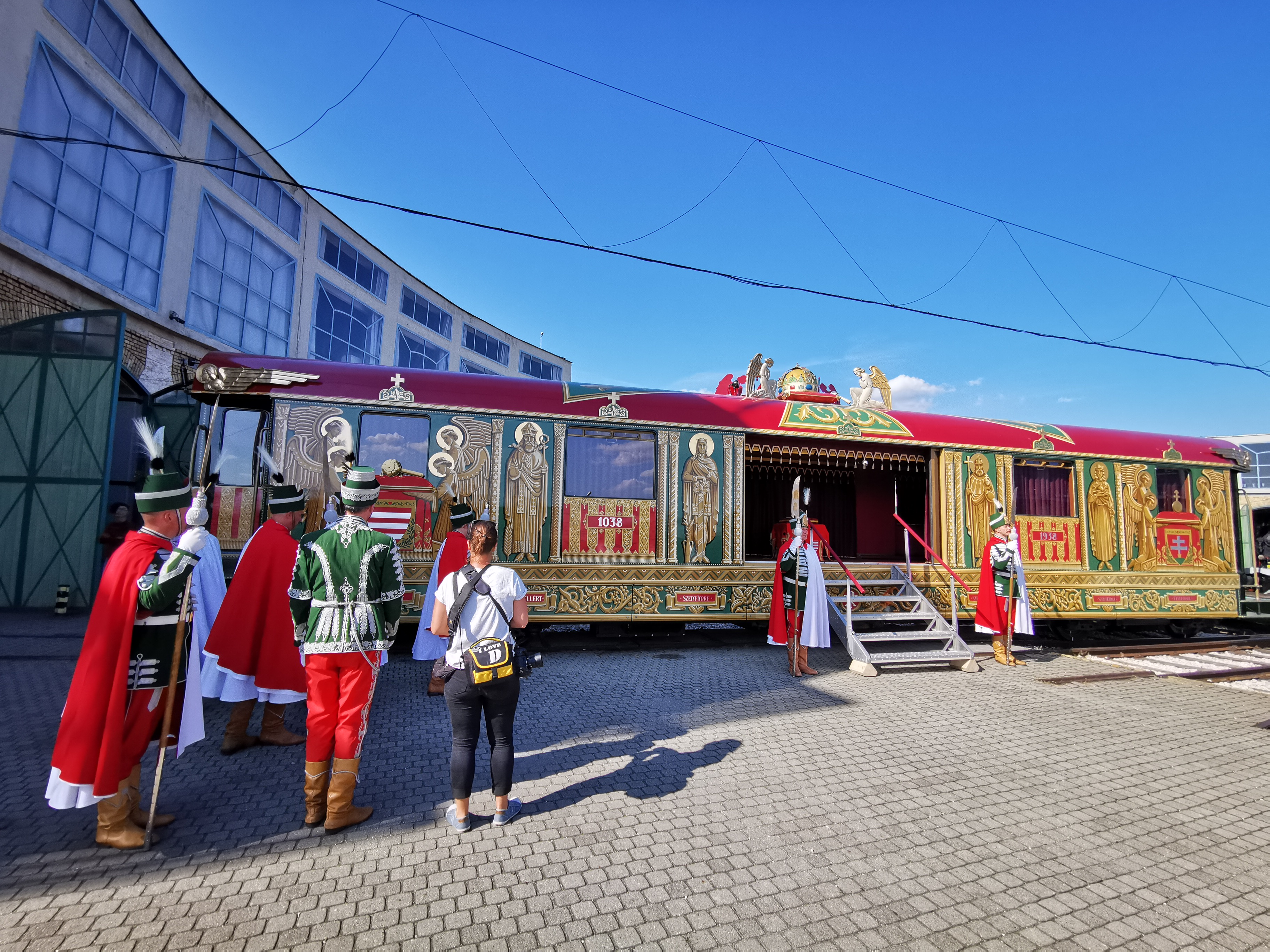
Replik des Aranyvonat im Eisenbahnmuseum Budapest

1884 wurde ein erster 13-teiliger Hofzug bei Ringhoffer angeschafft. Dieser bestand ausschließlich aus dreiachsigen Waggons mit einheitlichen Abmessungen. Ein ehemaliger Salonwagen dieses Zuges, der später als Dienstwagen dem Generaldirektor der MÀV diente, steht heute im Verkehrsmuseum Budapest.

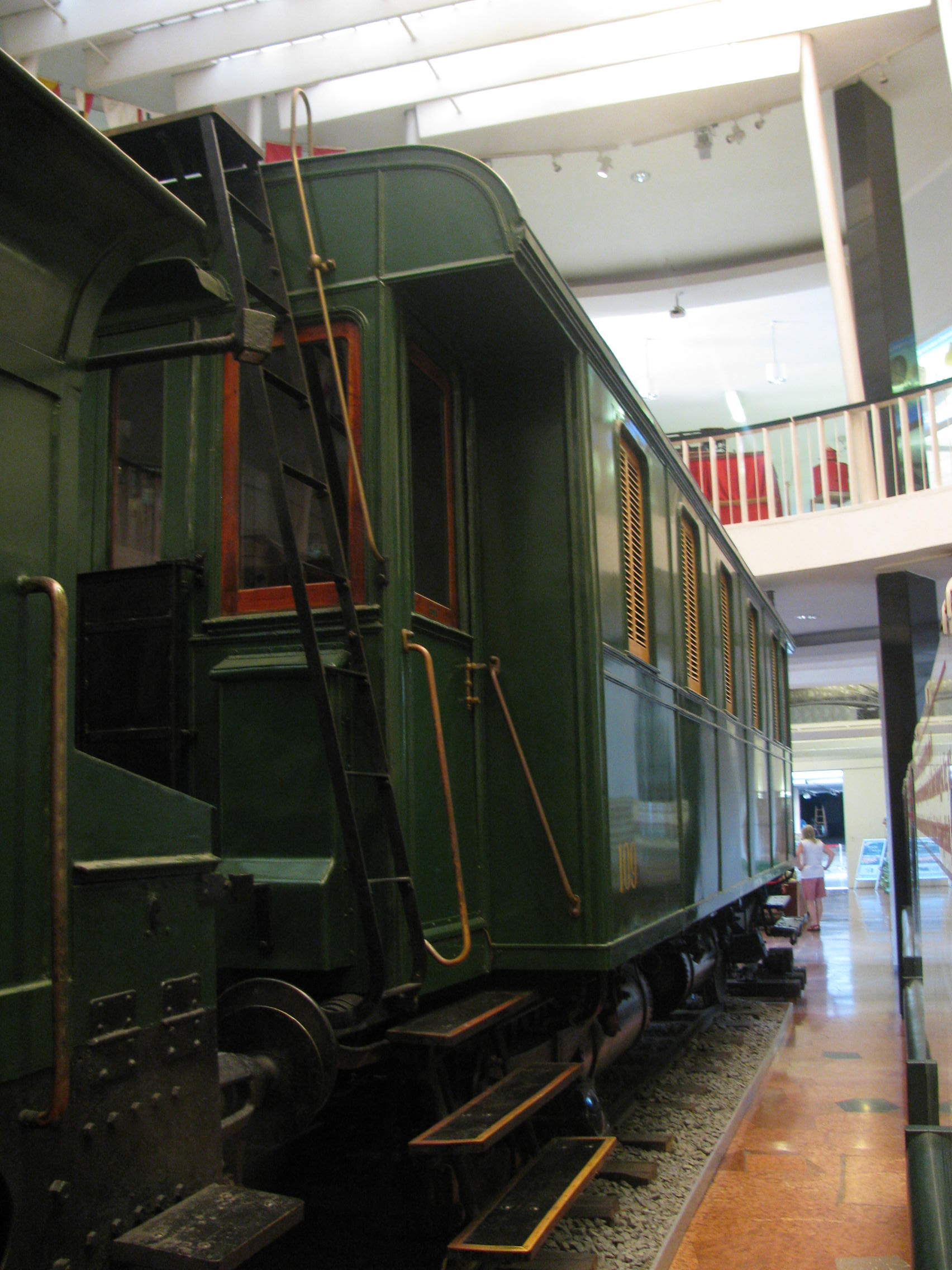
Ehemaliger Salonwagen aus dem ungarischen Hofzug von 1884

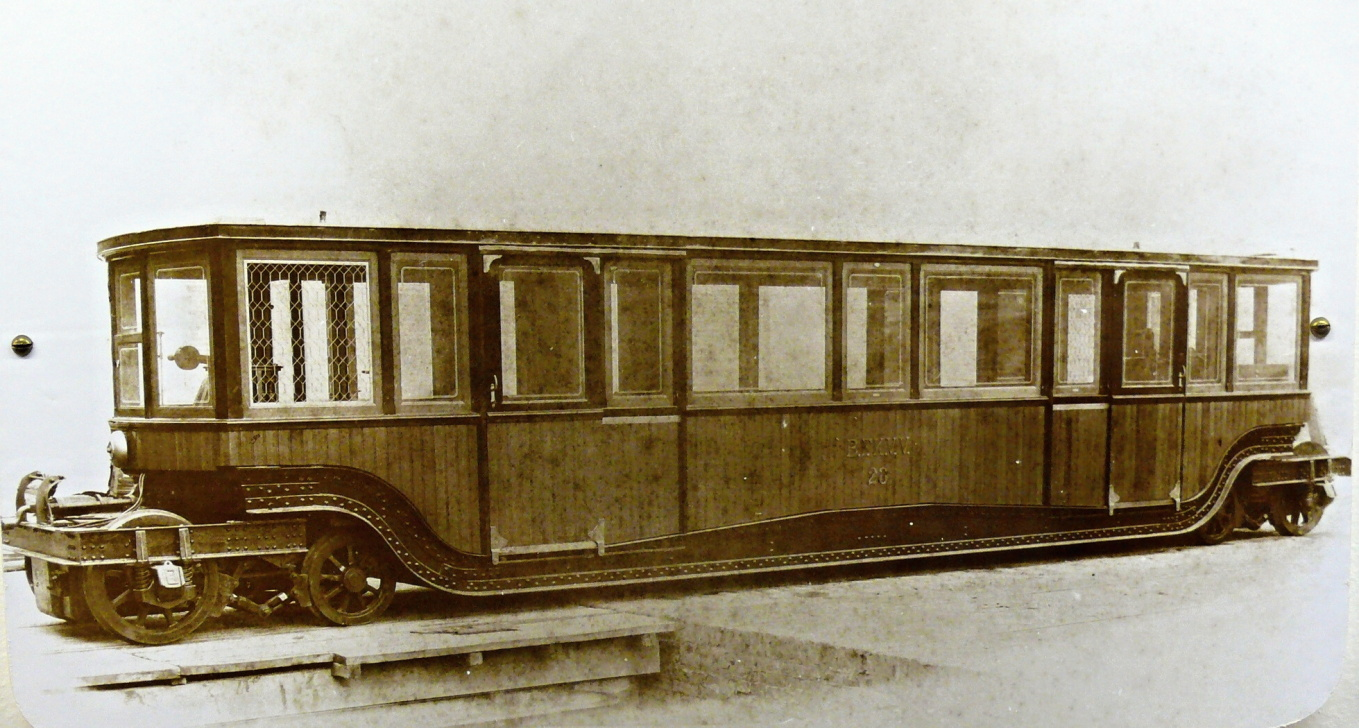
Salonwagen der Budapester U-Bahn

König Franz Josef erhielt zur ungarischen Millenniumsfeier 1896 einen neuen ungarischen Hofzug geschenkt, der aus je einem sechsachsigen Wagen für den König und die Königin und weiteren vier vierachsigen Wagen bestand. Gebaut wurde er bei Ganz & Co in Budapest. Die Inneneinrichtung der Wagen entwarf Jiří Stibral, der für den Wagen des Königs den Stil der italienischen Renaissance, für den Wagen der Königin Louis-seize-Stil wählte. Der Zug wurde allerdings eher selten genutzt, da Franz Joseph auch bei Reisen in Ungarn meist den k.u.k Hofsalonzug nutzte. Später lief der Salonwagen des Königs im Hofzug König Karls IV. gemeinsam mit Wagen des österreichischen Hofzuges.
Darüber hinaus gab es weitere Salonwagen sowohl für das Königshaus als auch für Minister. Auch die 1896 eröffnete Budapester U-Bahn hielt für den Monarchen einen eigenen Salon-Triebwagen vor.
Miklós Horthy, ungarischer Reichsverweser von 1920–1944, nutzte einen vierachsigen Salonwagen, der unter der Nummer Aa 1-6 eingestellt war. In der Zeit des national-konservativen Horthy-Regimes wurde aus Anlass des 900. Todestages des Heiligen Königs Stephan I. auch ein eigener, äußerst prunkvoll verzierter "Goldener Zug" (ungarisch Aranyvonat) für den Transport der Reliquie und der Stephanskrone beschafft, der im Zweiten Weltkrieg zerstört wurde. Eine 2020 erstellte Replik ist im Eisenbahnmuseum Budapest zu sehen.
Die kommunistische ungarische Kadar-Regierung beschaffte 1968 einen fünfachsigen Salon-Triebwagen. Er wurde von Rába in Győr geliefert und basierte auf der Triebwagen-Baureihe Hargita.

#### Ukraine
Auch die Ukrainische Eisenbahn hält Salonwagen vor. Solche Salonwagen wurden in den Sonderzügen eingesetzt, mit denen eine Reihe westeuropäischer Spitzenpolitiker wegen der russischen Luftüberlegenheit nach dem Überfall Russlands auf die Ukraine zu Solidaritätsbesuchen nach Kiew reisten. Dabei wurden auch Innenaufnahmen des ukrainischen Salonwagens 032-70311 veröffentlicht. Die erste Fahrt fand am 15. März 2022 für die Ministerpräsidenten von Polen, Slowenien und Tschechien statt. Ausgangspunkt war Przemyśl in Polen, dessen Bahnhof an das ukrainische Breitspurnetz angebunden ist. Es folgten am 7. April 2022 die EU-Kommissionspräsidentin Ursula von der Leyen zusammen mit dem Ministerpräsidenten von Slowenien und am 9. April 2022 der britische Premierminister. Zahlreiche weitere westliche Politiker reisten auf diesem Weg in die Ukraine ein, am 19. Februar 2023 auch US-Präsident Joe Biden.

#### Vatikan
- Papst Pius IX. besaß als Staatsoberhaupt des Kirchenstaates einen Hofzug. Dieser wird seit dem 3. November 2016 im Museo Centrale Montemartini[Anm. 6] ausgestellt.[179]
- Um 1930 gab es Überlegungen im Zusammenhang mit den Lateranverträgen und dem damit verbundenen Gleisanschluss für den Vatikan einen Sonderzug für Papst Pius XI. zu beschaffen.[180] Es kam aber nie dazu.

### Afrika

#### Ägypten

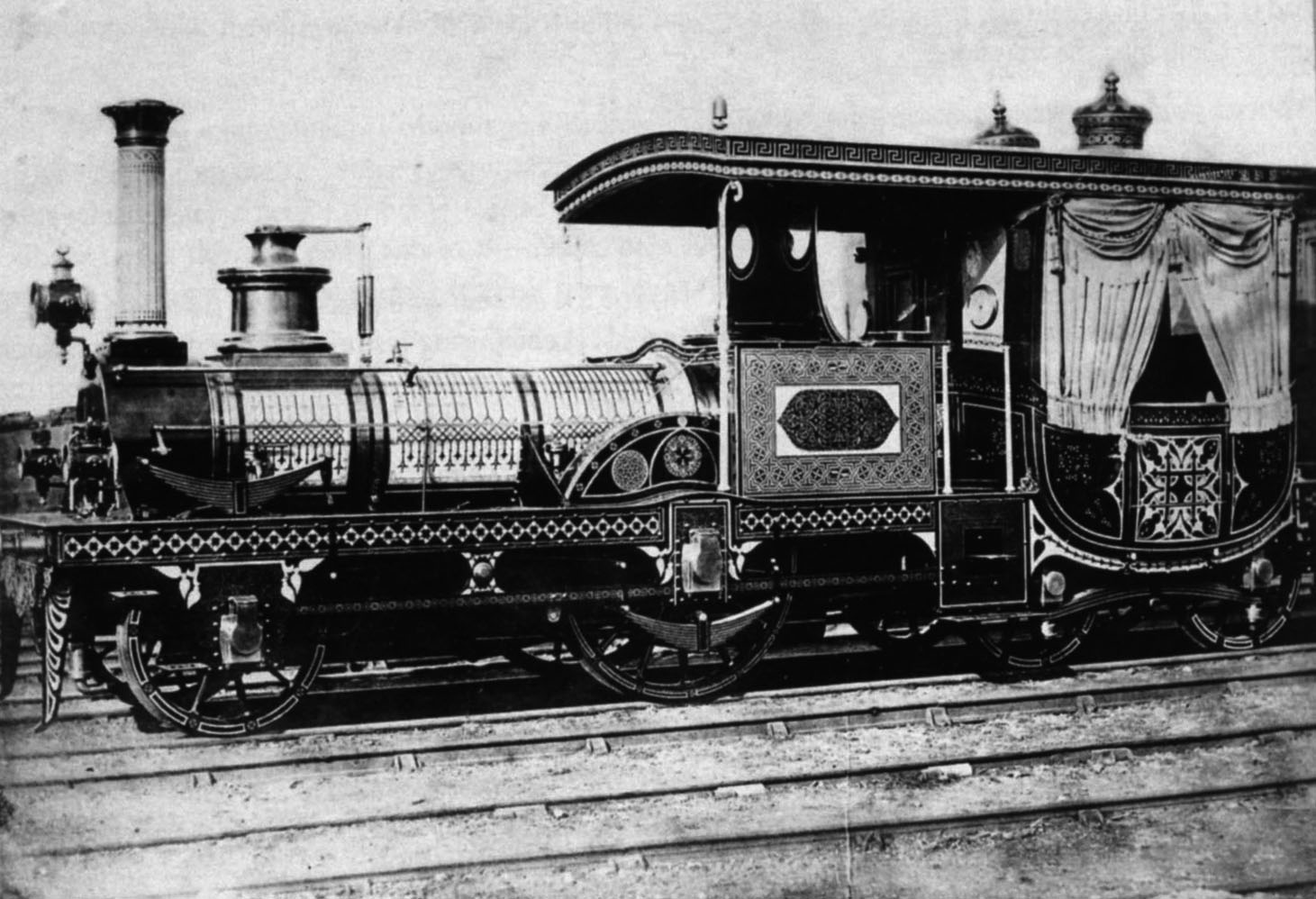
Dampftriebwagen des Vizekönigs von Ägypten

Die Herrscher Ägyptens hatten ab 1856 einen eigenen Hofzug. Eine Besonderheit sind die zahlreichen Triebwagen, die sie bis zum Ende der Monarchie 1953 bauen ließen und nutzten.

#### Äthiopien
Auf der Bahnstrecke Addis Abeba–Dschibuti gab es einen Hofzug für den Negus („Kaiser von Äthiopien“) aus zwei Salonwagen, die in Frankreich gebaut worden waren.

#### Benin
In Benin sind zwei Salonwagen des Meterspurnetzes erhalten, die sich heute beide in Privatbesitz befinden:
- Der Salonwagen des früheren Generaldirektors der Eisenbahn, der heute in einem Touristenzug eingesetzt wird (der fahrplanmäßige Personenverkehr wurde 2005 eingestellt);
- der ehemalige Salonwagen des Staatspräsidenten (Nr. SS5), der in sehr schlechtem Zustand auf seine Generalüberholung wartet.[182]

#### Eritrea
Auf der Bahnstrecke Massaua–Biscia gab es in der italienischen Kolonialzeit von Eritrea einen Salonwagen für den Gouverneur der Kolonie.

#### Kenia
Die Gouverneure von Britisch-Ostafrika konnten einen Salonwagen auf der Uganda-Bahn nutzen. Bei einem Besuch der Kolonie fuhr 1936 der Herzog Henry of Gloucester in einen Hofzug aus sechs Wagen. Der darin mitlaufende Salonwagen war vermutlich der des Gouverneurs.

#### Libyen
Der italienische Premierminister Silvio Berlusconi hat dem libyschen Revolutionsführer Muammar al-Gaddafi zum 40. Jahrestag seiner Revolution 2010 als Staatsgeschenk einen zum Salon-Triebwagen umgebauten DSB MG aus der laufenden Produktion dieser Züge für die Dänischen Staatsbahnen übereignet. Es handelte sich um eine vierteilige Einheit mit zwei Salon- und einem Konferenzwagen. Zur Ausstattung gehörten eine italienische Espressomaschine und ein Jogging-Laufband. Der Dieseltriebwagen ist für Geschwindigkeiten bis zu 200 km/h ausgelegt. Da als einzige befahrbare Strecke in Libyen zurzeit – als Teststrecke bei Tripolis – lediglich ein 5 km langer Abschnitt der Bahnstrecke Ras Ejder–Sirt existiert, kam er nie zum Einsatz. Er hat den Bürgerkrieg aber wohl unbeschadet überstanden.

#### Malawi
Malawi Railways besaß einen Salonwagen für den Generaldirektor der Bahn.

#### Marokko
Um 1930 nutzte der König von Marokko einen etwa fünf vierachsige Plattformwagen umfassenden Hofzug.
Für den Gebrauch des Königs von Marokko steht ein zweigliedriger Triebwagen bereit, der von Budd, USA, hergestellt und von König Hassan II. benutzt wurde. Sein Nachfolger, König Mohammed VI., hat ihn nicht mehr genutzt.

#### Nigeria
Die britische Kolonialverwaltung beschaffte für den Gouverneur von Nigeria 1957 einen Dreiwagenzug, der auf Kapspur eingesetzt wurde: Einen Salonwagen als Neubau und einen Speise- und einen Schlafwagen durch den Umbau anderer Fahrzeuge. Der Zug wurde in einer Waggonfabrik in Birmingham hergestellt.

#### Sierra Leone
Im Nationalen Eisenbahnmuseum von Sierra Leone befindet sich ein Salonwagen aus dem Jahr 1961, den Königin Elisabeth II. von England genutzt hat.

#### Simbabwe
Im Eisenbahnmuseum Bulawayo, Simbabwe, ist der Salonwagen von Cecil Rhodes erhalten.
Beim Besuch von Königin Elisabeth II. 1953 im damaligen Südrhodesien wurde ein Hofzug aus 14 Wagen zusammengestellt, der aus Fahrzeugen des öffentlichen Verkehrs und geliehenen Salonwagen aus Südafrika gebildet wurde. Die Wagen aus Südafrika stammten aus dem „Weißen Zug“, der für die Rundreise der britischen Königsfamilie 1947 durch Südafrika (und Südrhodesien) gebaut worden war (siehe Abschnitt „Südafrika“).

#### Somalia
Auf der Bahnstrecke Mogadischu–Villaggio Duca degli Abruzzi (950 mm Spurweite) stand dem Gouverneur der Kolonie Italienisch-Somaliland ein zweiachsiger Salontriebwagen zur Verfügung. Darüber hinaus gab es auch einen Salonwagen.

#### Südafrika

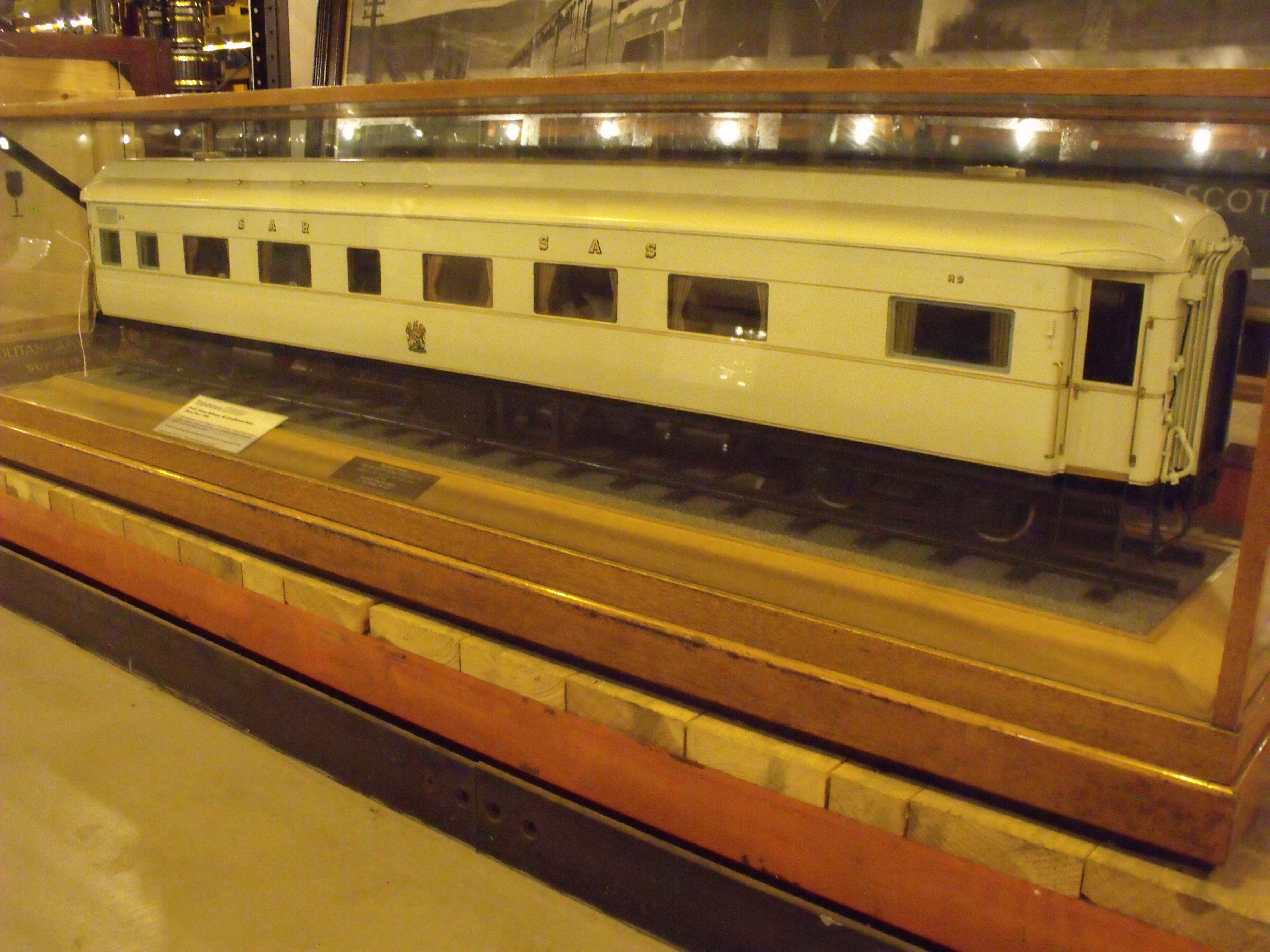
Modell eines Salonwagens aus dem Weißen Zug

Bereits Paul Kruger (1825–1904), Präsident der Südafrikanischen Republik, verfügte über Salonwagen, mit denen er das sich entwickelnde Netz der Eisenbahnen in Südafrika bereiste. Einer ist im Hinterhof des Krugerhauses in Pretoria, ein zweiter im Outeniqua Transport Museum in George erhalten.
Für einen Staatsbesuch des britischen Thronfolgers, 1925, Eduard (VIII.), Prince of Wales, wurde eine Salon-Garnitur gebaut, die aus zwei kurzgekuppelten Drehgestellwagen bestand, die fest miteinander verbunden waren und dafür auch ein gemeinsames, mittleres Drehgestell nutzten.
1947 besuchten König Georg VI. und seine Familie die Südafrikanische Union. Für die Rundreise wurde als Hofzug der „Weiße Zug“ aufs Gleis gesetzt. Dessen Salonwagen Nr. 51 ist ebenfalls im Outeniqua Transport Museum in George ausgestellt.
Auch der Generalgouverneur der Südafrikanischen Union und in seiner Nachfolge der Staatspräsident von Südafrika verfügten über Salonwagen. Deren Salonwagen Nr. 49 ist ebenfalls im Outeniqua Transport Museum zu sehen.

#### Tansania
Sowohl die Gouverneure von Deutsch-Ostafrika als auch in deren Nachfolge die Gouverneure von Tanganjika hatten einen Salonwagen für die Tanganjikabahn. Darüber hinaus gab es zwei „Revisionswagen“, die auch als Salonwagen genutzt werden konnten.

#### Tunesien
Der Bey von Tunis besaß bereits 1882 einen Hofzug.
1960 baute MAN für den tunesischen Staatspräsidenten Habib Bourguiba zwei Salonwagen. Sie waren Teil einer umfassenderen Lieferung von Eisenbahnfahrzeugen an Tunesien.
Die Tunesische Eisenbahn, die Société Nationale des Chemins des fer Tunisiens, bietet einen „Voiture VIP“ an, einen Salonwagen, der gemietet werden kann.

### Amerika

#### Argentinien
1908 gab es auf der argentinischen Staatsbahn 18 und auf den Privatbahnen im Land 181 Salonwagen.
Argentinien erhielt 1910 ein Wagen für den Staatspräsidenten. Der Wagen war an beiden Enden abgerundet.
Beim Staatsbesuch des britischen Thronfolgers 1922, Eduard (VIII.), Prince of Wales, wurde für ihn ein Hofzug aus Wagen des öffentlichen Verkehrs zusammengestellt. Bei einem Staatsbesuch des argentinischen Präsidenten in Chile im März 1953, den der per Zug unternahm, wurde ebenso verfahren.
Die Ferrocarril Austral Fueguino, ein touristisches Angebot, hat einen „Präsidentenwagen“, der auch privat gebucht werden kann.

#### Bolivien
Der Präsident von Bolivien besaß einen Salonwagen. Allerdings wurde der bereits 1977 nur noch als Bahndienstwagen eingesetzt.

#### Brasilien
1876 wurde bei Jackson and Sharp, USA, ein Salonwagen für Kaiser Peter II. von Brasilien gebaut, der für Reisen auf der damals meterspurigen Estrada de Ferro São Paulo e Rio de Janeiro (Estrada de Ferro do Norte) vorgesehen war. Der Wagen wurde auf der Centennial International Exhibition, der Weltausstellung in Philadelphia im gleichen Jahr, gezeigt.
Um 1925 baute die Schweizerische Industriegesellschaft (SIG) für einen reichen Brasilianer einen Benzol-Zahnradtriebwagen, der für eine Steigung von 1:6,7 ausgelegt war.

#### Chile

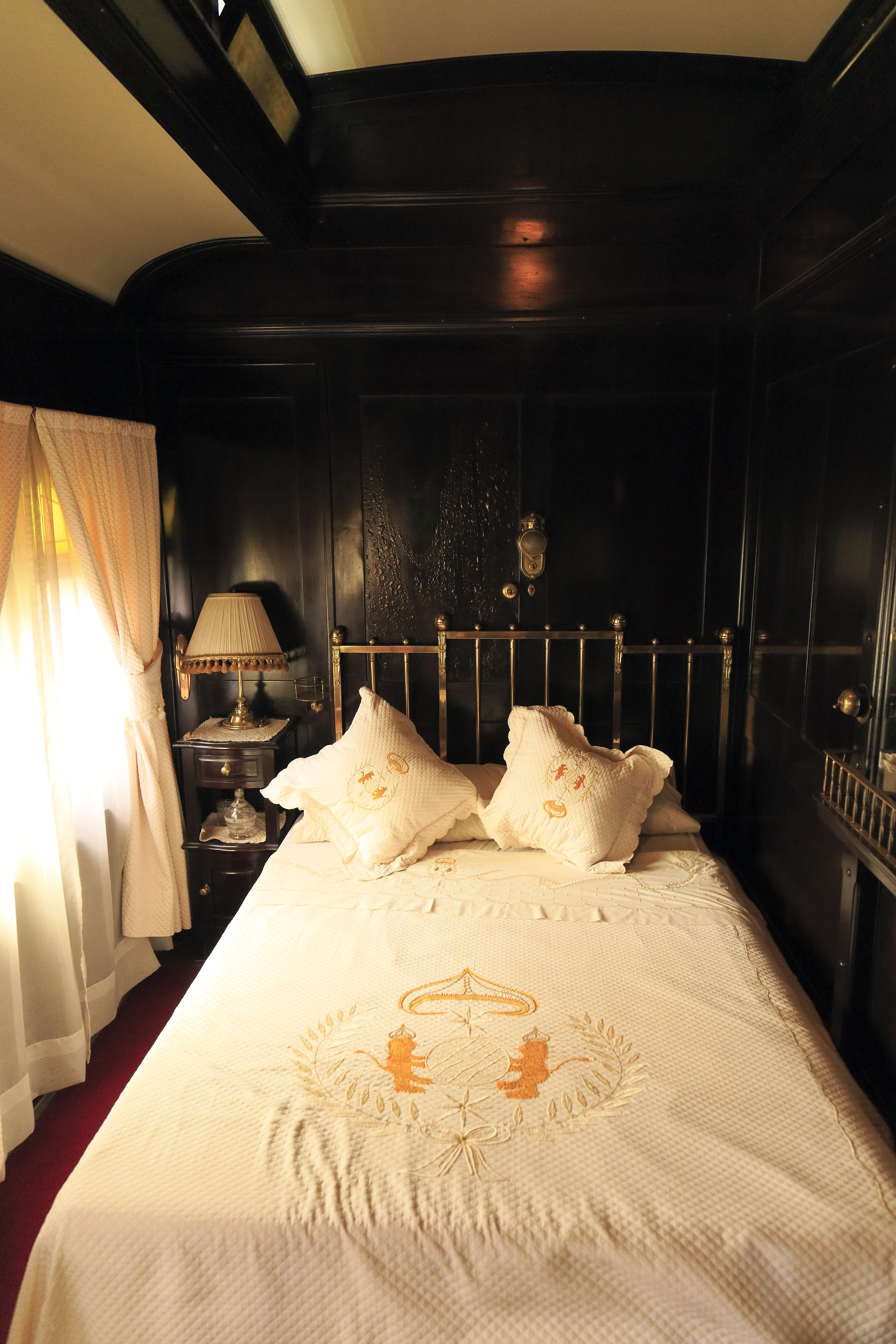
Salonwagen ES 1, Präsidentenschlafraum

1911 baute die Pullman Palace Car Company einen Salonwagen für den Staatspräsidenten. Nach Indienststellung des Nachfolgemodells ES 1 wurde der Wagen von 1911 vom Generaldirektor der Staatsbahn benutzt. Ausgemustert 1938, befindet er sich unter einem Schutzdach im Eisenbahnmuseum Santiago im Park Quinta normal.
1925 wurde für den Präsidenten von Chile ein Salonwagen beschafft. Es handelte sich um den Umbau eines Fahrzeugs aus einer 1923 durch Linke-Hoffmann-Busch gelieferten Serie von vierachsigen Großraumwagen in genieteter Ganzstahlbauart von 22,56 m Länge. Neben einem Kessel- und Wärterraum wurden ein Bad, zwei Schlafräume und ein Salon eingebaut. Als Präsidentenwagen erhielt er die Nr. ES 1. Der Wagen wurde mehrmals modernisiert, erhielt dabei unter anderem schraubengefederte Drehgestelle und steht seit 2004 im nationalen Eisenbahnmuseum in Temuco.

#### Kanada

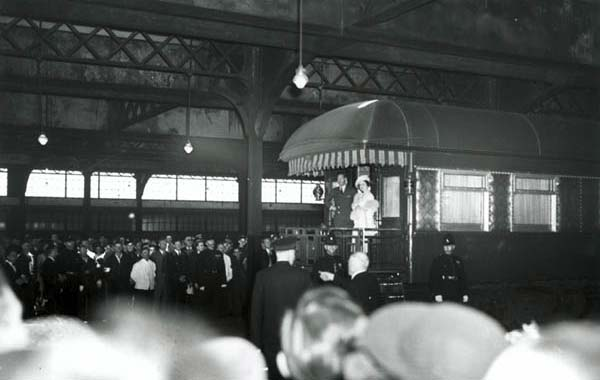
König Georg VI. und Königin Elizabeth auf der rückwärtigen Plattform ihres Zuges im Hauptbahnhof von Toronto

Der Bedarf an Salonwagen in Kanada scheint gering gewesen zu sein. Das Land gehörte zu den Hochzeiten der Eisenbahn zum britischen Kolonialreich. Entsprechende Fahrzeuge wurden überwiegend bei Besuchen von Mitgliedern der Königsfamilie für deren Rundreisen durch das Land aufs Gleis gestellt:
- Ein erster Salonwagen diente Eduard (VII.), damals Prince of Wales, 1860 für Reisen im östlichen Kanada.
- Für den Besuch des nächsten Thronfolgers, Georg (V.), damals Herzog von York, und seiner Frau Maria wurde 1901 von der Canadian Pacific Railway ein Hofzug mit neun Wagen in Betrieb genommen. Davon waren zwei Neubauten, die anderen Umbauten.
- 1927 entstand ein weiterer 12-Wagen-Zug bei der Canadian National Railway, mit dem der nächste Thronfolger, Eduard VIII., seine Rundreise absolvierte.
- 1927 erhielt auch der Generalgouverneur von Kanada ein Salonwagen-Paar, einen Tages- und einen Nachtwagen.

#### Kuba

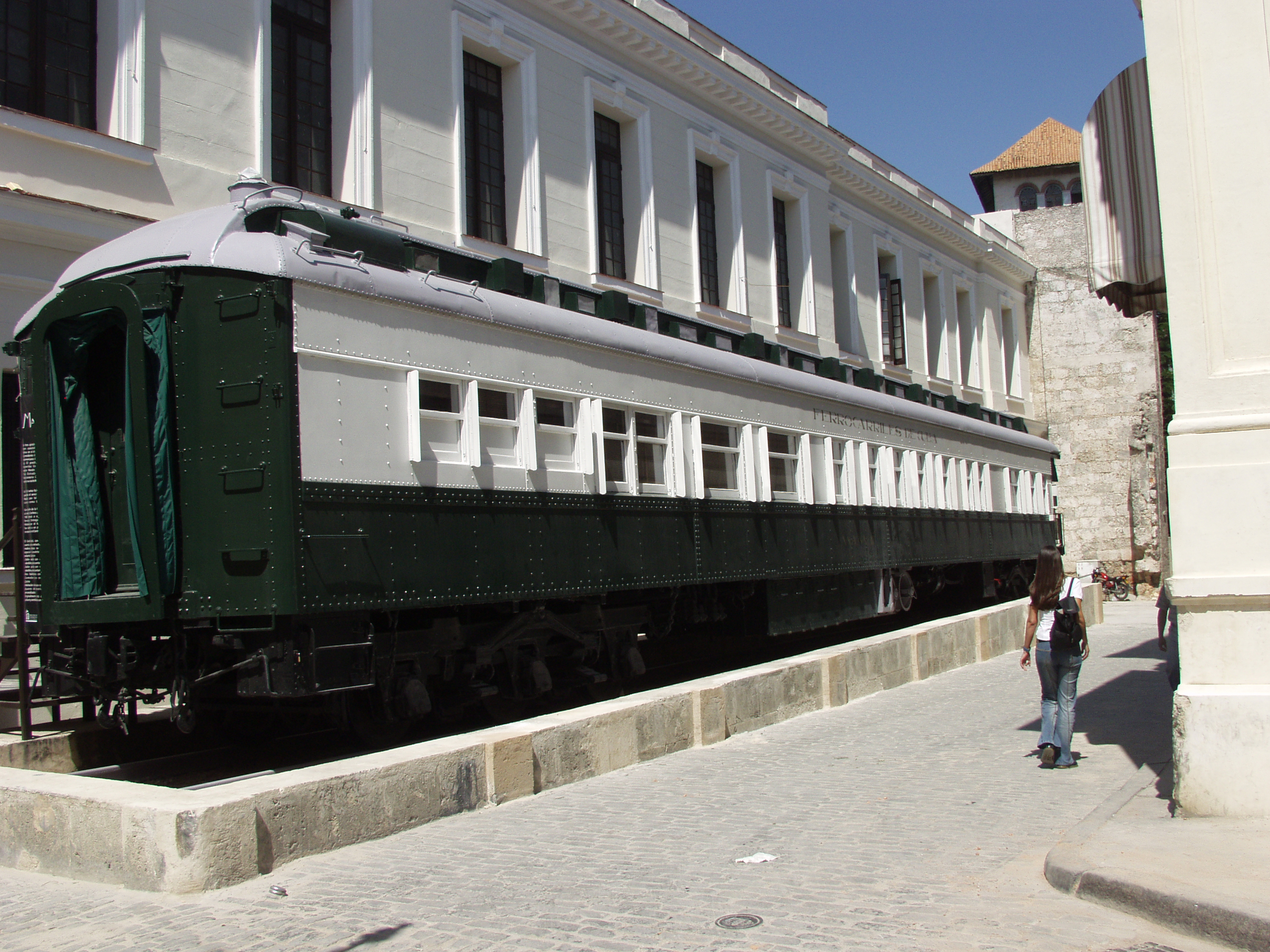
Salonwagen des kubanischen Präsidenten

Der ehemalige Salonwagen des kubanischen Präsidenten wird in Havanna aufbewahrt.

#### Mexiko

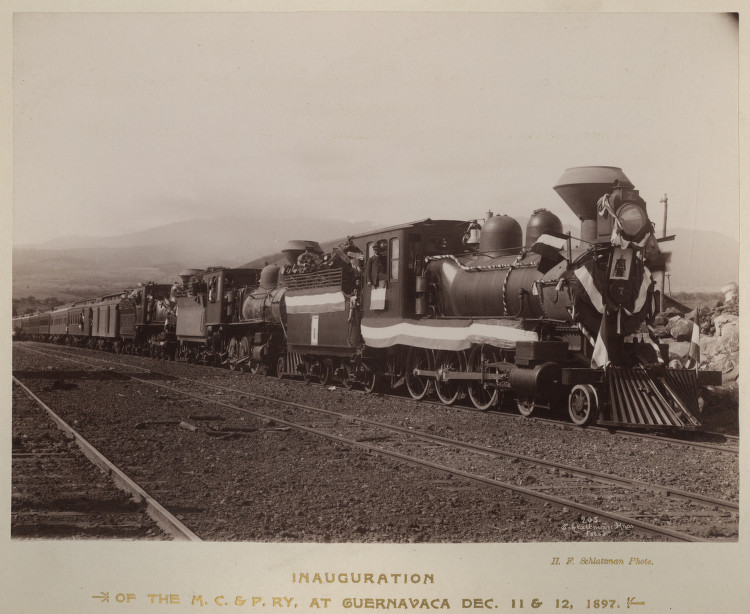
Zug des mexikanischen Präsidenten, 1897

In Mexiko gab es nacheinander zwei Staatszüge für den Präsidenten. Den ersten orderte Porfirio Díaz 1897 bei der Pullman Palace Car Company in den USA. Der Zug bestand wohl aus sechs Wagen, deren erster ein Pack- und Schutzwagen war. Dieser erste Zug wurde 1927 unter Präsident Plutarco Elías Calles durch einen neuen ersetzt, den ebenfalls wieder Pullman baute. Der Zug bestand aus fünf sechsachsigen Wagen:
- Salonwagen des Präsidenten
- Speisewagen mit zwei Tischen für insgesamt 14 Personen
- Gefolgewagen
- Wagen für die Leibwache
- Wagen für den Transport von vier Kraftfahrzeugen

#### Peru

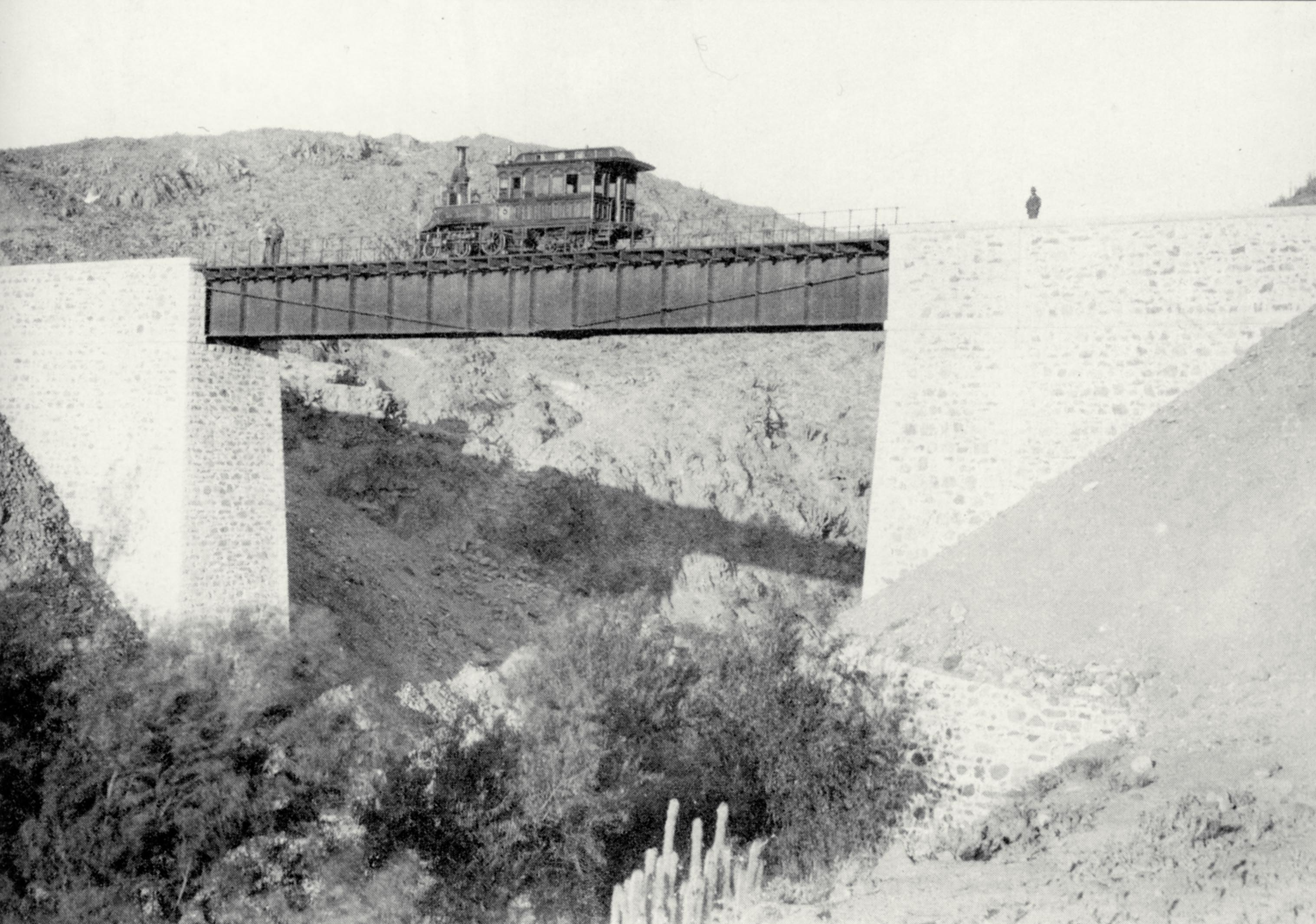
Explorador auf der Bahnstrecke Mollendo–Juliaca, ca. 1875

Der Generalunternehmer der Bahnstrecke Lima–La Oroya, Henry Meiggs, ließ sich einen Salon-Dampftriebwagen bauen, der den Namen Favorita trug, zunächst als No. 5, später als No. 24 in den Fahrzeugbestand eingereiht war, und nach seinem Tod 1877 auch als Salon-Fahrzeug vermietet wurde. Ein weiteres derartiges Fahrzeug befuhr die Strecken der Südbahn. Es trug zunächst den Namen Explorador, nach einem Umbau erhielt es den Namen Arequipeña.

#### USA

##### Staatszüge und -wagen

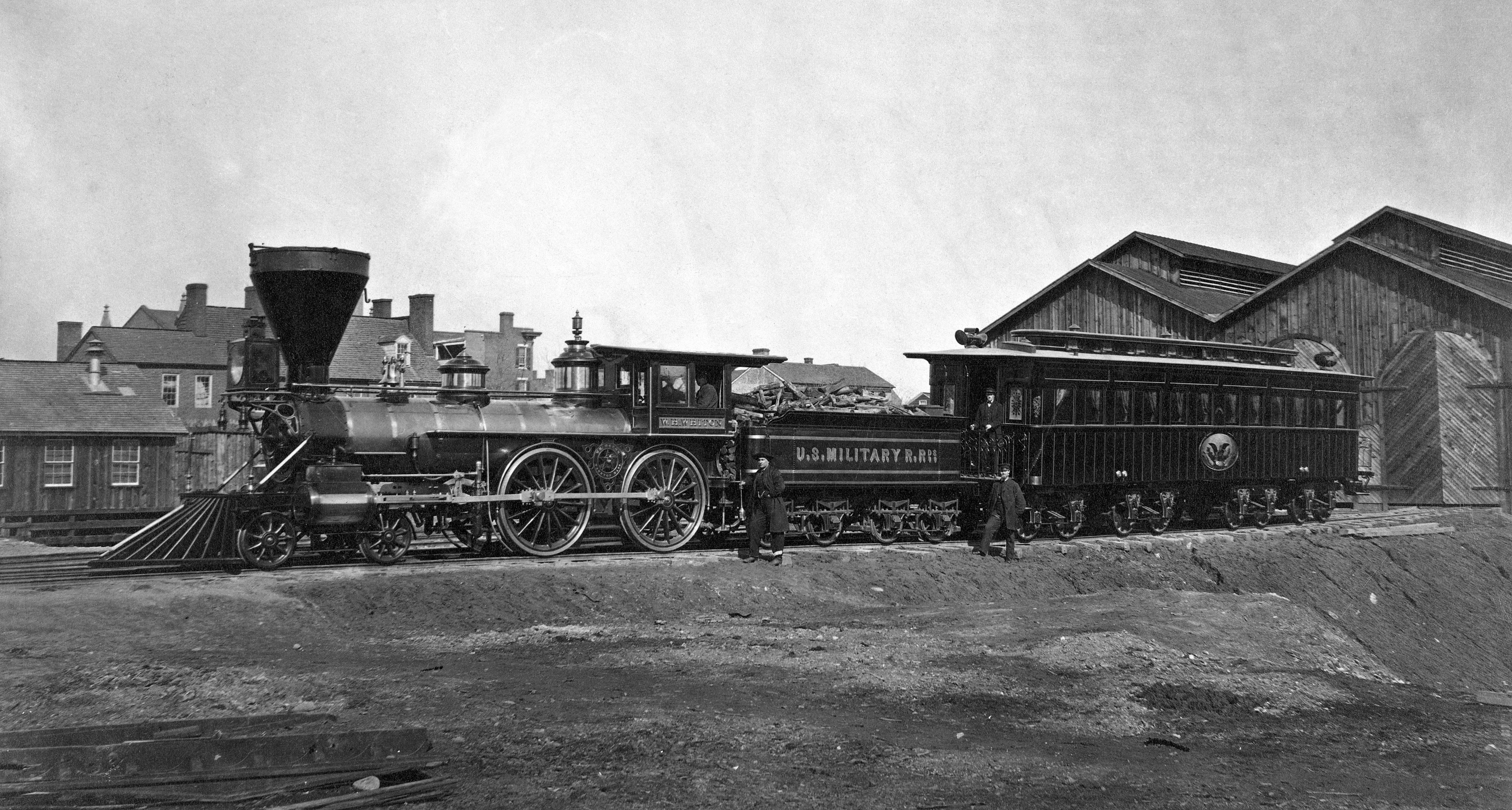
U.S. Militär-Lokomotive W.H. Whiton mit dem Salonwagen von Präsident Abraham Lincoln

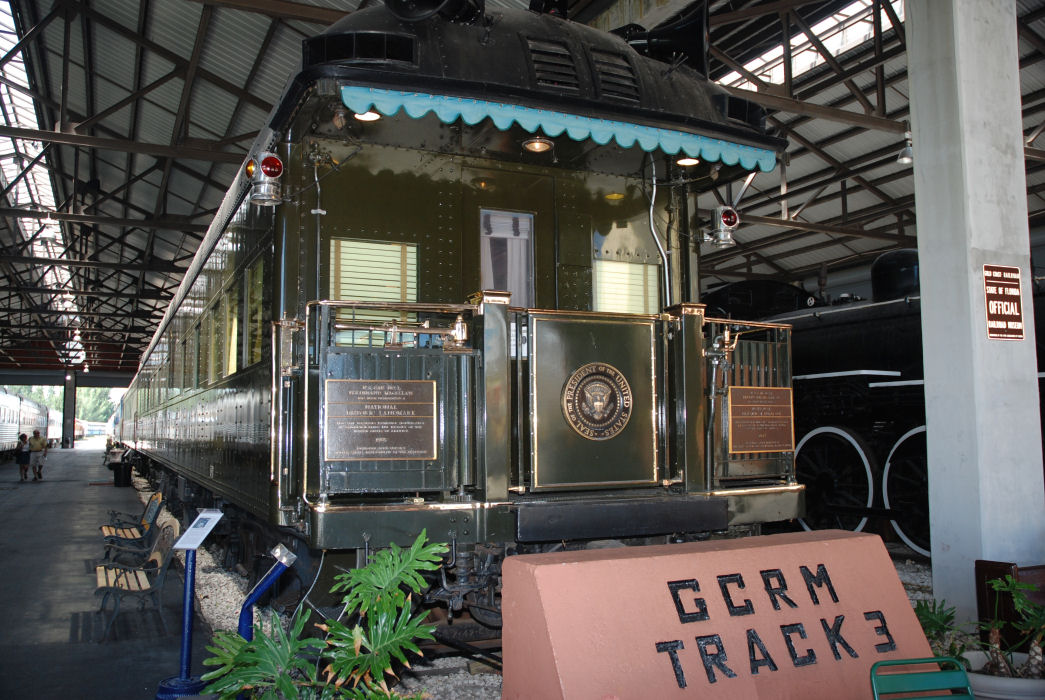
Salonwagen Magellan des US-Präsidenten im Gold Coast Railroad Museum, Miami

Als erster beauftragte Abraham Lincoln einen eigenen Salonwagen für einen US-Präsidenten.
Die auf Lincoln folgenden US-Präsidenten griffen im Bedarfsfall auf private Salonwagen oder solche zurück, die die Bahngesellschaften für dienstliche Zwecke oder zum Vermieten vorhielten. Die Pullman Palace Car Company hatte dafür 1890 in einem Pool 23 Salonwagen vorrätig, aus dem bei Bedarf auch der US-Präsident Fahrzeuge bestellen lassen konnte, die Wagner Palace Car Company hatte sogar einen Zug aus sieben Wagen im Angebot.
Ein Salonwagen, den US-Präsidenten häufiger nutzten, war der sechsachsige Dienstsalonwagen 120 der Pennsylvania Railroad, der 1872 für deren Direktor gebaut wurde. Es war der erste weltweit, der mit einer Badewanne ausgestattet war. Neben den US-Präsidenten Ulysses S. Grant, Rutherford B. Hayes und James A. Garfield nutzten ihn Edward, Prince of Wales, und Großfürst Alexander (III.) von Russland.
Beliebt war bei den US-Präsidenten auch ein 23 m langer Salonwagen, den George Mortimer Pullman 1877 zunächst für sich selbst hatte bauen lassen, dann aber auch einer Reihe von Prominenten überließ. Das Fahrzeug war mit Badewanne und Harmonium ausgestattet. Der Wagen wurde 1892 umgebaut, von Pullmans Witwe bis zu ihrem Tod 1921 genutzt und dann verschrottet.
Erst 1942 wurde ein Präsidentenwagen „1“ für Franklin D. Roosevelt in Dienst gestellt. Der Wagen war gepanzert und wog deswegen 143 t. Auch Harry S. Truman nutzte ihn, sein Nachfolger, Dwight D. Eisenhower, aber nur ein Mal. Danach wurde das Fahrzeug „eingemottet“. In den Präsidenten-Zügen lief oft auch der Armee-Funkwagen SC-1. Zu den Zügen unter Franklin Delano Roosevelt gehörte auch ein Autotransportwagen, ebenfalls 1942 gebaut, der 130 t wog. Ergänzt wurden die Züge in der Regel mit weiteren Fahrzeugen aus den Beständen privater Bahngesellschaften.

##### Private Salonwagen

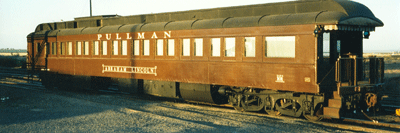
Privater Salonwagen Abraham Lincoln, Umbau von 1929

In der zweiten Hälfte des 19. und den ersten Jahren des 20. Jahrhunderts war es in den USA bei den Spitzen der gesellschaftlichen und industriellen Elite üblich, in privaten, eigenen Salonwagen zu reisen. Diese Salonwagen demonstrierten soziale Exklusivität, gesellschaftliche und finanzielle Bedeutung ihres Besitzers und waren in diesen Kreisen ein absolutes Muss. Das ging so weit, dass die Spitzenhotels in den damals führenden Feriengebieten, etwa Florida, eigene Abstellanlagen für die Salonwagen ihrer Gäste hatten. Allein die Pullman Palace Car Company baute in ihrer Firmengeschichte 350 Salonwagen für private Eigentümer – den letzten 1930 – und Pullmann war nur eine von mehreren Firmen, die solche Wagen bauten. Eine andere war die American Car and Foundry Company. Auch war es möglich, Salonwagen oder ganze Züge zu mieten. Außerdem war es lange Zeit zwischen den Bahngesellschaften üblich, die Salonwagen der Direktoren anderer Gesellschaften umsonst an eigene Züge anzuhängen.
Noch heute gibt es eine Vereinigung der Eigentümer von Salonwagen in den Vereinigten Staaten und Amtrak bietet auf ihrer Homepage privaten Eigentümern von Salonwagen das Anhängen der Fahrzeuge an ihre Regelzüge an.

#### Venezuela
Der Staatspräsident Venezuelas hatte einen um 1880 in Deutschland gebauten Salonwagen in US-amerikanischem Stil, der bereits in den 1960er Jahren privatisiert und auf einem privaten Grundstück aufgestellt war.

### Asien

#### Aserbaidschan
Für Regierungsmitglieder und die Spitzen der Eisenbahnverwaltung hält die Aserbaidschanische Staatsbahn mindestens einen Salonwagen vor, der auch tatsächlich noch eingesetzt wird. Vom Aufbau her und im äußeren Erscheinungsbild entspricht er russischen Schlafwagen. Innen ist er üppig mit orientalisierendem Dekor ausgestattet.
2021 wurde von Stadler Rail aus seinem Werk in Fanipal (Belarus) ein kompletter Hofzug für den aserbaidschanischen Staatspräsidenten İlham Əliyev ausgeliefert.

#### Bangladesch
In der Kolonialzeit beschaffte die Eastern Bengal Railway 1926 einen Salon- und einen Begleitwagen, je 22 m lang und durch einen Übergang miteinander verbunden. Die Fahrzeuge dienten dem britischen Gouverneur der Provinz Bengalen des Kaiserreichs Indien, zu dem das heutige Bangladesch damals gehörte.

#### China

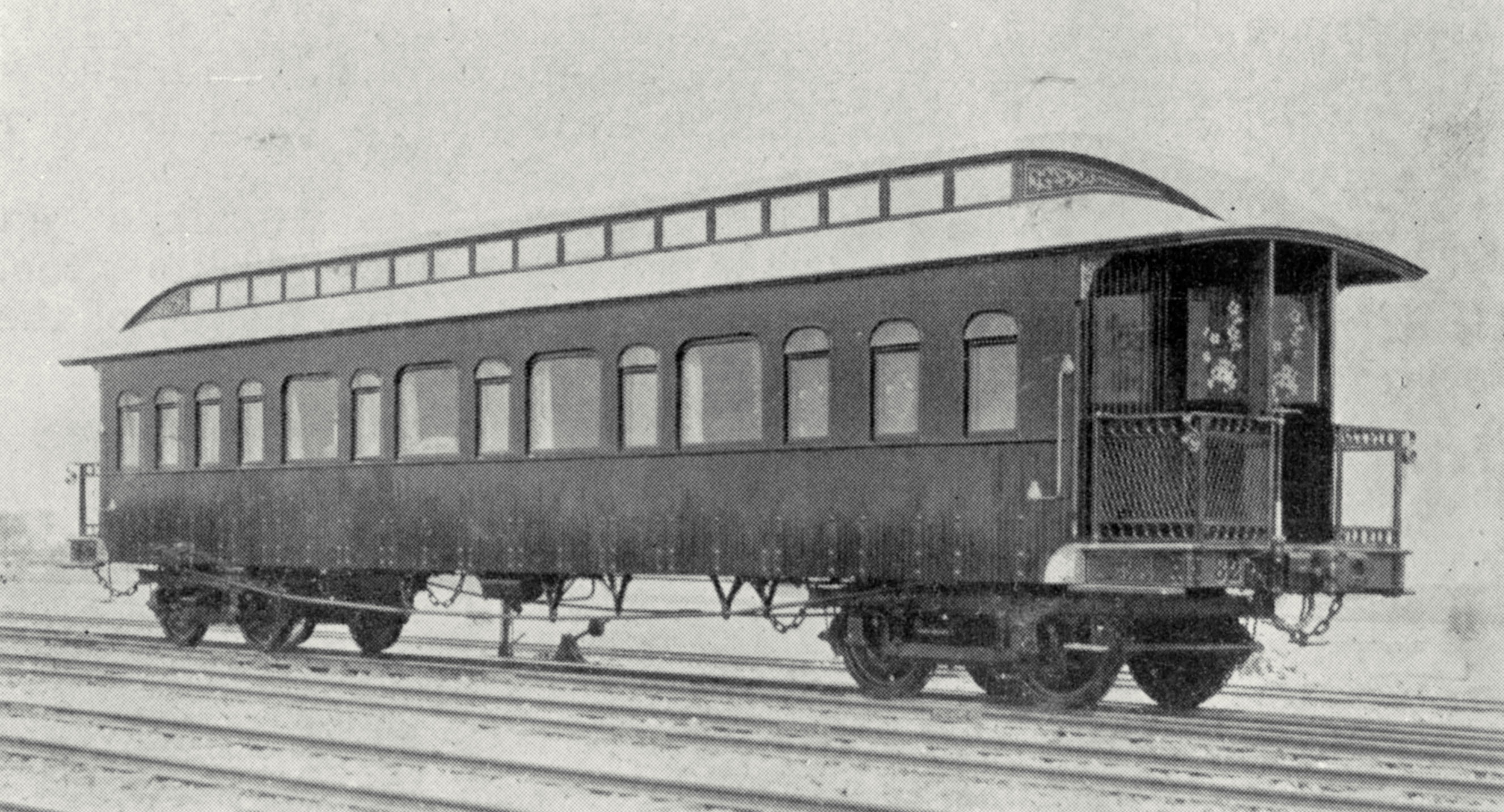
Salonwagen der Kaiserinwitwe Cixi, 1905

Um 1896 wurde für die Regentin und Kaiserinwitwe Cixi (1835–1908) ein Hofzug aus drei vierachsigen Wagen gebaut. Im chinesischen Eisenbahnmuseum in Peking gibt es einen Nachbau der Inneneinrichtung eines der Wagen. Dieser Hofzug wurde von Generalfeldmarschall Alfred von Waldersee, genutzt, der um 1900 Oberbefehlshaber eines multinationalen Truppenkontingents war, das von den europäischen Kolonialmächten nach China entsandt wurde, um den Boxeraufstand niederzuschlagen.
Die Imperial Chinese Railways unterhielten einen Salonwagen für die Kaiserinwitwe Cixi, der 1903 in Tongshan gebaut wurde und in einem Hofzug lief. Von seinem äußeren Erscheinungsbild war er an die US-amerikanische Wagenform mit offenen Einstiegsplattformen an den Wagenenden und einem Laternendach angelehnt.
1900 wurde von der MAN ein Salonwagen für Li Hongzhang, Vizekönig von Zhili, gebaut.
Die Die Schanghai–Nanjing-Eisenbahn beschaffte 1908 einen Salon- und einen Begleitwagen.
Das Chinesische Eisenbahnmuseum in Peking bewahrt auch zwei Dienst-Salonwagen der chinesischen Eisenbahnminister auf.

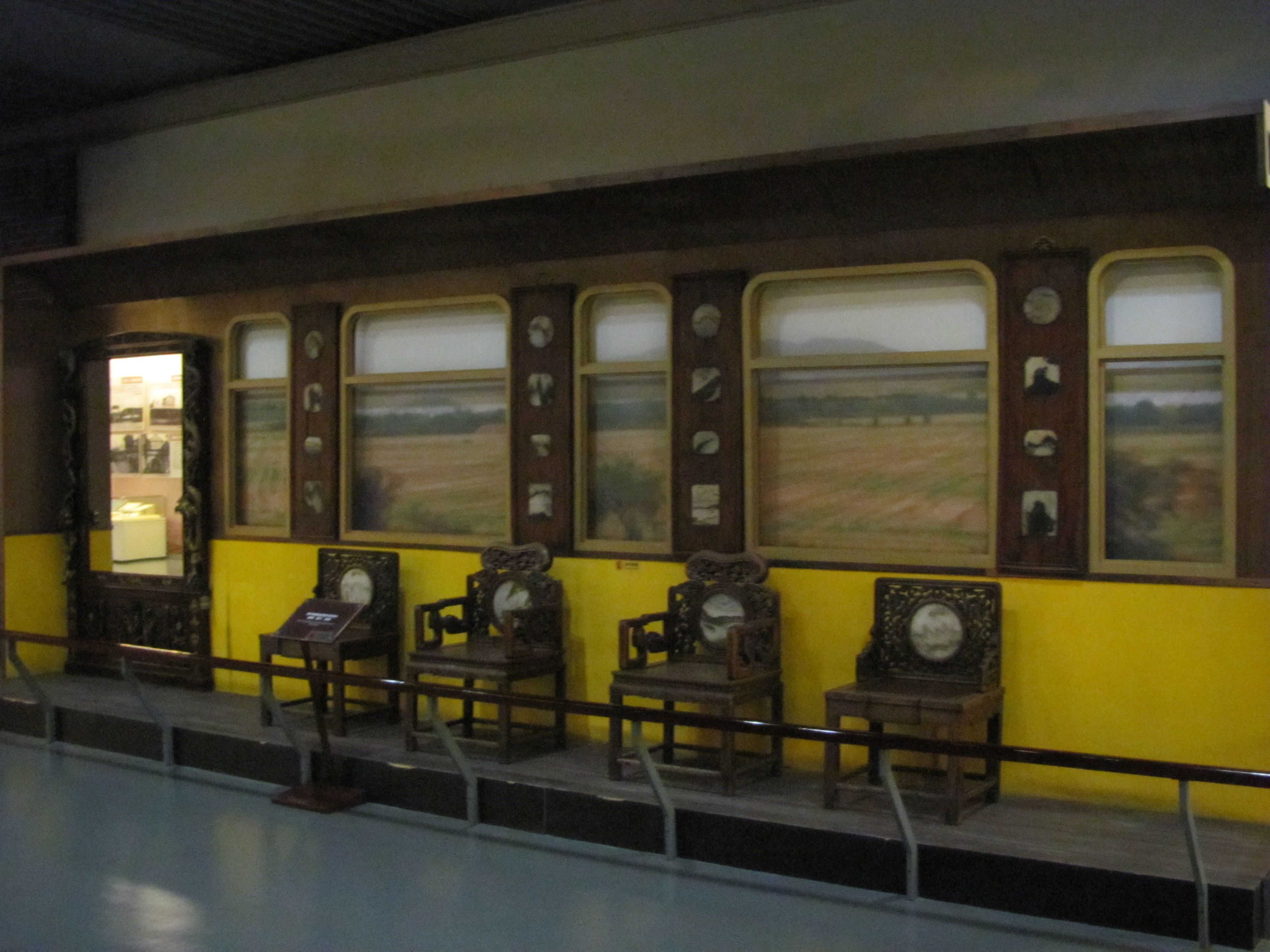
Nachbau der Inneneinrichtung eines der Wagen aus dem Hofzug der Kaiserinwitwe Cixi
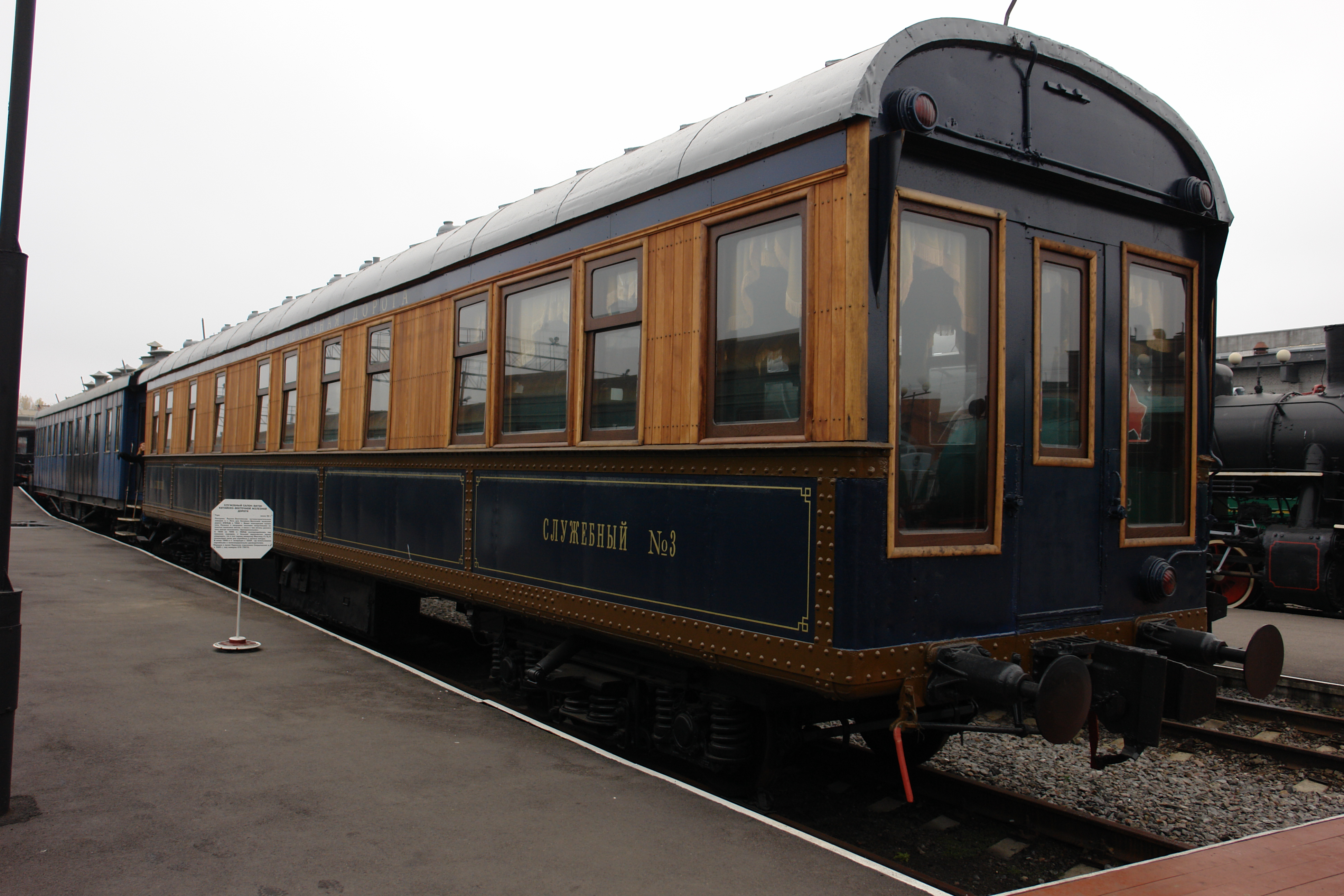
Salonwagen der Chinesischen Ostbahn, Russisches Eisenbahnmuseum in Sankt Petersburg, Russland
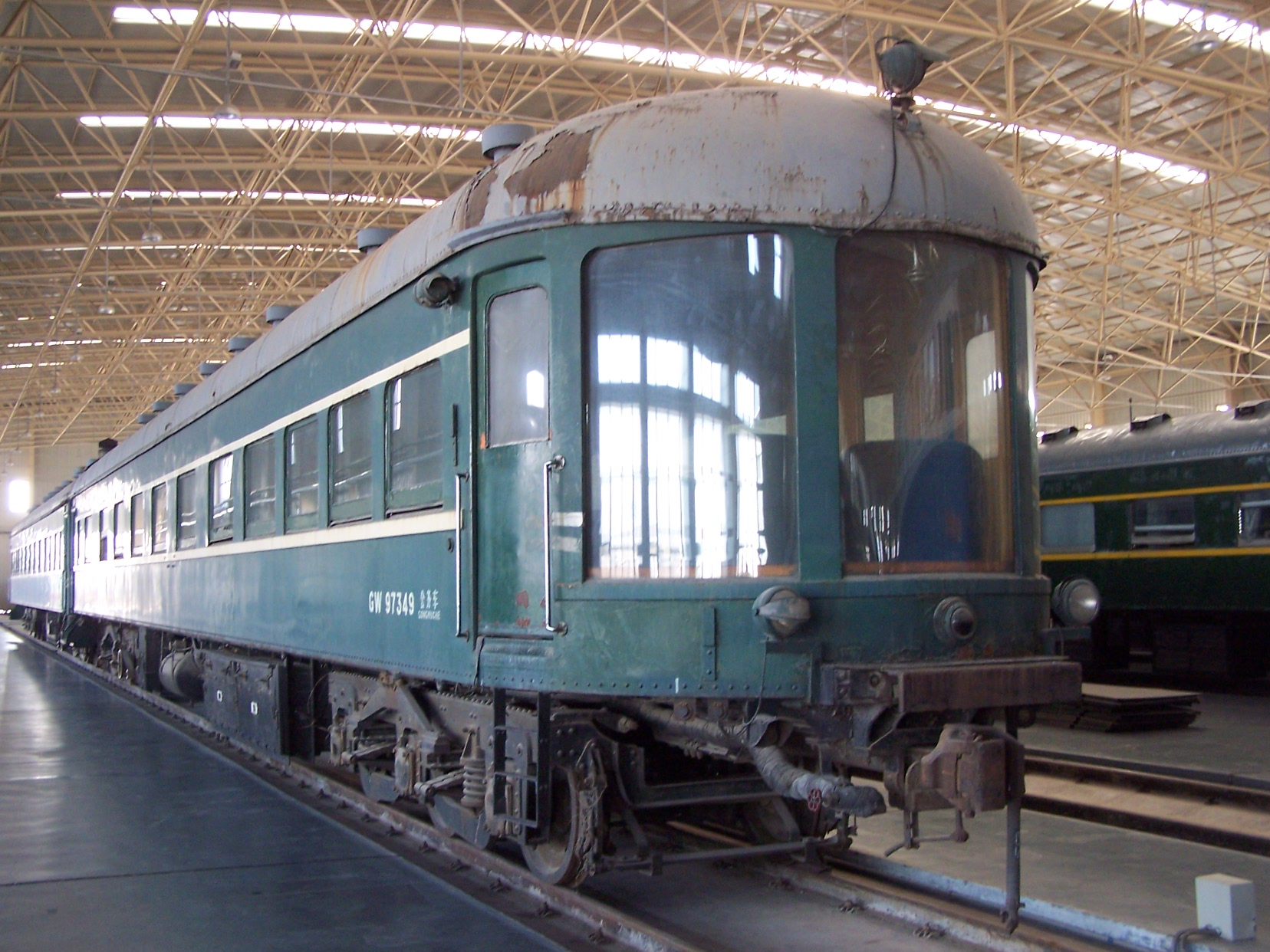
Dienst-Salonwagen für den chinesischen Eisenbahnminister
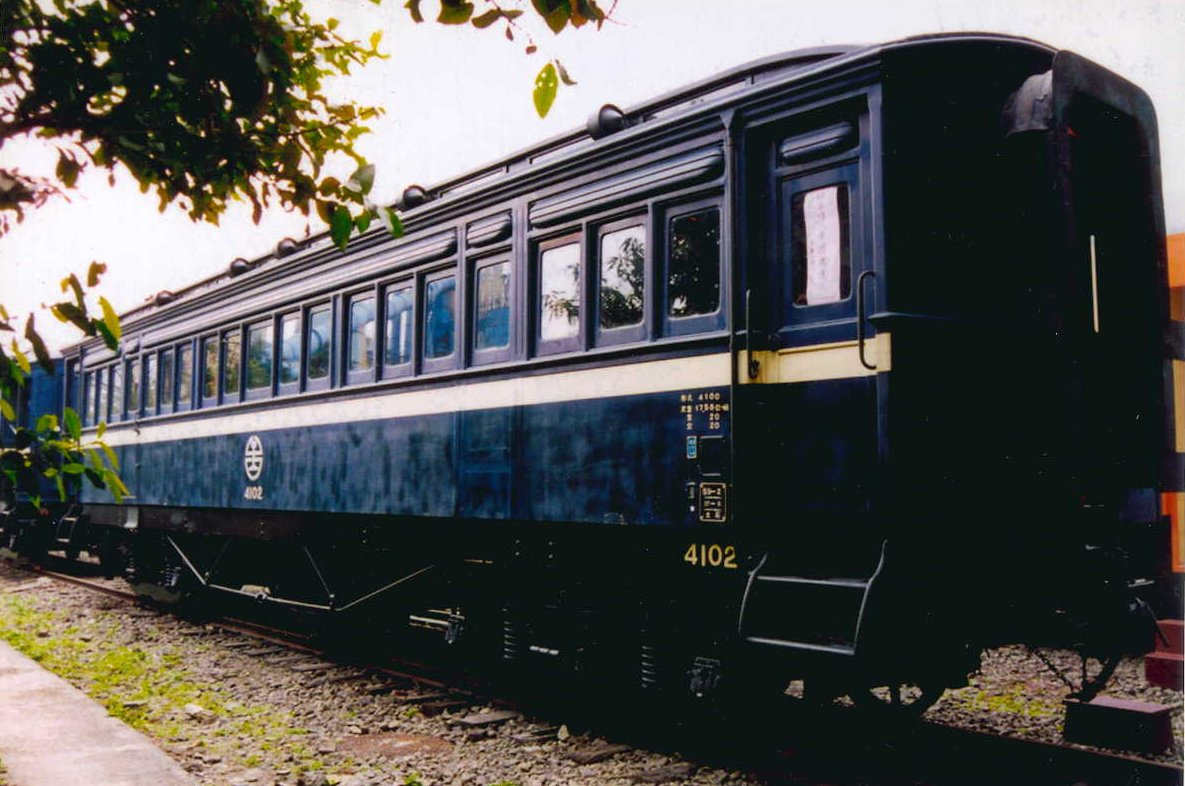
Salonwagen auf Taiwan
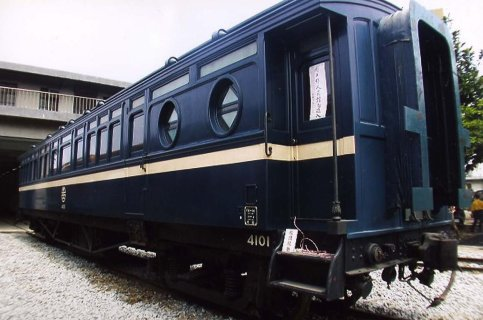
Salonwagen auf Taiwan

#### Indien

##### Hofzüge
Die Salonwagen in Indien waren zahlreich. Zum einen entstanden sie für die Spitze der Kolonialverwaltung – insbesondere für Mitglieder der britischen Königsfamilie –, weil die britischen Monarchen zugleich Kaiser von Indien waren. Aber auch die lokalen indischen Herrscher legten Wert auf diese Bequemlichkeit und das Prestige, die von solch besonderen Fahrzeugen beim Reisen ausging. Im Einzelnen sind bekannt:
- Im November 1875 bereiste Kronprinz Albert Edward, Prince of Wales, der spätere Kaiser und König Edward VII., Britisch-Indien. Bei dieser Gelegenheit nutzte auch erstmals ein Mitglied der britischen Königsfamilie in Indien die Eisenbahn. Dafür wurde aus Fahrzeugen verschiedener Bahngesellschaften ein Hofzug aus acht zweiachsigen Wagen zusammengestellt. Die Bombay, Baroda and Central India Railway stellte dafür auch Salonwagen für Meterspur.[238] Das Unterfangen wirkte aber noch sehr improvisiert: Die Fahrzeuge der verschiedenen Bahngesellschaften waren technisch noch nicht standardisiert, so dass es unter anderem zu Überpufferungen kam sowie zu Heißläufern wegen ungenügender Schmierung der Achslager, als spontan einige ältere Wagen angehängt wurden, um die vielen Geschenke abfahren zu können, die der Prinz unterwegs erhalten hatte. Die Fahrten führten von Bombay nach Kirkee und von Bombay nach Baroda (heute: Vadodara).[239] Neben diesem Meterspurzug beschaffte die East Indian Railway (EIR) anlässlich des hohen Besuchs zwei Salonwagen für die indische Breitspur.[215]

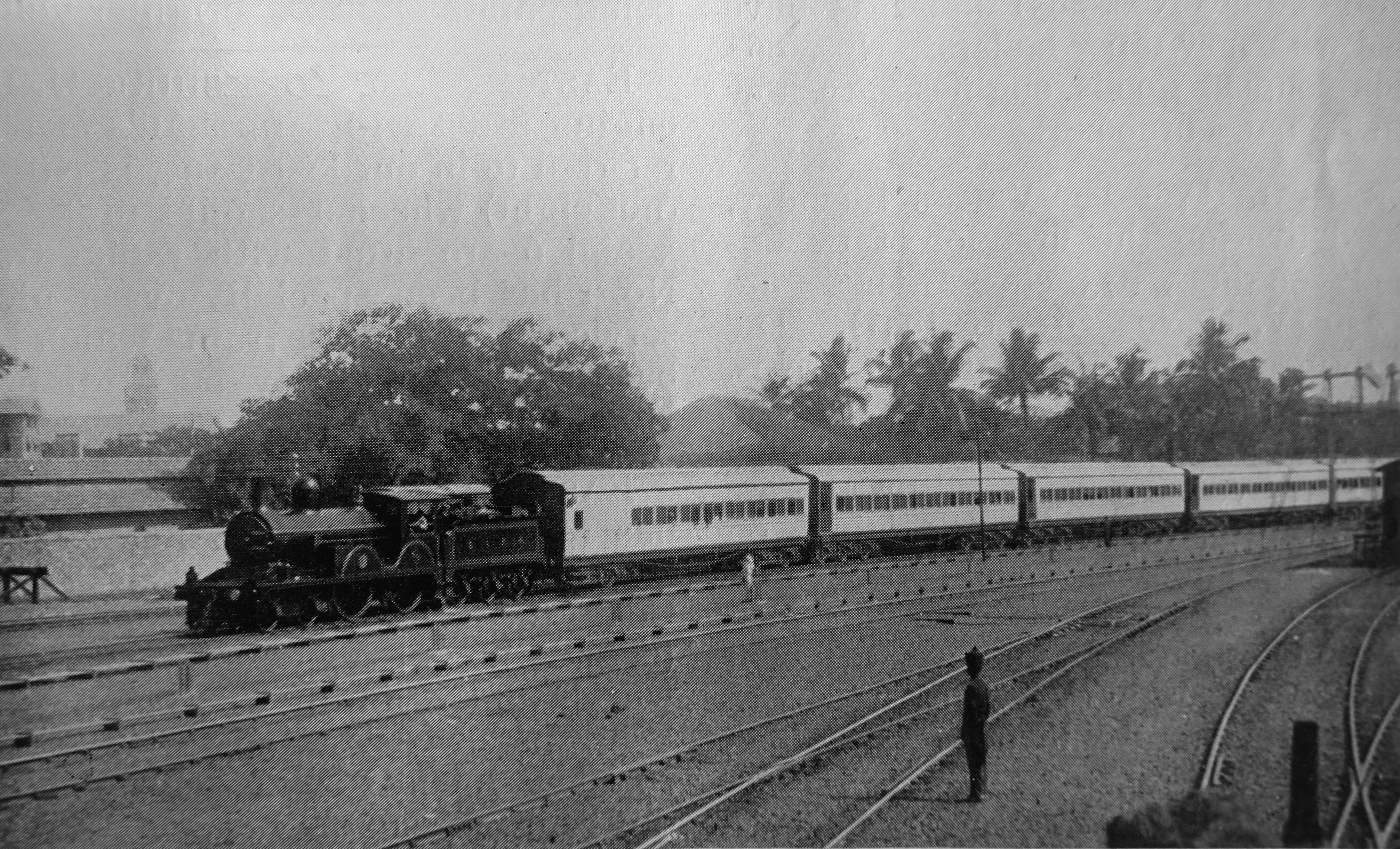
Einfahrt des Hofzugs des Vizekönigs am 30. April 1904 in den Victoria Terminus in Bombay

- 1903 wurde für den Vizekönig von Indien von der East Indian Railway (EIR) ein Hofzug aus acht vierachsigen Wagen für die Breitspur gebaut.[240] Die Wagen liefen auf dreiachsigen Drehgestellen, hatten Stahlrahmen und Holzaufbauten. Gebaut wurde der Zug in der Werkstätte der EIR in Liluah.[Anm. 7] Der Zug hatte Badezimmer und elektrische Beleuchtung. Er wurde erstmals vom Vizekönig George Curzon, 1. Marquess Curzon of Kedleston genutzt, so im April 1904 für seine Rückreise nach England auf der Strecke zwischen Kalka und Bombay. Der Zug erreichte dabei eine Reisegeschwindigkeit von knapp 30 km/h was bei den damaligen Betriebsverhältnissen in Indien als sehr schnelles Reisen galt.[241] Der Zug wurde 1907 um einen weiteren Salonwagen ergänzt.[238]
- Als Kronprinz Georg, der spätere Georg V., und seine Frau, Kronprinzessin Mary, von November 1905 bis März 1906 Indien – selbstverständlich mit der Bahn – bereisten, standen ihnen zwei Hofzüge zur Verfügung, einer für die Breitspur und einer für das Meterspurnetz. Alle Wagen waren mit Ventilatoren ausgestattet. Die Züge waren elektrisch beleuchtet, für den Strom führten sie Generatorwagen mit.[242]
  - Der Breitspurzug war der des Vizekönigs, der bei dieser Gelegenheit um drei weitere Wagen ergänzt wurde[243], darunter zwei sechsachsigen Salonwagen für den Prinzen und seine Frau.[215] Der Zug war – zumindest für diesen Anlass – weiß lackiert mit goldfarbenen Zierlinien. Er war 217 m lang und wog 427 t und bestand im Einzelnen aus[215]:
    - Packwagen
    - Salonwagen für Kaiser und Kaiserin mit Tagesraum und Bad mit Badewanne
    - Salonwagen für Kaiser und Kaiserin mit Schlafraum und Bad mit Badewanne
    - Speisewagen mit acht Tischen und 24 Plätzen in 1+2-Bestuhlung
    - 3 Gefolgewagen mit 4-Bett-Abteilen, Bädern mit Badewanne. Einer der Wagen hatte einen Speiseraum für 21 Personen
    - 2 Personalwagen
    - Packwagen mit Abteilen für den Postbeamten und den Arzt des indischen Personals

  - Für den Hofzug im Meterspurnetz waren für den königlichen Besuch sechs neue Wagen von der Rajputana–Malwa Railway gebaut worden, die um sieben weitere Wagen aus dem Bestand ergänzt wurden. Der Zug hatte ein doppeltes Dach zwischen dessen Ebenen Matten lagen, die mit Wasser befeuchtet wurden und so kühltwn. Zu dem Arrangement gehörte ein zweiter, ein Versorgungszug mit nochmal 16 Wagen. Die Fahrzeuge waren auf Breitspur umsetzbar. In diesem Zug liefen die ersten Sechsachser, die in Indien auf Meterspur verkehrten. Die Fahrzeuge des Versorgungszuges waren teilweise Wagen des öffentlichen Verkehrs. In dem Versorgungszug gab es getrennte Personal-Küchen für Hindus und Moslems um die unterschiedlichen Speisevorschriften einhalten zu können.[244]

##### Indische Fürsten
Hofzüge
- Der Rao von Kachchh (englisch: Cutch oder Kutch) beschaffte 1911 einen Jagdtriebwagen für 750 mm-Spur. Das Fahrzeug hatte fünf Achsen. Die mittlere wurde von einem Spiritusmotor angetrieben. Die Strecke wies eine Steigung von mehr als 50 ‰ auf.[245]
- Der Fürst von Mewar unterhielt einen Hofzug von etwa 10 Salonwagen auf Meterspur.[212]
- Der Maharadscha von Rewar erhielt 1911 einen Vier-Wagen-Zug für die Breitspur[246]:
  - Sechsachsiger Salonwagen mit offenen Endplattformen und einem zusätzlichen Mitteleinstieg
  - Vierachsiger Salonwagen mit offenen Endplattformen und einem zusätzlichen Mitteleinstieg, umspurbar für Meterspur
  - 2 zweiachsige Personalwagen

Salonwagen und -triebwagen
- Sayāji Rao, Maharadscha von Baroda, spendierte sich am Anfang des 20. Jahrhunderts zu seinem 25-jährigen Thronjubiläum[Anm. 8] einen zweiachsigen Salonwagen.[212]
- Der Maharadscha von Gwalior besaß für eine Bahn in der Spurweite 610 mm oder 600 m einen Salonwagen[247] und / oder einen Dampftriebwagen. Letzterer wurde 1905 beschafft.[248]
- Der Maharadscha von Indore ließ sich 1936 einen vierachsigen Salonwagen in England bauen.[212]

##### Weitere Salonwagen

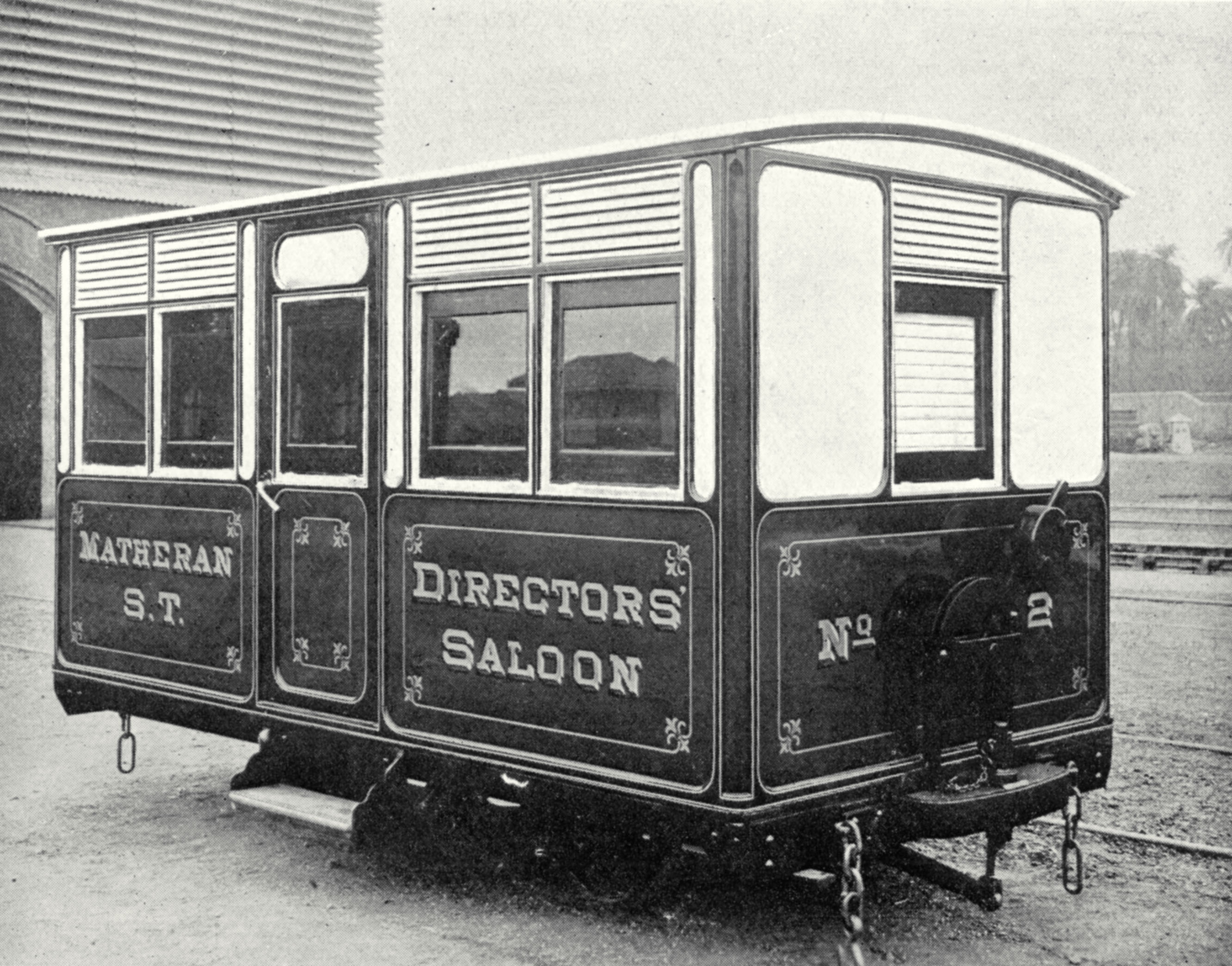
Salonwagen des Direktors der Matheran Hill Railway, 1907

- Die Matheran Hill Railway hielt einen Salonwagen für ihren Direktor vor.[249]
- 1911 setzte die Great Indian Peninsula Railway einen Zug aus 11 Wagen für den Generalgouverneur und Vizekönig von Indien in Betrieb. Der Wäscherei-Wagen hatte auch einen Tresorraum.[238] Einige der Fahrzeuge aus dem Zug befanden sich nach der Unabhängigkeit im Bestand der Pakistan Railways.[232]
- Die Darjeeling Himalayan Railway hielt einen Salonwagen vor.[250]
- Die Barsi Light Railway hielt einen Salonwagen vor.[251]

#### Irak
Der Salonwagen des letzten irakischen Königs, Faisal II., ist mit „Nr. 1“ beschriftet, erhalten, im Bahnhof Bagdad abgestellt, aber in schlechtem Zustand. Er soll museal aufgearbeitet werden.

#### Iran

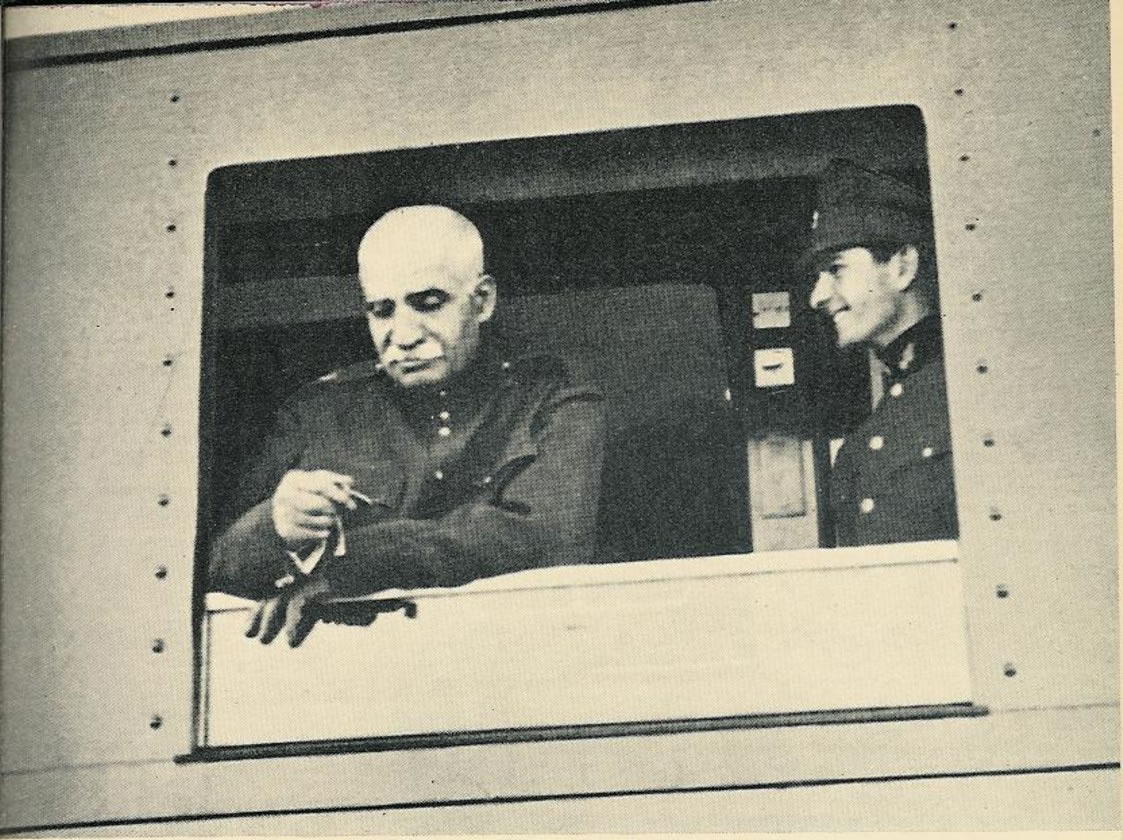
Reza Schah Pahlavi am Fenster seines Salonwagens

Bereits 1930 muss es, noch in der Bauphase der mit Hilfe deutscher und US-amerikanischer Ingenieure errichteten Transiranischen Eisenbahn, ein Fahrzeug gegeben haben, das – zumindest vorübergehend – als Salonwagen für Reza Schah Pahlavi eingesetzt wurde. Ein erster regulärer Salonwagen für den Schah wurde 1934 geliefert, damit er die neu gebaute Strecke 1938 standesgemäß eröffnen konnte. Ein Salon- und ein Begleitwagen wurden bei der Linke-Hofmann-Busch AG in Breslau geordert, vier weitere bei der schwedischen Firma Kockums in Malmö. Sein Nachfolger, Schah Mohammad Reza Pahlavi, ließ nach dem Zweiten Weltkrieg die Wagen modernisieren und orderte einen weiteren Vierwagen-Hofzug mit Kanzelwagen am Schluss bei Wegmann & Co. in Kassel. Zumindest ein Teil der Fahrzeuge hat die Islamische Revolution im Iran überstanden und ist in einem Depot abgestellt.

#### Israel

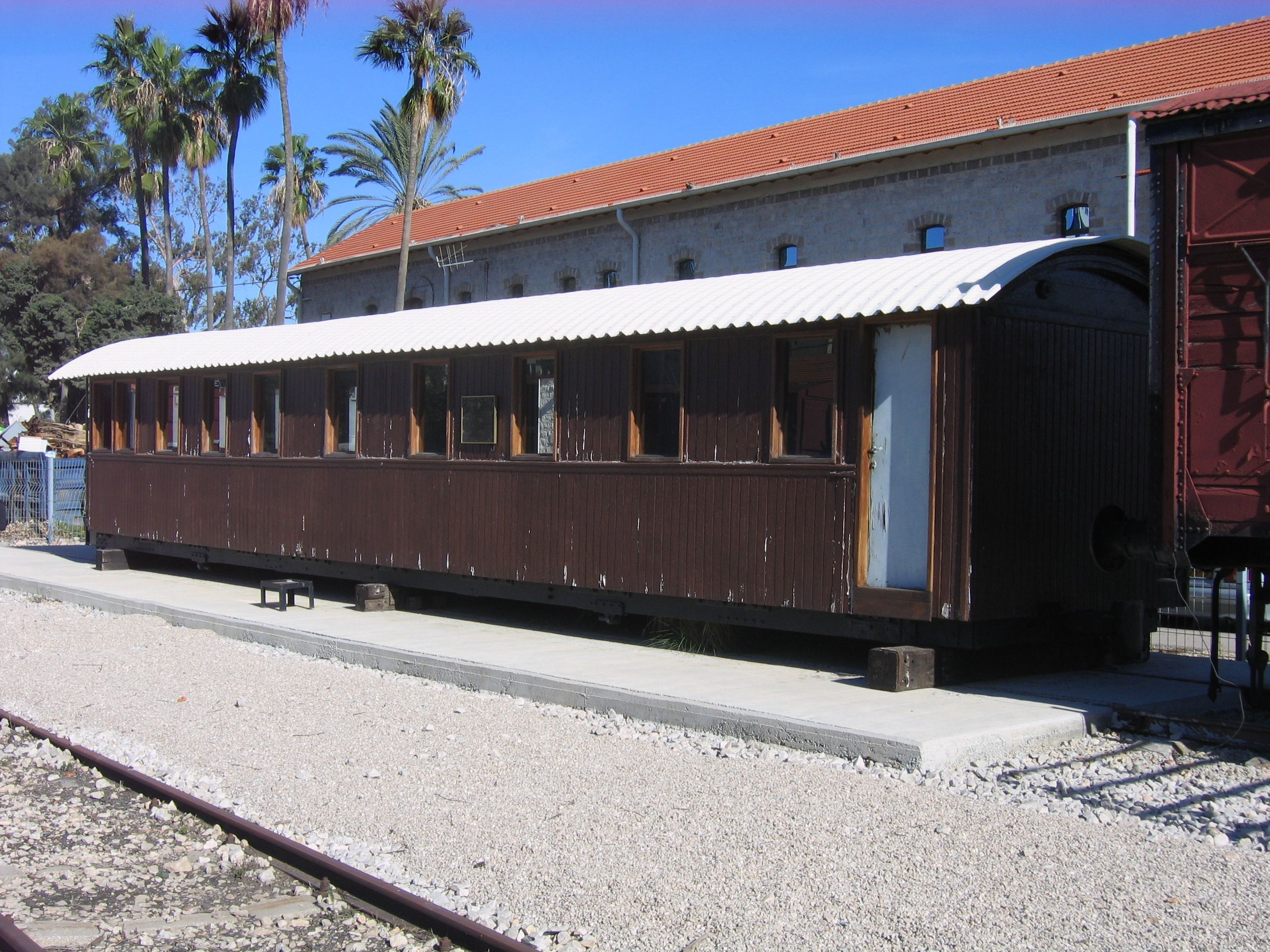
Salonwagen für König Abdallah ibn Husain I. (von Jordanien)

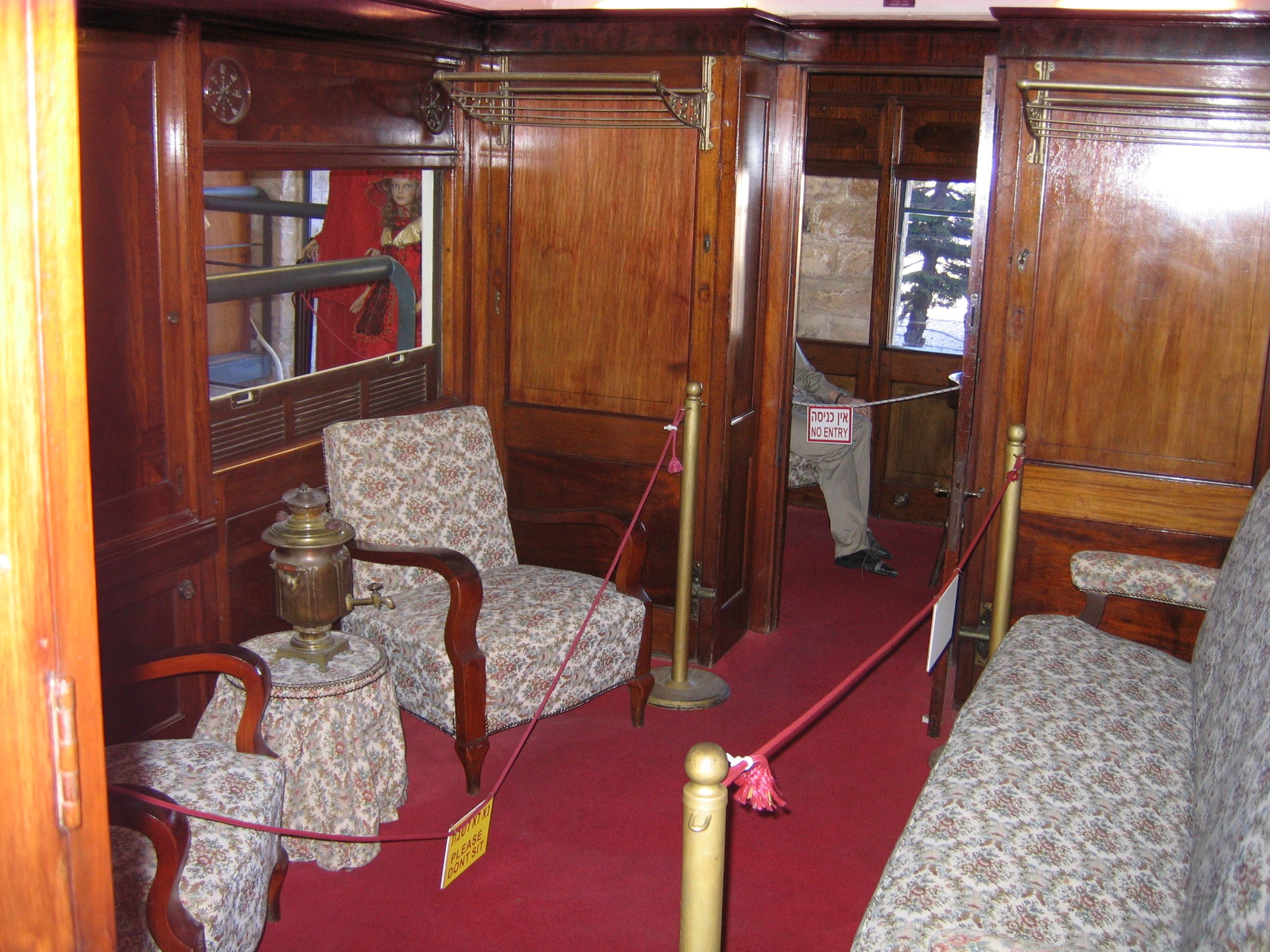
Salonwagen Nr. 98 der Palestine Railways

- Salonwagen Nr. 437 der Hedschasbahn. Er wurde 1910 als Personenwagen dritter Klasse in Belgien von Baume & Marpent hergestellt. Von der Palestine Railways wurde das Fahrzeug zu einem Salonwagen für König Abdallah ibn Husain I. von Jordanien und andere Würdenträger umgebaut. Das einzige Ausbesserungswerk (Aw) der Hedschasbahn lag am Bahnhof Haifa (MizRach), 1932 ersetzt durch das neue am Qischon, nördlich Haifas. Als nach Gründung des Staates Israel die Bahnverbindung zwischen Jordanien und Israel unterbrochen wurde, befand sich der Salonwagen offensichtlich dort und verblieb auch da. Er wurde „entkernt“ und in den Folgejahren als Betriebs-Synagoge des Aw genutzt. Das Fahrzeug befindet sich heute im Israelischen Eisenbahnmuseum in Haifa.
- Der Salonwagen Nr. 98 wurde 1922 von der Palestine Railways beschafft und bis in die 1960er Jahre noch von der Israel Railways eingesetzt.

- Der Salonwagen Nr. 97 ist erhalten und heute im alten Bahnhof von Beʾer Scheva ausgestellt. Der Salonwagen 95 ist ebenfalls erhalten, hat aber seine Drehgestelle verloren und dient heute als Ausstellungsraum im Bahnhof Kfar Jehoschuʿa.[256]

#### Japan

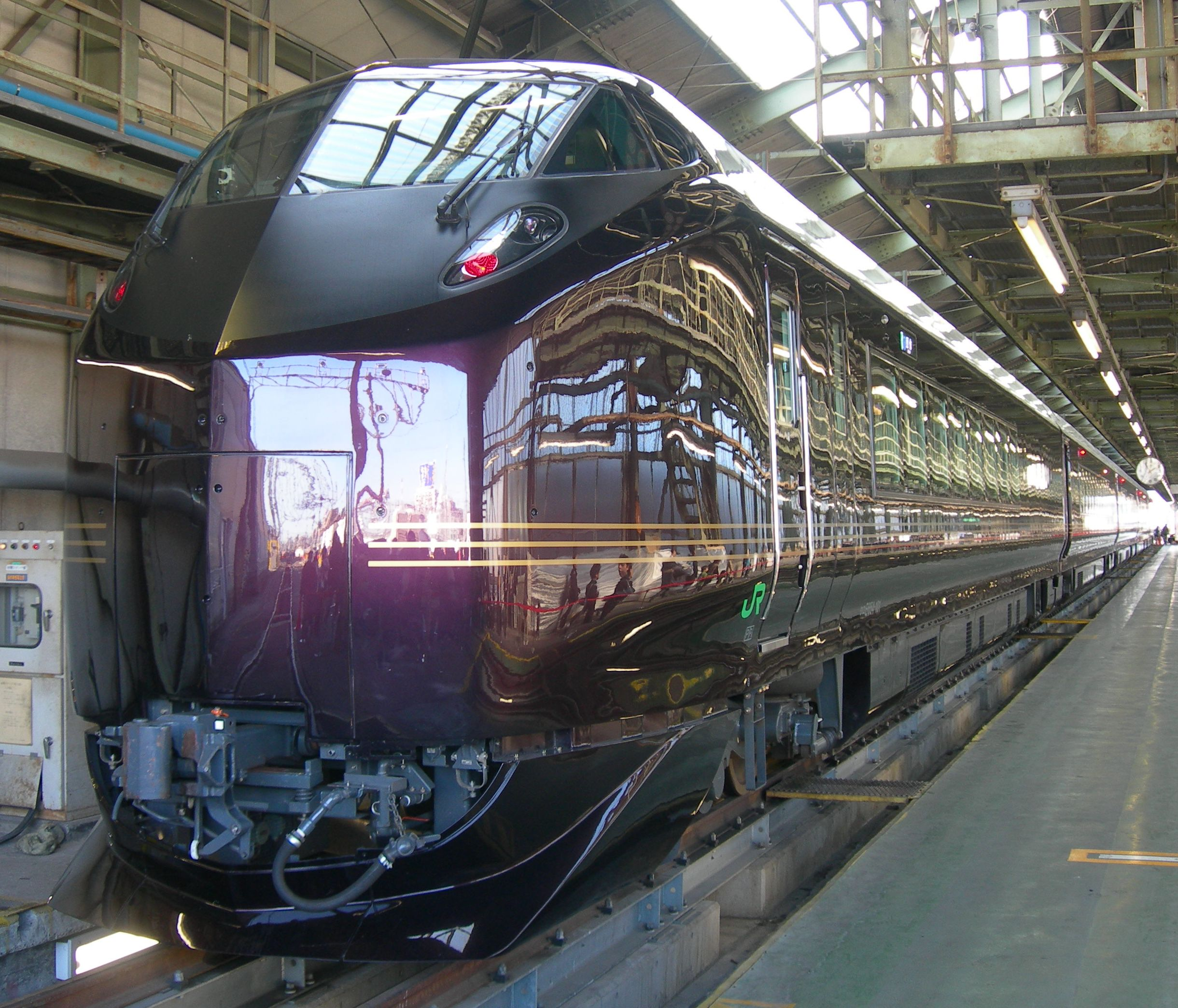
Triebwagen der Serie JR East E655, einer der Sonderzüge der kaiserlichen Familie von Japan

In Japan werden die Sonderzüge des Tennō, der Kaiserin und der Kaiserinwitwe Omeshi Ressha (お召し列車) genannt, „Züge, die sie nutzen“, wobei das Nutzen durch einen extrem höflichen Ausdruck wiedergegeben wird. Züge der anderen Mitglieder der kaiserlichen Familie werden Gojōyō Ressha (御乗用列車) genannt, was Züge zum Fahren bedeutet, eine etwas abgeschwächtere Ausdrucksweise.
Die ersten Hofzüge wurden in Japan schon vor 1903 in Dienst gestellt. 1932 wurde ein neuer Salonwagen für den Kaiser gebaut. Um 1960 bestand der Fuhrpark des Hofzuges aus 14 Wagen und zwei Lokomotiven. Neben dem Salonwagen für den Kaiser gab es einen für die Kaiserin und zwei für den Kronprinzen.
Auch heute werden „Wagen für die kaiserliche Familie“ vorgehalten. Beide, Omeshi Ressha und Gojōyō Ressha, werden als außerplanmäßige Züge nach Sonderfahrplan und ausschließlich für die kaiserliche Familie gefahren. Gleichermaßen werden so Wagen bezeichnet, die nicht zum kaiserlichen Fuhrpark gehören, aber von Mitgliedern der kaiserlichen Familie benutzt werden. Diese Züge werden nicht nur von der JR, sondern auch durch andere Eisenbahnverkehrsunternehmen betrieben. Eigene Fahrzeuge für diesen Service unterhielt nur die JNR. Nachdem JNR 1987 aufgelöst worden war, wurden alle Fahrzeuge von der JR East übernommen und infolgedessen meistens auf deren Netz eingesetzt.
Heute werden die Züge immer weniger benutzt, da Kaiser Akihito den planmäßigen Zugverkehr nicht durch außerplanmäßige Züge zu stören wünscht. Wenn er innerhalb Japans reist, benutzt er im Allgemeinen ein Flugzeug oder einen fahrplanmäßigen Zug mit einem reservierten Wagen. Kaiserliche Sonderzüge verkehren noch einige Male pro Jahr, hauptsächlich als freundschaftliche Geste gegenüber Staatsgästen und nicht ausschließlich für Reisen der kaiserlichen Familie.

#### Jordanien
siehe: #Israel

#### Korea
Der Kaiser von Korea, Gojong, besaß schon vor 1899 Salonwagen.

#### Nordkorea
Der Sonderzug für den nordkoreanischen Partei- und Staatschef wird noch heute regelmäßig eingesetzt. Der Großvater des heutigen Amtsinhabers, Kim Il-sung, führte damit 1984 die wohl umfangreichste Besuchsreise, die mit einem Staatssonderzug absolviert wurde, durch: Die dreimonatige Reise führte über die Transsibirische Eisenbahn in alle europäischen Mitgliedsstaaten des RGW, also auch in die DDR, nach Ost-Berlin und Dresden. Dabei wurde bis und ab Brest ein Begleitzug gefahren, der die jeweils nicht benötigten Drehgestelle für die Umspurung des Zuges auf und von der russischen Breitspur im sowjetischen Eisenbahnnetz transportierte. Auch der ihm in das Amt folgende Sohn, Kim Jong-il, nutzte den Zug, da er unter Flugangst litt, für Fernreisen nach China und Russland, zuletzt im August 2011. Im März 2018 unternahm Kim Jong-un seine erste Auslandsreise nach China per Sonderzug.

#### Pakistan
In der Kolonialzeit beschaffte die North Western Railway einen 11-Wagen-Zug, als Georg V. und seine Frau Maria 1911 Britisch-Indien bereisten, zu dem Pakistan damals gehörte.
Pakistan Railways besitzt heute einen Bestand von 26 Salonwagen, die gemietet und an Regelzüge angehängt werden können.

#### Saudi-Arabien
Als erste moderne Eisenbahn eröffnete in Saudi-Arabien 1951 die Bahnstrecke Dammam–Riad. Der saudische König Saud ibn Abd al-Aziz beschaffte sich dafür einen aus mehreren Wagen bestehenden Hofzug.
Für die Bahnstrecke Medina–Mekka, eine Hochgeschwindigkeitsstrecke in Saudi-Arabien, die 2017 zwischen den Städten Mekka, Dschidda und Medina in Betrieb gehen soll, wurden als Fahrzeuge adaptierte Talgo-Züge der Baureihe Talgo 350 ausgesucht. Einer der Züge wird als Hofzug für den saudischen König ausgestattet werden.

#### Südkorea
Im Südkoreanischen Eisenbahnmuseum in Uiwang steht ein Salonwagen, der 1927 gebaut und nach dem Zweiten Weltkrieg von den Staatspräsidenten Rhee Syng-man und Park Chung-hee genutzt wurde.

#### Syrien
Die Syrische Eisenbahn besitzt mindestens zwei Salonwagen, baulich neueren Datums, für ihr normalspuriges Netz, über deren Verwendung nichts Näheres bekannt ist.

#### Türkei / Osmanisches Reich

##### Osmanisches Reich
Normalspur
1875 hatten die Eisenbahnen im Osmanischen Reich 235 Personenwagen. Davon waren acht Salonwagen für den Kalif-Sultan, die 1870 in der Werkstatt der Compagnie des chemins de fer du Nord (NORD) in Frankreich hergestellt worden waren. Darüber hinaus gab es drei weitere Salonwagen für den öffentlichen Verkehr und drei Salonwagen, die als Bahndienstwagen fuhren. Dass etwa 5 % des Bestandes an Personenwagen so Salonwagen waren, ist rekordverdächtig.
Die erhaltenen Salonwagen aus der Zeit des Osmanischen Reichs sind weit verstreut. Ein Salonwagen des Kalif-Sultan Abdülaziz steht im Rahmi M. Koç Museum in Istanbul, ein anderer, ein Geschenk der Kaiserin Eugénie von Frankreich, wird im Eisenbahnmuseum in Athen aufbewahrt und ein dritter im Verkehrsmuseum in Russe in Bulgarien.
Hedschasbahn
Für die Hedschasbahn baute MAN 1905 einen Salonwagen. 1906 baute die osmanische Marine einen Hofzug aus drei Wagen: einen Salonwagen, einen Schlafwagen und einen Moscheewagen.

##### Republik
Für den Gründer der modernen Türkei, Mustafa Kemal Atatürk, wurden 1927 Salonwagen bei Wegmann & Co. in Kassel beschafft. Das Fahrzeug des Präsidenten hatte auf dem Dach ist eine Installation, die erlaubte, es im Stand mit einem Draht über die Telegrafen- und Telefonleitung der Bahn zu verbinden. Dieser Salonwagen ist heute am Bahnsteig 1 des Hauptbahnhofs in Ankara ausgestellt. 1938 wurde bei Linke-Hoffmann-Busch in Breslau ein Drei-Wagen-Zug für die Türkei gebaut.

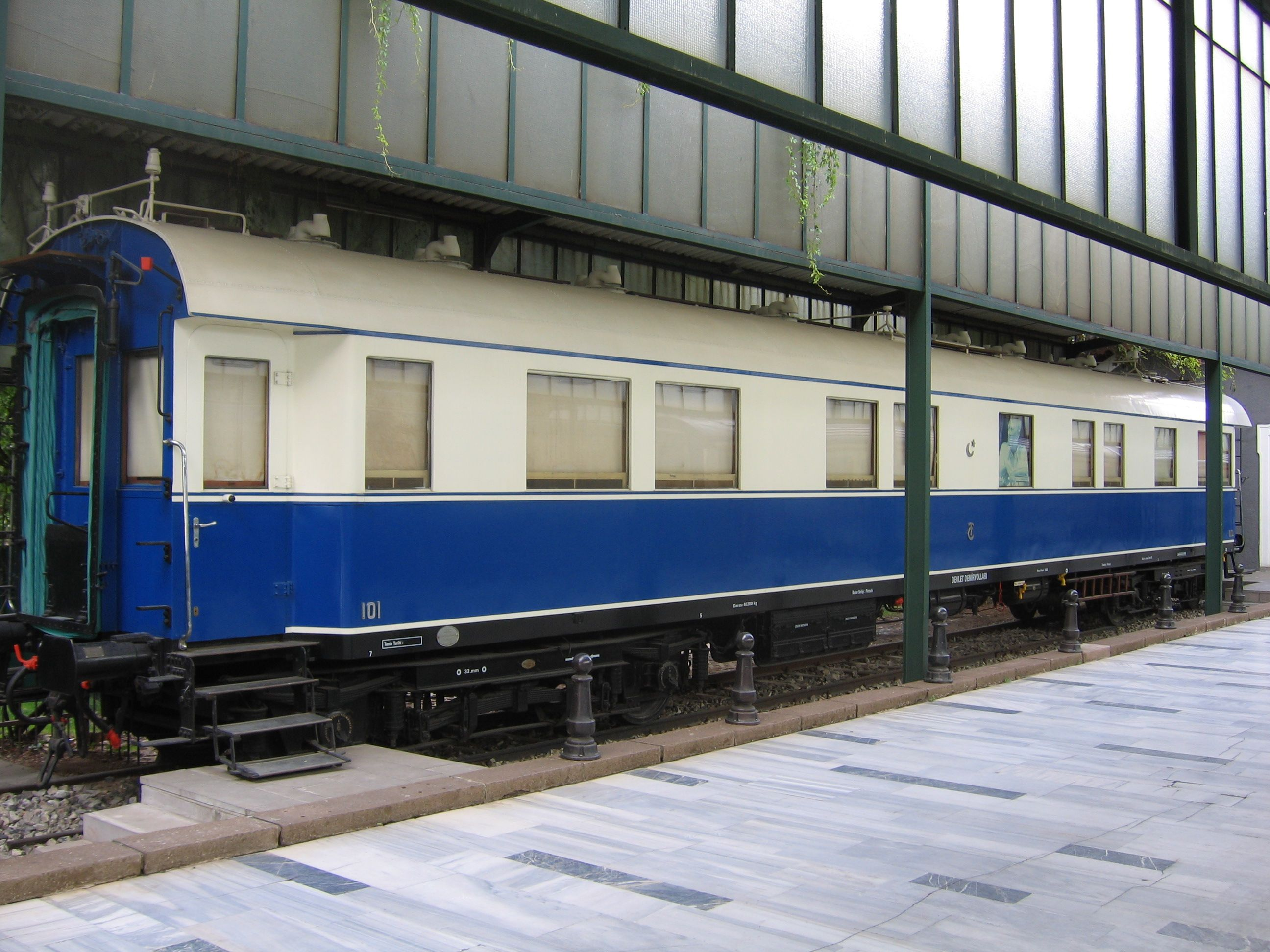
Salonwagen von Mustafa Kemal Atatürk, ausgestellt im Hauptbahnhof von Ankara
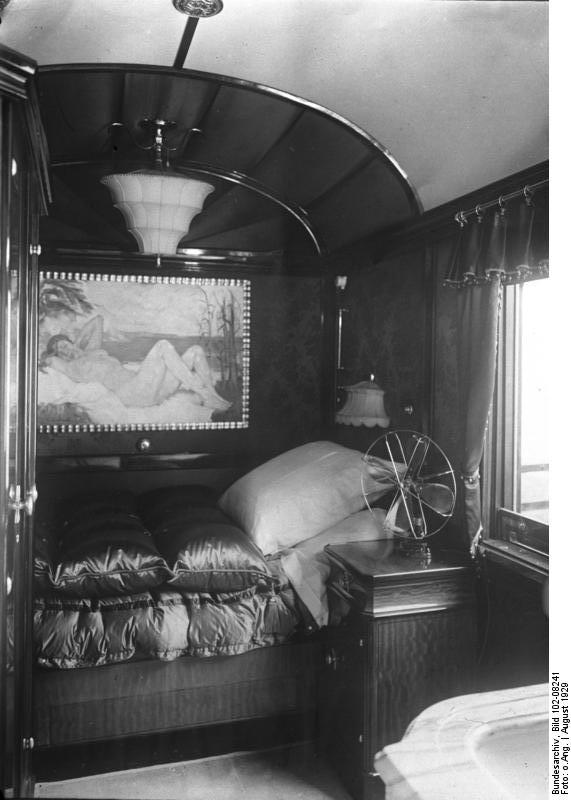
Salonwagen von Mustafa Kemal Atatürk.
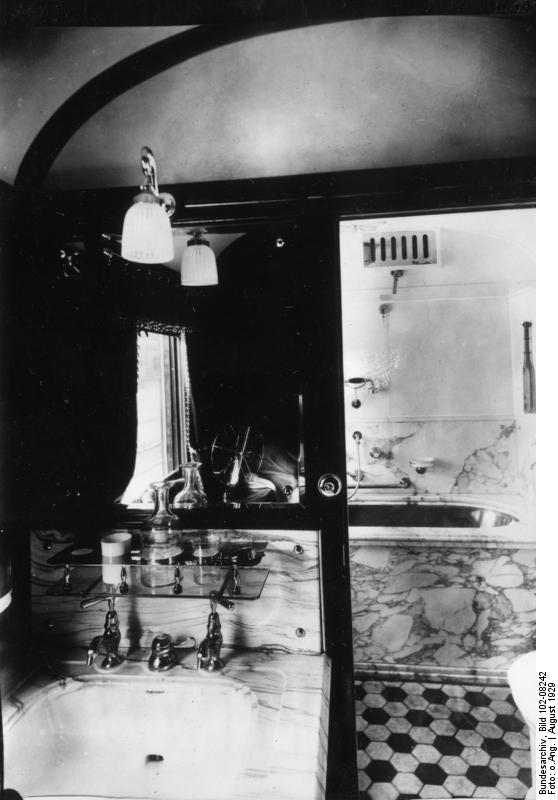
Salonwagen von Mustafa Kemal Atatürk.
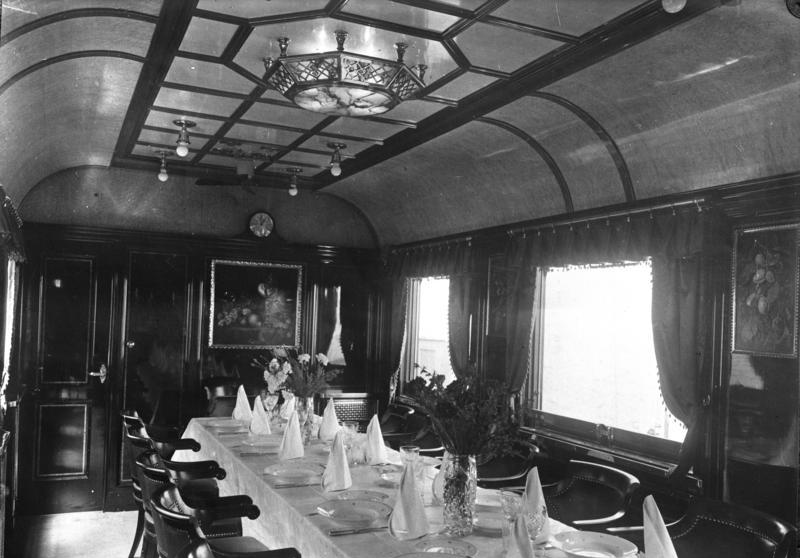
Salonwagen von Mustafa Kemal Atatürk.
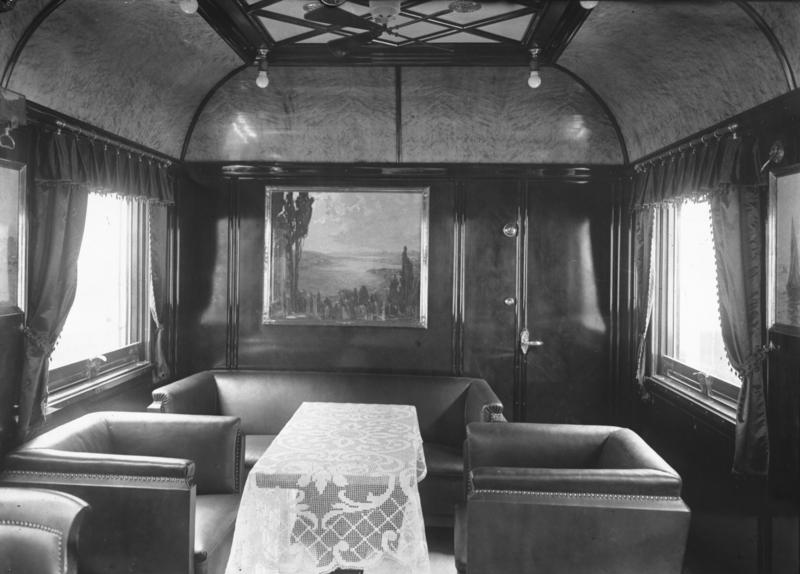
Salonwagen von Mustafa Kemal Atatürk.

#### Thailand
Bereits für König Chulalongkorn (Rama V. ) wurde 1904 ein erster zweiachsiger Salonwagen mit Mitteleinstieg beschafft, der von Van der Zypen & Charlier aus Deutz (Köln) gebaut und geliefert wurde. Der gleiche Hersteller lieferte kurz darauf einen Dreiachser mit geschlossenen Einstiegsräumen an beiden Wagenenden.
1915 wurde aus England ein vierachsiger Tages-Salonwagen mit Mitteleinstieg für das Meterspurnetz beschafft. 1926 wurde dieser um einen passenden sechsachsigen Wagen für nächtliche Reisen mit zwei Schlafräumen ergänzt, der von Cravens Railway Carriage and Wagon Company in Sheffield geliefert wurde.
In den 1950er Jahren waren „modernere“ Salonwagen im Einsatz, die in Großbritannien gebaut worden waren und die König Bhumibol Adulyadej und Königin Sirikit nutzten. Die Salonwagen waren in einem Depot für ein Eisenbahnmuseum hinterstellt und gehören heute eventuell zum Bestand des Museum of Science in Bangkok.

### Pazifischer Raum

#### Australien

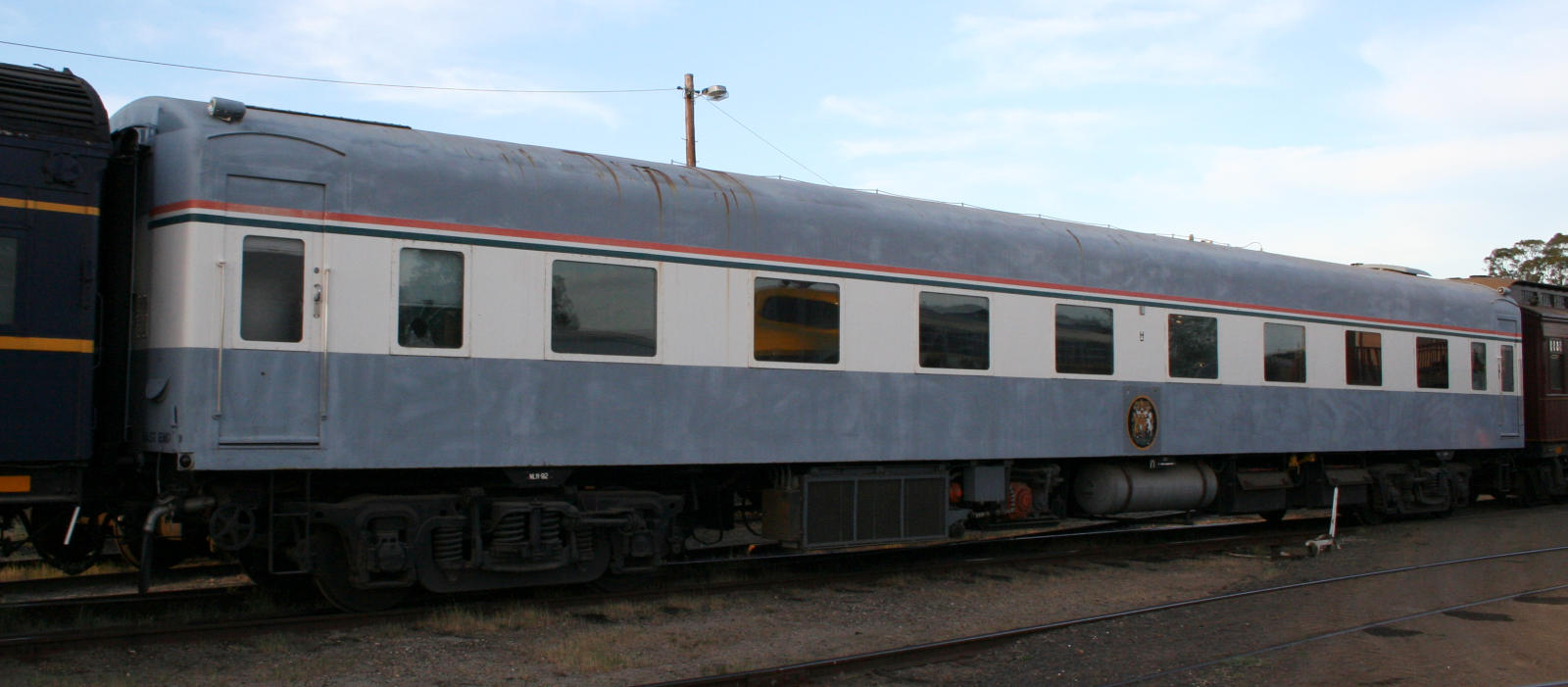
Staatswagen 5 der Victorian Railways, der für Hofzüge eingesetzt wurde. Heute im Seymour Railway Heritage Centre

Die Betreiberin der Fernreisezüge in Australien, die Great Southern Railway, bietet im Indian Pacific und im Ghan als Aufenthaltsraum für alle Reisenden der Gold Class (1. Wagenklasse) jeweils einen Salonwagen an. Darüber hinaus werden eine Reihe von Salonwagen angeboten, die privat angemietet und an Regelzüge angehängt werden können. Sie tragen folgende Bezeichnungen:
- Governor’s Lounge (ein Tagesreisewagen ausschließlich mit Sitzplätzen für 31 Personen). Der Wagen wurde 1917 für den Generalgouverneur Sir Ronald Ferguson gebaut.
- The Prince of Wales Carriage (ein Schlaf- und Salonwagen für 6 Personen). Der Wagen wurde 1919 für den damaligen Edward, Prince of Wales, in Dienst gestellt, der damit die Transaustralische Eisenbahn eröffnete. Nach einem Rangierunfall 1971 und nochmals 1992 wurde das Fahrzeug auf den neuesten technischen Stand gebracht, ohne dass in die kunsthistorisch wertvolle Jugendstil-Ausstattung eingegriffen wurde.[275]
- The Chairman’s Carriage (ein Schlaf- und Salonwagen für 8 Personen).
- Sir John Forrest Carriage (ein Schlaf- und Salonwagen für 6 Personen).

## Entwürfe
Von Julius Eugen Ruhl ist der Entwurf eines Salonwagens für den Kurfürsten von Hessen bekannt. Weiter existieren der Entwürfe von Salonwagen für König Georg V. von Hannover aus dem Jahr 1853, für den Herzog von Braunschweig aus dem Jahr 1843 und den Eisenbahnkönig Bethel Henry Strousberg.

## Kultur

### Modelle

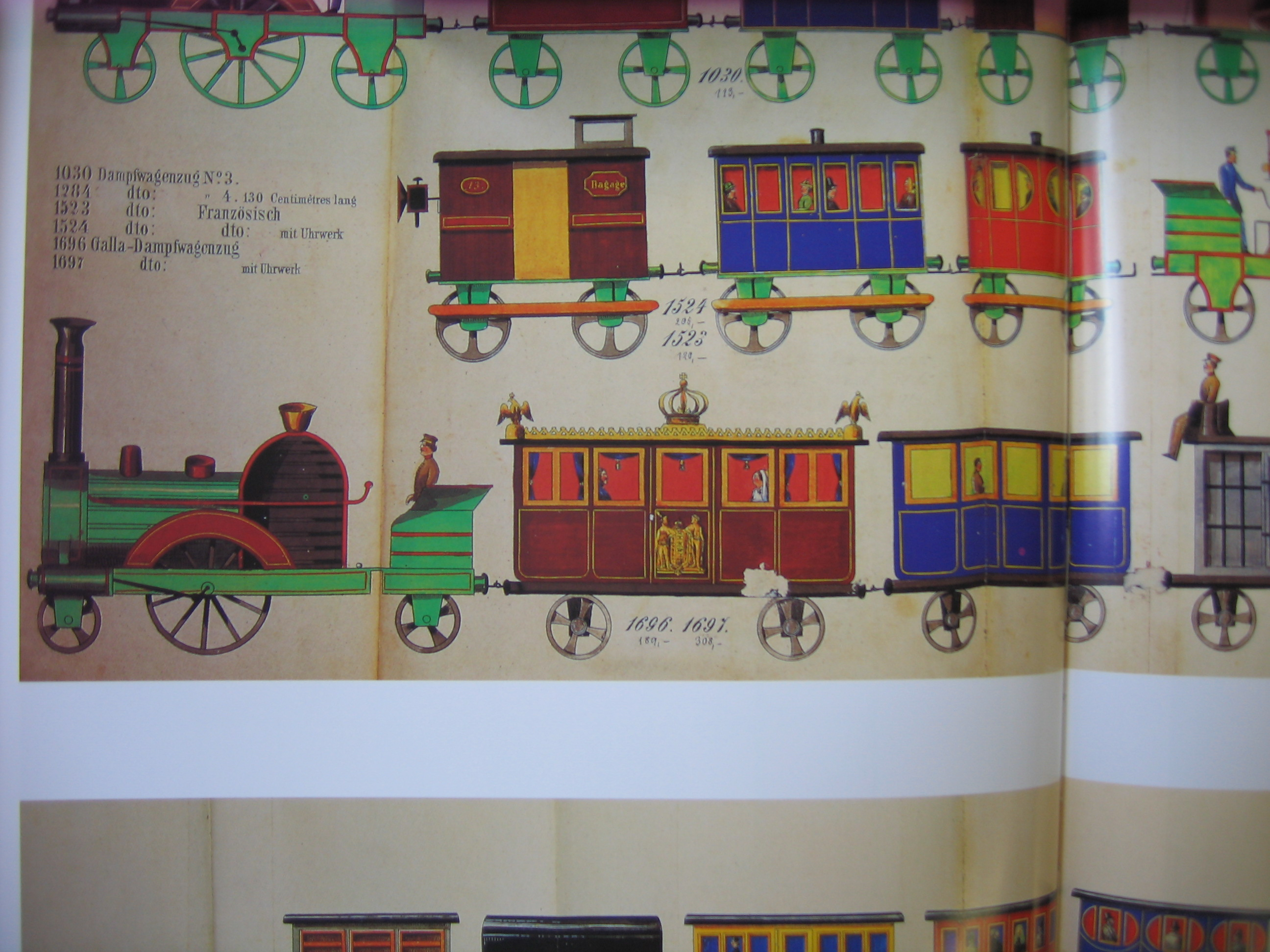
Zeichnung für eine Modelleisenbahn (Blechspielzeug): Salonwagen des französischen Kaisers Napoleon III. aus den Musterbüchern von Rock & Graner

Selten gibt es auch Salonwagen bei Modelleisenbahnen. Eine ganz frühe Zeichnung für ein entsprechendes Blechspielzeug in einem Musterbuch von Rock & Graner zeigt den Salonwagen des französischen Kaisers Napoleon III. Seit etwa 1902 bot Märklin Modelleisenbahnwagen des Hofzugs Kaiser Wilhelms II. an. Von Bing, Nürnberg, ist ein Modell des Hofzuges des russischen Zaren – auch etwa um 1902 – bekannt. Eventuell hat auch Rock & Graner Modelle des Hofzugs Kaiser Wilhelms II. produziert.

### Sammelbilder
Salonwagen waren auch Gegenstand von Sammelbildern. Beispiele zeigt das Sammelalbum Schienenverkehr von und aus Salonwagen des „Königlichen Hofzugs Italien“ und des „Privatwagens des Präsidenten Kemal Pascha“ (Mustafa Kemal Atatürk).

### Film
Hin und wieder kommen Salonwagen auch im Film vor:
- In Salonwagen E 417 gelangt einer sogar in den Filmtitel.[287]
- Im Der Stolz der 3. Kompanie macht sich ein Salonwagen selbständig und lässt den Prinzen Willibald auf freier Strecke zurück.
- 1931 wurde der Film D-Zug 13 hat Verspätung in Deutschland verboten, weil er einen Anschlag auf einen Staatspräsidenten zeigte.[288]

## Unfälle und Anschläge

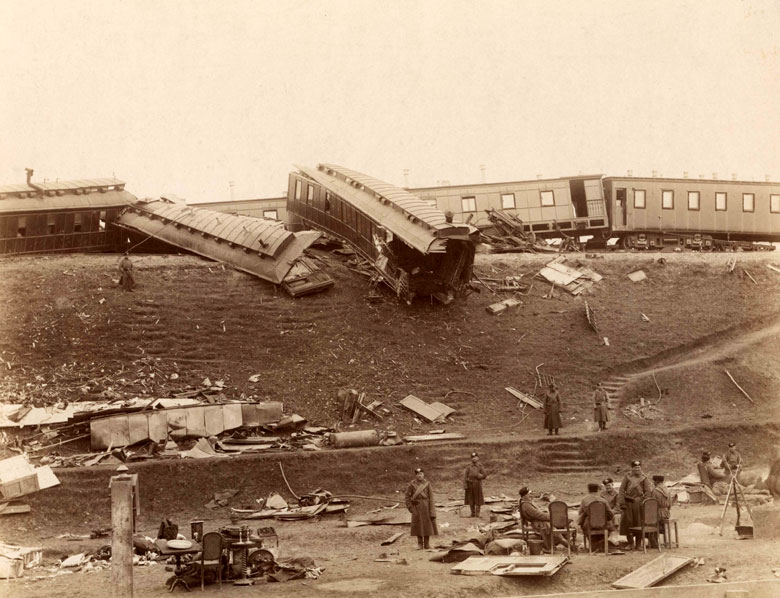
Verunglückter Hofzug des Zaren

- Am 9. Dezember 1866 fuhr die Pilot-Maschine des Hofzugs von Königin Isabella II. von Spanien, die sich mit ihrer Familie auf dem Weg zu einem Staatsbesuch in Portugal befand, im Bahnhof von Daimiel, Provinz Ciudad Real, in eine Menschenmenge, die im Gleis stand. 7 Menschen kamen ums Leben, 27 weitere wurden verletzt.

- Am 29. Oktober 1888 wurde der Hofzug des Zaren Alexander III. in einen schweren Eisenbahnunfall verwickelt. 22 Reisende starben bei dem Unfall, 36 wurden verletzt. Die Zarenfamilie blieb unverletzt, obwohl der Wagen, in dem sie sich aufhielt, stark beschädigt wurde. Ein Attentat wurde bei den nachfolgenden Untersuchungen offiziell ausgeschlossen, entsprechende Gerüchte hielten sich allerdings hartnäckig.

- Am 12. September 1896 fuhr ein Schnellzug im Bahnhof Löbau (Sachs) in die Flanke der an zweiter Stelle in den Hofzug Kaiser Wilhelm II. eingereihte Lokomotive, als dieser auf die Abfahrt wartete.

- Am 30. August 1900 wurde bei einem Eisenbahnunfall der Salonwagen des stellvertretenden Direktors der Great Northern Railway (USA) durch entlaufene Güterwagen zertrümmert. Der stellvertretende Direktor und zwei Mitreisende starben.

- Am 5. Februar 1913 fuhr zwischen den Bahnhöfen Erzsébetváros (heute: Dumbrăveni) und Medgyes (heute: Mediaș), beide damals in Ungarn, heute in Rumänien, auf der ungarischen Staatsbahn ein Schnellzug auf einen Güterzug auf. Ein Brand und drei Tote waren die Folge. Der in einem Salonwagen am Ende des Zuges mitreisende Prinz Eitel Friedrich von Preußen, zweiter Sohn Kaiser Wilhelm II., blieb unverletzt.

- Am 1. Dezember 1916 fuhr im Bahnhof von Herceghalom, Ungarn, ein Schnellzug in einen rangierenden Personenzug. Die meisten Reisenden waren Trauergäste, auf der Rückfahrt von den Beisetzungsfeierlichkeiten für den am 21. November 1916 verstorbenen Kaiser Franz Joseph in Wien. Der Kaiser war zugleich König von Ungarn gewesen. Bei dem Unfall wurde auch ein Salonwagen zerstört.

- Am 7. Juni 1917 entgleiste ein von Maastricht kommender Schnellzug, an dem auch zwei Salonwagen hingen, in denen Königin Wilhelmina der Niederlande reiste, zwischen Houten und Schalkwijk. Die Wagen blieben im Gleis stehen. Mehrere Reisende wurden verletzt, die Königin blieb unverletzt.[289]
- Am 21. Oktober 1918 fuhr in der Einfahrt zum Bahnhof Kapfenberg der Schnellzug Nr. 5 von Wien nach Laibach auf einen Güterzug auf und ein Fronturlauberzug, der in der Gegenrichtung verkehrte, fuhr in die Trümmer der Unfallstelle hinein. 13 Menschen starben, darunter auch der für Lokomotiven zuständige Direktor der Österreichischen Südbahn in seinem Salonwagen.

- Am 25. Oktober 1928 wurde ein Anschlag auf den Sonderzug des Gouverneurs von Bombay, Britisch-Indien, Frederick Sykes, verübt, der jedoch fehlschlug.[290]
- Am 19. September 1944 fuhr in der Nähe von Castle Rock, Washington, USA, der 13 Wagen umfassende Wahlkampf-Sonderzug des republikanischen Präsidentschaftskandidaten, Thomas Edmund Dewey, auf einen vorangefahrenen Zug auf, der wiederum aufgrund eines vorangegangenen Unfalls hatte anhalten müssen.[291]

## Anmerkung
1. ↑  So wird z. B. ein früherer Aussichtswagen der Gattung AD4üm-62 des TEE Rheingold durch RailAdventure an private Nutzer vermietet werden (Homepage des Anbieters).
2. ↑  Der Unterzeichnende „Acker“ war Theodor Acker, damals Präsident der Bundesbahndirektion Mainz.
3. ↑  Nach Christian Esser, Astrid Randerath: Schwarzbuch Deutsche Bahn. 2. Auflage. München 2010, S. 38, war das die Konzernrichtlinie 135.4001, nach Serafin Reiber: Bahn-Aufsichtsrat fordert Ende des VIP-Services für Spitzenpolitiker. In: Der Spiegel vom 14. Oktober 2022, handelt es sich zuletzt um die Konzernrichtlinie 199.0001: „Reisen nach Sondervorschrift, 5.0“, gültig seit dem 1. Februar 2020.
4. ↑  Zu den Wagennummern siehe: hier.
5. ↑  Die ungarische Baureihe „Hargita“ lief bei der Deutschen Reichsbahn als VT 12.14
6. ↑  Via Ostiense 106, Roma.
7. ↑  Liluah, auch Lilloah, liegt nordwestlich von Kolkata.
8. ↑  Er kam 1875 als Minderjähriger auf den Thron und regierte seit 1881 selbständig. Es ist unklar, auf welches Jahr sich die Angabe zum 25-jährigen Thronjubiläum bezieht.
9. ↑  Nach Dost, S. 273, lieferte Kockum 1935 die ersten drei Hofsalonwagen und Linke-Hofmann-Busch zwei weitere 1937. Der dort für diese Jahre ebenfalls genannte, „in Kassel“ gebaute Vier-Wagen-Zug dürfte eine Verwechslung mit dem nach dem Zweiten Weltkrieg gelieferten Zug von Wegmann & Co. in Kassel sein.